# Musikjahr 2017
Liste der Musikjahre

◄◄ | ◄ | 2013 | 2014 | 2015 | 2016 | Musikjahr 2017 | 2018 | 2019 | 2020 | 2021 | ►

Weitere Ereignisse · Country-Musik
Dieser Artikel behandelt das Musikjahr 2017.
International erfolgreich war insbesondere der britische Singer-Songwriter Ed Sheeran, der mit Shape of You sowie seinem Album ÷ zahlreiche Jahrescharts anführte. Aus deutscher Sicht ist Helene Fischer zu nennen, die die deutschen Album-Jahrescharts anführte und auch in der Schweiz einen zweiten Platz belegte. Ebenso erfolgreich war Luis Fonsi feat. Daddy Yankee mit ihrem Hit Despacito, der in vielen Ländern der erfolgreichste Nummer-eins-Hit war.
Die Terrorgefahr belastete das Musikjahr. So kam es im Mai bei einem Konzert der US-amerikanischen Sängerin Ariana Grande zu einem schweren Terroranschlag in Manchester und im Oktober am Rande eines Country-Festivals zu einem Massenmord in Las Vegas. Auch das deutsche Festival Rock am Ring musste wegen einer Terrorwarnung unterbrochen werden.

## Ereignisse

### Populäre Musik
- 04. Februar: Mit einem Abschiedskonzert in ihrer Heimatstadt Birmingham beendet die britische Hard-Rock-Band Black Sabbath ihre Karriere.
- 05. Mai: Die britische Synthie-Pop-/Synth-Rock-Band Depeche Mode startet in Solna ihre Global Spirit Tour. Die Tournee endet nach 130 Konzerten am 25. Juli 2018 in Berlin.
- 22. Mai: Bei einem Konzert der US-amerikanischen Sängerin Ariana Grande in Manchester kam es zum schwersten Terroranschlag im Vereinigten Königreich seit Juli 2005. Ein Selbstmordattentäter riss 23 Menschen in den Tod und verletzte 116 weitere zum Teil schwer.[1]
- 02. Juni: Phil Collins startet in Liverpool seine Not Dead Yet Tour.
- 23. Juni: Die britische Rockband Queen und der US-amerikanische Sänger Adam Lambert starten in Glendale ihre Queen + Adam Lambert Tour 2017–2018. Die Tournee endet nach 88 Konzerten am 22. September 2018 in Paradise.
- 02. Juli: Das Festival Rock am Ring wurde am ersten Tag aufgrund einer Terrorwarnung unterbrochen. Der angekündigte Auftritt von Rammstein entfiel daher.[2]
- 15. Juli: Das Neonazi-Musikfestival Rock gegen Überfremdung kann ohne große Zwischenfälle in Themar vor 6000 Menschen stattfinden.
- 01. Oktober: Massenmord in Las Vegas 2017: Bei einem Countryfestival im amerikanischen Las Vegas werden 58 Menschen von einem einzelnen Täter erschossen und mehr als 520 werden verletzt.
- 16. Oktober: Die ARD Schlagernacht, eine vom Mitteldeutschen Rundfunk im Funkhaus Erfurt produzierte Gemeinschaftssendung des Hörfunks der ARD, wird erstmals ausgestrahlt.

### Klassische Musik und Musiktheater

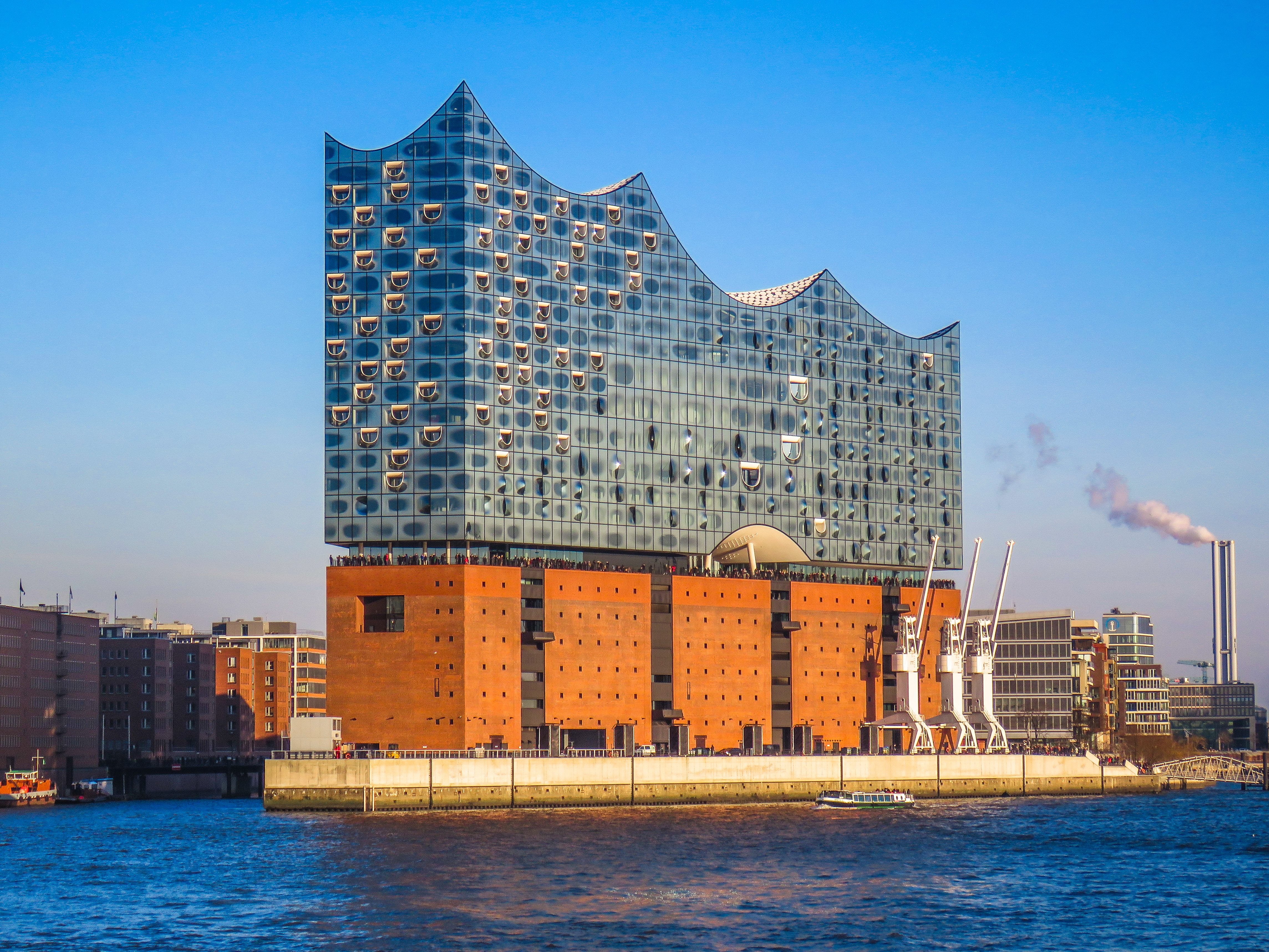
Die Elbphilharmonie eröffnete am 11. Januar 2017

- 01. Januar: Das Neujahrskonzert der Wiener Philharmoniker 2017 war das erste Neujahrskonzert, das Dirigent Gustavo Dudamel leitete, der mit 35 Jahren außerdem der jüngste Dirigent in der Geschichte der Veranstaltung ist. Das Konzert wurde in 93 Ländern ausgestrahlt.
- 11. Januar: Eröffnungskonzert der Elbphilharmonie 2017 vom NDR Elbphilharmonie Orchester sowie dem NDR Chor unter Leitung von Thomas Hengelbrock.
- 18. April: Uraufführung der Oper in sechs Akten Infinite Now von Chaya Czernowin, die zusammen mit Luk Perceval auch das Libretto nach Texten von Erich Maria Remarque, Can Xue und Soldatenbriefen des Ersten Weltkriegs zusammenstellte. Die Uraufführung fand durch die Vlaamse Opera in Gent statt.
- Das Comedy-Musical Titanique, das auf Songs von Céline Dion zurückgreift und eine Parodie auf den Titanic-Film von James Cameron aus dem Jahr 1997 ist, wird in Los Angeles uraufgeführt.

### Film
- 08. Januar: Mit sieben gewonnenen Golden Globe Awards stellt das Filmmusical La La Land einen neuen Rekord auf.
- Bocchi the Rock! – Mangaserie von Aki Hamaji
- Könige der Welt – deutscher Dokumentarfilm von Christian von Brockhausen und Timo Großpietsch

## Musikcharts

### Deutschland
| Singles                                              | Position | Alben                                                                 |
| ---------------------------------------------------- | -------- | --------------------------------------------------------------------- |
|                                                      |          |                                                                       |
| Shape of You Ed Sheeran                              | 1        | Helene Fischer                                                        |
| Despacito Luis Fonsi feat. Daddy Yankee              | 2        | ÷ Ed Sheeran                                                          |
| Something Just Like This The Chainsmokers & Coldplay | 3        | Laune der Natur Die Toten Hosen                                       |
| Thunder Imagine Dragons                              | 4        | Jung, brutal, gutaussehend 3 Kollegah & Farid Bang                    |
| Tuesday Burak Yeter feat. Danelle Sandoval           | 5        | We Got Love The Kelly Family                                          |
| More Than You Know Axwell Λ Ingrosso                 | 6        | Sing meinen Song – Das Tauschkonzert, Vol. 4 Verschiedene Interpreten |
| OK Robin Schulz feat. James Blunt                    | 7        | MTV Unplugged Peter Maffay                                            |
| Was du Liebe nennst Bausa                            | 8        | Im Auge des Sturms Santiano                                           |
| Unforgettable French Montana feat. Swae Lee          | 9        | Rammstein: Paris Rammstein                                            |
| Galway Girl Ed Sheeran                               | 10       | Spirit Depeche Mode                                                   |

- Helene Fischer ist bereits zum vierten Mal (nach 2013, 2014 und 2015) an der Spitze der Jahrescharts.[3]
- Despacito von Luis Fonsi feat. Daddy Yankee ist mit 17 Spitzenplatzierungen der am längsten hintereinander auf eins vertretene Chart-Song aller Zeiten[3]

Die längsten Nummer-eins-Singles
Lieder, die die meiste Zeit während eines anderen Jahres auf Platz 1 der Charts verbrachten, werden hier nicht aufgeführt.
1. Luis Fonsi feat. Daddy Yankee – Despacito (17 Wochen)
2. Ed Sheeran – Shape of You (15 Wochen)
3. Bausa – Was du Liebe nennst (8 Wochen)

Die längsten Nummer-eins-Alben
Alben, die die meiste Zeit während eines anderen Jahres auf Platz 1 der Charts verbrachten, werden hier nicht aufgeführt.
1. Ed Sheeran – ÷ (4 Wochen)
2. Peter Maffay – MTV Unplugged (3 Wochen)

Alle weiteren Alben waren entweder eine oder zwei Wochen auf Platz 1 gelistet.
Alle Nummer-eins-Hits und die Hits des Jahres

### Österreich
| Singles                                              | Position | Alben                                                        |
| ---------------------------------------------------- | -------- | ------------------------------------------------------------ |
|                                                      |          |                                                              |
| Despacito Luis Fonsi feat. Daddy Yankee              | 1        | Helene Fischer                                               |
| Shape of You Ed Sheeran                              | 2        | ÷ Ed Sheeran                                                 |
| Thunder Imagine Dragons                              | 3        | Falco60 Falco                                                |
| Something Just Like This The Chainsmokers & Coldplay | 4        | Unerhört solide Pizzera & Jaus                               |
| Tuesday Burak Yeter feat. Danelle Sandoval           | 5        | Niente Wanda                                                 |
| More Than You Know Axwell Λ Ingrosso                 | 6        | Und weida? Seiler und Speer                                  |
| OK Robin Schulz feat. James Blunt                    | 7        | Neujahrskonzert 2017 Wiener Philharmoniker / Gustavo Dudamel |
| Believer Imagine Dragons                             | 8        | Jetzt geht’s richtig los! Klubbb3                            |
| Galway Girl Ed Sheeran                               | 9        | In der Nacht Nockalm Quintett                                |
| It Ain’t Me Kygo & Selena Gomez                      | 10       | Ein Teil von mir Semino Rossi                                |

- Mit 16 aufeinanderfolgenden Wochen an der Spitze ist Despacito der erfolgreichste Nummer-eins-Hit des Jahrzehnts und verpasst den Rekord von Elton Johns Candle in the Wind 1997 um nur zwei Wochen.

Die längsten Nummer-eins-Singles
Lieder, die die meiste Zeit während eines anderen Jahres auf Platz 1 der Charts verbrachten, werden hier nicht aufgeführt.
1. Luis Fonsi feat. Daddy Yankee – Despacito (16 Wochen)
2. Ed Sheeran – Shape of You (13 Wochen)
3. Bausa – Was du Liebe nennst (6 Wochen)

Die längsten Nummer-eins-Alben
Alben, die die meiste Zeit während eines anderen Jahres auf Platz 1 der Charts verbrachten, werden hier nicht aufgeführt.
1. Ed Sheeran – ÷; Helene Fischer – Helene Fischer (jeweils 4 Wochen)
2. Wiener Philharmoniker – Neujahrskonzert der Wiener Philharmoniker 2017; Nockalm Quintett – In der Nacht (jeweils 3 Wochen)

Alle weiteren Alben waren entweder eine oder zwei Wochen auf Platz 1 gelistet.
Alle Nummer-eins-Hits und die Hits des Jahres

### Schweiz
| Singles                                                               | Position | Alben                                  |
| --------------------------------------------------------------------- | -------- | -------------------------------------- |
|                                                                       |          |                                        |
| Shape of You Ed Sheeran                                               | 1        | ÷ Ed Sheeran                           |
| Despacito Luis Fonsi feat. Daddy Yankee                               | 2        | Helene Fischer                         |
| Something Just Like This The Chainsmokers & Coldplay                  | 3        | Love Züri West                         |
| Rockabye Clean Bandit feat. Sean Paul & Anne-Marie                    | 4        | Human Rag ’n’ Bone Man                 |
| It Ain’t Me Kygo & Selena Gomez                                       | 5        | Heimweh Schluneggers Heimweh           |
| Súbeme la Radio Enrique Iglesias feat. Descemer Bueno & Zion y Lennox | 6        | Blue & Lonesome The Rolling Stones     |
| Human Rag ’n’ Bone Man                                                | 7        | Urchig Gölä                            |
| Alone Alan Walker                                                     | 8        | Laune der Natur Die Toten Hosen        |
| Believer Imagine Dragons                                              | 9        | Land ob de Wolke Jodlerklub Wiesenberg |
| OK Robin Schulz feat. James Blunt                                     | 10       | Silver Gotthard                        |

- Mit 18 Wochen an der Spitze übertraf Despacito den bisherigen Rekord von Whenever, Wherever (Shakira) und Prayer in C (Robin Schulz Remix) (Lilly Wood & the Prick & Robin Schulz) und wurde damit der erfolgreichste Nummer-eins-Hit in der Geschichte der Schweizer Charts.[4]
- Mit einem Sprung von Platz 90 auf Platz 1 verbuchte das Album Land ob de Wolke vom Jodlerklub Wiesenberg den höchsten Aufstieg in der Geschichte der Schweizer Albencharts.[5]

Die längsten Nummer-eins-Singles
Lieder, die die meiste Zeit während eines anderen Jahres auf Platz 1 der Charts verbrachten, werden hier nicht aufgeführt.
1. Luis Fonsi feat. Daddy Yankee – Despacito (20 Wochen)
2. Ed Sheeran – Shape of You (14 Wochen)
3. Ed Sheeran – Perfect (9 Wochen)

Die längsten Nummer-eins-Alben
Alben, die die meiste Zeit während eines anderen Jahres auf Platz 1 der Charts verbrachten, werden hier nicht aufgeführt.
1. Jodlerklub Wiesenberg – Land ob de Wolke; Heimweh – Blueme (jeweils 4 Wochen)
2. Helene Fischer – Helene Fischer (3 Wochen)

Alle weiteren Alben waren entweder eine oder zwei Wochen auf Platz 1 gelistet.
Alle Nummer-eins-Hits und die Hits des Jahres

### Vereinigtes Königreich
| Singles                                                         | Position | Alben                                   |
| --------------------------------------------------------------- | -------- | --------------------------------------- |
|                                                                 |          |                                         |
| Shape of You Ed Sheeran                                         | 1        | ÷ Ed Sheeran                            |
| Despacito (Remix) Luis Fonsi & Daddy Yankee feat. Justin Bieber | 2        | Human Rag ’n’ Bone Man                  |
| Castle on the Hill Ed Sheeran                                   | 3        | The Thrill of It All Sam Smith          |
| Unforgettable French Montana feat. Swae Lee                     | 4        | Glory Days Little Mix                   |
| Galway Girl Ed Sheeran                                          | 5        | Beautiful Trauma Pink                   |
| Perfect Ed Sheeran                                              | 6        | × Ed Sheeran                            |
| Symphony Clean Bandit feat. Zara Larsson                        | 7        | Together Again Michael Ball & Alfie Boe |
| Human Rag ’n’ Bone Man                                          | 8        | More Life Drake                         |
| Something Just Like This The Chainsmokers & Coldplay            | 9        | As You Were Liam Gallagher              |
| You Don’t Know Me Jax Jones feat. Raye                          | 10       | Gang Signs & Prayer Stormzy             |

- Mit dem gleichzeitigen Einstieg von Shape of You auf Platz 1 und der Single Castle on the Hill auf Platz 2 gelang Sheeran erstmals in der Geschichte der britischen Singlecharts der Einstieg mit zwei Singles auf den ersten beiden Plätzen.[6]

Die längsten Nummer-eins-Singles
Lieder, die die meiste Zeit während eines anderen Jahres auf Platz 1 der Charts verbrachten, werden hier nicht aufgeführt.
1. Ed Sheeran – Shape of You (14 Wochen)
2. Luis Fonsi feat. Daddy Yankee – Despacito (Remix) (11 Wochen)
3. Camila Cabello feat. Young Thug – Havana (5 Wochen)

Die längsten Nummer-eins-Alben
Alben, die die meiste Zeit während eines anderen Jahres auf Platz 1 der Charts verbrachten, werden hier nicht aufgeführt.
1. Ed Sheeran – ÷ (19 Wochen)
2. Little Mix – Glory Days (3 Wochen)

Alle weiteren Alben waren entweder eine oder zwei Wochen auf Platz 1 gelistet.
Alle Nummer-eins-Hits und die Hits des Jahres

### Vereinigte Staaten
| Singles                                                         | Position | Alben                                                  |
| --------------------------------------------------------------- | -------- | ------------------------------------------------------ |
|                                                                 |          |                                                        |
| Shape of You Ed Sheeran                                         | 1        | Damn Kendrick Lamar                                    |
| Despacito (Remix) Luis Fonsi & Daddy Yankee feat. Justin Bieber | 2        | XXIVK Magic Bruno Mars                                 |
| That’s What I Like Bruno Mars                                   | 3        | Starboy The Weeknd                                     |
| Humble Kendrick Lamar                                           | 4        | ÷ Ed Sheeran                                           |
| Something Just Like This The Chainsmokers & Coldplay            | 5        | More Life Drake                                        |
| Bad and Boujee Migos feat. Lil Uzi Vert                         | 6        | Moana: Original Motion Picture Soundtrack (Soundtrack) |
| Closer The Chainsmokers feat. Halsey                            | 7        | Stoney Post Malone                                     |
| Body Like a Back Road Sam Hunt                                  | 8        | Culture Migos                                          |
| Believer Imagine Dragons                                        | 9        | Hamilton: An American Musical (Soundtrack)             |
| Congratulations Post Malone feat. Quavo                         | 10       | 4 Your Eyez Only J. Cole                               |

- Despacito von Luis Fonsi & Daddy Yankee feat. Justin Bieber ist mit 16 Spitzenplatzierungen zusammen mit One Sweet Day von Mariah Carey und Boyz II Men der erfolgreichste Nummer-eins-Hit in den Billboard Hot 100.[7]

Die längsten Nummer-eins-Singles
Lieder, die die meiste Zeit während eines anderen Jahres auf Platz 1 der Charts verbrachten, werden hier nicht aufgeführt.
1. Luis Fonsi feat. Daddy Yankee – Despacito (Remix) (16 Wochen)
2. Ed Sheeran – Shape of You (12 Wochen)
3. Post Malone feat. 21 Savage – Rockstar (8 Wochen)

Die längsten Nummer-eins-Alben
Alben, die die meiste Zeit während eines anderen Jahres auf Platz 1 der Charts verbrachten, werden hier nicht aufgeführt.
1. The Weeknd – Starboy; Kendrick Lamar – Damn (jeweils 4 Wochen)
2. Taylor Swift – Reputation; Drake – More Life (jeweils 3 Wochen)

Alle weiteren Alben waren entweder eine oder zwei Wochen auf Platz 1 gelistet.
Alle Nummer-eins-Hits und die Hits des Jahres

### Charts in weiteren Ländern
Siehe auch: Nummer-eins-Hits 2017 in  Australien, Belgien, Brasilien, Bulgarien, Dänemark, Deutschland, Finnland, Frankreich, Griechenland, Irland, Italien, Japan, Kanada, Kolumbien, Kroatien, Malaysia, Mexiko, Neuseeland, den Niederlanden, Norwegen, Österreich, Polen, Portugal, Schweden, der Schweiz, Slowakei, Spanien, Südkorea, Tschechien, Ungarn, den Vereinigten Staaten und im Vereinigten Königreich.

### Weltweite Auswertung
Die folgende Tabelle richtet sich nach dem Global Music Report 2018: Annual State of the Industry, herausgegeben von der IFPI. Die angegebenen Kennzahlen setzen sich zusammen aus Single-Track-Downloads und „track-equivalent ad-supported audio“, allerdings ohne Video-Streams.
| Singles | Alben | Populärste Künstler |
| --- | --- | --- |
| 1. Ed Sheeran – Shape of You (26,6) 2. Luis Fonsi – Despacito (24,3) 3. The Chainsmokers and Coldplay – Something Just Like This (11,5) 4. Bruno Mars – That’s What I Like (9,7) 5. The Chainsmokers – Closer (9,0) 6. Kendrick Lamar – Humble. (8,3) 7. Charlie Puth – Attention (8,3) 8. DJ Khaled – I’m the One (7,9) 9. Ed Sheeran – Perfect (7,9) 10. Imagine Dragons – Believer (7,8) | 1. Ed Sheeran – ÷ (6,1) 2. Taylor Swift – Reputation (4,5) 3. Pink – Beautiful Trauma (1,8) 4. Rag ’n’ Bone Man – Human (1,6) 5. Sam Smith – The Thrill of It (1,4) 6. U2 – Songs of Experience (1,3) 7. Kendrick Lamar – DAMN. (1,3) 8. Eminem – Revival (1,1) 9. Harry Styles – Harry Styles (1,0) 10. Bruno Mars – 24k Magic (1,0) | 1. Ed Sheeran 2. Drake 3. Taylor Swift 4. Kendrick Lamar 5. Eminem 6. Bruno Mars 7. The Weeknd 8. Imagine Dragons 9. Linkin Park 10. The Chainsmokers |

## Musikpreise und Ehrungen

### Alternative Press Music Awards
- Künstler des Jahres: Panic! at the Disco
- Bester Newcomer: Waterparks
- Album des Jahres: Misadventures von Pierce the Veil
- Lied des Jahres: We Don’t Have to Dance von Andy Black
- Icon Award: Laura Jane Grace

Vollständige Liste der Preisträger

### Amadeus Austrian Music Award
- Band des Jahres: Bilderbuch
- Künstler des Jahres: Julian le Play
- Künstlerin des Jahres: Christina Stürmer
- Album des Jahres: Zugvögel von Julian le Play
- Song des Jahres: Jedermann von Pizzera & Jaus
- FM4 Award: Leyya

Vollständige Liste der Preisträger

### ARIA Awards
- Album of the Year: Go Farther in Lightness von Gang of Youths
- Song of the Year: Stranger von Peking Duk feat. Elliphant
- Best Female Artist: Sia (Song: The Greatest mit Kendrick Lamar)
- Best Male Artist: Paul Kelly (Album Life Is Fine)
- Best Group: Gang of Youths (Album Go Farther in Lightness)
- Breakthrough Artist: Amy Shark (Album Night Thinker)

### Brit Awards
- Künstler des Jahres: Drake
- Künstlerin des Jahres: Beyoncé
- Gruppe des Jahres: A Tribe Called Quest
- Britischer Künstler des Jahres: David Bowie
- Britische Künstlerin des Jahres: Emeli Sandé
- Britischer Newcomer: Rag ’n’ Bone Man
- Britische Gruppe: The 1975

Liste der Preisträger

### Echo
- Künstler, Künstlerin national Rock/Pop: Udo Lindenberg, Ina Müller
- Künstler, Künstlerin international Rock/Pop: Rag ’n’ Bone Man, Sia
- Band national Pop: AnnenMayKantereit
- Band national Rock: Broilers
- Band international: Metallica
- Schlager: Andrea Berg
- Volkstümliche Musik: Andreas Gabalier
- Hip-Hop/Urban (national): Beginner
- Hit des Jahres (international): Drake feat. Wizkid & Kyla – One Dance
- Album des Jahres (international): Udo Lindenberg – Stärker als die Zeit
- Newcomer national: AnnenMayKantereit
- Newcomer international: Rag ’n’ Bone Man

Vollständige Liste der Preisträger

### Grammy Awards
- Single des Jahres: Hello von Adele
- Album des Jahres: 25 von Adele
- Song des Jahres: Hello von Adele (Autoren: Adele Adkins, Greg Kurstin)
- Bester neuer Künstler: Chance the Rapper

Vollständige Liste der Preisträger

### MTV Europe Music Awards
- Bester Pop-Act: Camila Cabello
- Bester Rock-Act: Coldplay
- Bester Alternative-Act: 30 Seconds to Mars
- Bester Electronic-Act: David Guetta
- Bester Hip-Hop-Act: Eminem
- Bester Künstler: Shawn Mendes
- Bester Newcomer: Dua Lipa
- Bester Song: Shawn Mendes – There’s Nothing Holdin’ Me Back
- Bestes Video: Kendrick Lamar – Humble

Vollständige Liste der Preisträger

### MTV Video Music Awards
- Video of the Year: Kendrick Lamar – Humble
- Artist of the Year: Ed Sheeran
- Best New Artist: Khalid
- Best Pop Video: Fifth Harmony feat. Gucci Mane – Down
- Best Rock Video: Twenty One Pilots – Heavydirtysoul
- Best Hip-Hop Video: Kendrick Lamar – Humble

Vollständige Liste der Preisträger

### Preis der deutschen Schallplattenkritik
- Felix Mendelssohn Bartholdy: Symphonien Nr.1 c-moll op.11 & Nr.3 a-moll op.56
- Bernd Alois Zimmermann und das symphonische Spätwerk
- Wolfgang Amadeus Mozart: Sonaten für Klavier und Violine Vol. 1-4
- „Landscapes“. Werke von Haydn, Takemitsu, Bartók, Pärt.
- Franz Liszt: Transcendental (2CD)
- Giacomo Meyerbeer: Grand Opera: Arien und Szenen
- Hanns Eisler: Lieder Vol. 1. Songs und Balladen 1929–1937
- Thomas Azier: Rouge
- Sampha: Process
- Nishtiman Project: Kobane, Kurdistan (Iran – Irak – Turquie)
- Daniel Erdmann’s Velvet Revolution: A Short Moment of Zero G
- Jochen Till: Luzifer Junior – Zu gut für die Hölle

### Rock-and-Roll-Hall-of-Fame-Aufnahmen
- Joan Baez[9]
- Electric Light Orchestra
- Journey
- Pearl Jam
- Nile Rodgers
- Tupac Shakur
- Yes

### Weitere Musikpreise und Auszeichnungen
- Billboard Music Award: Drake
- Mercury Music Prize: Sampha – Process
- NexTone Award
- Oscarverleihung 2017: Beste Filmmusik: La La Land – Justin Hurwitz, Bester Filmsong: City of Stars aus La La Land – Musik: Justin Hurwitz, Text: Benj Pasek und Justin Paul
- Polar Music Prize: Sting und Wayne Shorter
- Protestsongcontest: Hosgeldiniz (Reißt die Arme auf) von Danyál

### Musikwettbewerbe und Castingshows
Eurovision Song Contest
1. Salvador Sobral: Amar pelos dois
2. Kristian Kostow: Beautiful Mess
3. SunStroke Project: Hey Mamma
4. Blanche: City Lights
5. Robin Bengtsson: I Can’t Go On

- Junior Eurovision Song Contest 2017: Polina Bogussewitsch ( Russland) mit Wings
- Sanremo-Festival 2017: Francesco Gabbani mit Occidentali’s Karma

Castingshows
- Deutschland sucht den Superstar: Alphonso Williams (14. Staffel)
- The Voice of Germany: Natia Todua (Staffel 7)
- The Voice Kids: Sofie Thomas (Staffel 5)

## Musikfestivals und -tourneen
- 7.–11. Februar: Sanremo-Festival 2017 im Teatro Ariston in Sanremo
- 2.–4. Juni: Rock am Ring auf dem Nürburgring
- 4. Juni: One Love Manchester, Benefizkonzert für die Opfer des Terroranschlages in Manchester
- 22.–24. Juni: Donauinselfest in Wien
- 23.–25. Juni: Hurricane Festival in Scheeßel
- 6.–9. Juli 2017: 20. Splash! Festival in Ferropolis
- 15.–17. Juli: 26. Internationales Samba-Festival in Coburg
- 20. Juli – 30. August: Salzburger Festspiele
- 20.–22. Juli: Das Fest (Open-Air-Musikfestival) in Karlsruhe
- 21.–23. und 28.–30. Juli: 14. Tomorrowland in Boom, Belgien
- 28.–30. Juli: 42. Bardentreffen (Open-Air-Musikfestival) in Nürnberg
- 3.–5. August: Wacken Open Air in Wacken
- Hell Festival

## Jahresbestenlisten

### Classic Rock
| Alben |
| --- |
| 1. Neil Young – Hitchhiker 2. Ryan Adams – Prisoner 3. Black Country Communion – BCCIV 4. The Darkness – Pinewood Smile 5. The Americans – I’ll Be Yours 6. Blondie – Pollinator 7. Chuck Berry – Chuck 8. The Magpie Salute – The Magpie Salut 9. Mark Lanegan Band – Gargoyle 10. Roger Waters – Is This the Life We Really Want? |

### Juice
| Alben national | Singles national | Alben international | Singles international |
| --- | --- | --- | --- |
| 1. Trettmann – #diy 2. Kalim – Thronfolger 3. Casper – Lang lebe der Tod 4. RIN – Eros 5. Mädness & Döll – Ich und mein Bruder 6. Zugezogen Maskulin – Alle gegen Alle 7. Cro – tru. 8. BSMG – Platz an der Sonne 9. Marteria – Roswell 10. Luciano – Eiskalt | 1. Trettmann – Grauer Beton 2. Trettmann feat. Gzuz – Knöcheltief 3. Ufo361 feat. Gzuz – Für die Gang 4. RIN – Bros 5. Megaloh & Trettmann – Anorak 6. Kalim feat. Gzuz & Gringo44 – 38 7. Haiyti – Sunny Driveby 8. Cro – Unendlichkeit 9. Wandl – Fever 10. Casper feat. Drangsal – Keine Angst | 1. Kendrick Lamar – Damn. 2. Migos – Culture 3. Jay-Z – 4:44 4. Vince Staples – Big Fish Theory 5. Tyler, The Creator – Scum Fuck Flower Boy 6. Drake – More Life 7. Joey Badass – All-Amerikkkan Bada$$ 8. J. Cole – 4 Your Eyez Only 9. Run the Jewels – RTJ3 10. Stormzy – Gang Signs & Prayer | 1. Future – Mask Off 2. Kendrick Lamar – Humble. 3. Migos – T-Shirt 4. Post Malone feat. 21 Savage – Rockstar 5. Kendrick Lamar – DNA. 6. Jay-Z – The Story of O.J. 7. Lil Uzi Vert – XO Tour Lif3 8. Cardi B – Bodak Yellow 9. Playboi Carti – Magnoli 10. French Montana feat. Swae Lee – Unforgettable |

### Laut.de
| Songs | Alben |
| --- | --- |
| 1. Bilderbuch – Bungalow 2. Trettmann – Grauer Beton 3. Steven Wilson – Pariah 4. Ulver – Nemoralia 5. Pain of Salvation – In the Passing Light of Day 6. Zugezogen Maskulin – Uwe und Heiko 7. Dool – Oweynagat 8. Everything Everything – Can’t Do 9. Kendrick Lamar – Humble. 10. Sharon Jones – Come and Be a Winner | 1. Sleaford Mods – English Tapas 2. Zugezogen Maskulin – Alle gegen Alle 3. Trettmann – #DIY 4. Kendrick Lamar – Damn. 5. Bilderbuch – Magic Life 6. Mark Lanegan – Gargoyle 7. Ulver – The Assassination of Julius Caesar 8. Mastodon – Emperor of Sand 9. Lorde' – Melodrama 10. Dirty Projectors – Dirty Projectors |

### Metal Hammer
| Alben |
| --- |
| 1. Kreator – Gods of Violence 2. Mastodon – Emperor of Sand 3. Satyricon – Deep Calleth Upon Deep 4. Arch Enemy – Will to Power Dying Fetus – Wrong One to Fuck With 5. Cannibal Corpse – Red Before Black 6. Amenra – Mass VI 7. Paradise Lost – Medusa While She Sleeps – You Are We Dool – Here Now, There Then 8. Zeal & Ardor – Devil Is Fine 9. Queens of the Stone Age – Villains 10. Trivium – The Sin and the Sentence |

### Musikexpress
| Singles | Alben |
| --- | --- |
| 1. Lorde – Green Light 2. Kendrick Lamar – DNA. 3. Wanda – Lascia mi fare 4. Dirty Projectors – Cool Your Heart 5. Frank Ocean – Chanel 6. Benjamin Clementine – Jupiter 7. Harry Styles – Sign of the Times 8. Kelela – LMK 9. Thundercat – Show You the Way 10. Arcade Fire – Everything Now | 1. The xx – I See You 2. Kendrick Lamar – Damn. 3. Wanda – Niente 4. Wandl – It’s All Good Tho 5. Benjamin Clementine – I Tell a Fly 6. Dirty Projectors – Dirty Projectors 7. King Krule – The Ooz 8. Feist – Pleasure 9. Lorde – Melodrama 10. LCD Soundsystem – American Dream |

### Rolling Stone
| Alben |
| --- |
| 1. King Krule – The Ooz 2. Father John Misty – Pure Comedy 3. St. Vincent – Masseduction 4. Spoon – Hot Thoughts 5. Kendrick Lamar – Damn. 6. Laura Marling – Semper femina 7. Ron Sexsmith – The Last Rider 8. The War on Drugs – A Deeper Understanding 9. The National – Sleep Well Beast 10. Kelela – Take Me Apart |

### Spex
| Alben |
| --- |
| 1. Kelela – Take Me Apart 2. Jlin – Black Origami 3. Kendrick Lamar – Damn. 4. John Maus – Screen Memories 5. Sophia Kennedy – Sophia Kennedy 6. Fever Ray – Plunge 7. SZA – Ctrl 8. Thundercat – Drunk 9. Laurel Halo – Dust 10. Björk – Utopia |

### Süddeutsche Zeitung
| Songs des Jahres |
| --- |
| - St. Vincent – New York - Bilderbuch – Bungalow - Warhaus – Mad World - Nick Mulvey – Imogen - Father John Misty – Pure Comedy |

### Visions
| Alben des Jahres |
| --- |
| 1. Algiers – The Underside of Power 2. Quicksand – Interieurs 3. Fjørt – Couleur 4. Converge – The Dusk in Us 5. King Gizzard & the Lizard Wizard – Flying Microtonal Banana 6. Zeal & Ardor – Devil Is Fine 7. Body Count – Bloodlust 8. Meat Wave – The Incessant 9. Queens of the Stone Age – Villains 10. The National – Sleep Well Beast |

## Gedenk- und Jahrestage
- 05. Januar: 100. Geburtstag des deutschen Opernregisseurs Wieland Wagner
- 26. März: 500. Todestag des franko-flämischen Komponisten Heinrich Isaac
- 25. April: 100. Geburtstag der US-amerikanischen Jazz-Sängerin Ella Fitzgerald
- 07. Juni: 100. Geburtstag des US-amerikanischen Entertainers Dean Martin
- Mitte August: das Punk-Fanzine Plastic Bomb hat seine 100. Ausgabe
- 19. Oktober: Die Hip-Hop-Musikzeitschrift Juice wurde 20
- 02. November: 300. Todestag des deutschen Violinisten und Komponisten Johann Jakob Walther

## Erstveranstaltungen
- Seaside Festival – Schweizer Musikfestival in Spiez im Kanton Bern
- Seefestival Radolfzell – deutsches Freiluft-Festival in Radolfzell am Bodensee

## Gründungen und Auflösungen

### Gründungen
- Black Midi – britische Rockband aus London
- Catch Your Breath – US-amerikanische Hard-Rock-/Alternative-Rock-/Post-Hardcore-/Metalcore-Band aus Austin, Texas
- ClockClock – deutsche Elektropop-Band aus Mannheim
- Das Paradies – Soloprojekt des Leipziger Musikers Florian Sievers
- Estraden – schwedische Popgruppe
- Green Lung – britische Rockband aus London
- Ill Considered – britische Band, die Free Jazz und Freie Improvisation spielt
- Kabuki Joe – Schweizer Punk-Band aus Zürich
- Klangphonics – deutsche elektronische Musikgruppe aus Regensburg
- Kneecap – nordirisches Hip-Hop-Trio aus Belfast
- Lofi Girl – französischer YouTube-Kanal und Musiklabel
- Maelføy – deutsche Metalcore-Band
- Maustetytöt – finnisches Indie-Pop-Duo
- Nemus – deutsche Ein-Mann-Extreme-Metal-Band
- Now United – multinationale Popgruppe aus Los Angeles
- ONF – südkoreanische Boygroup der dritten K-Pop-Generation
- Only the Poets – britische Indie-Pop-Band
- Perchta – österreichische Folk- und Post-Black-Metal-Band aus Tirol
- Secondhand Orchestra – Schweizer Musik-Formation
- Siamese – dänische Rock-Band aus Kopenhagen
- Soppgirobygget – norwegisches Musikduo
- Spiritual Cramp – US-amerikanische Punk-Rock-Band aus San Francisco
- Taken Days – kalifornische Pop-Punk-Band
- The Splitters – Rockband aus Split, Kroatien
- Vertilizar – Alternative-Metal-/Post-Grunge-Band aus Wels
- Zimmer90 – deutsche Indietronic-Band aus Stuttgart

### Auflösungen
- Malicorne – französische Folk- bzw. Folk-Rock-Band
- Nation Music – Schweizer Musiklabel

## Neuveröffentlichungen (Auswahl)

### Lieder und Kompositionen
| Lied                            | Text | Musik | Erstinterpret                             | Label                                          | Veröffentlichung   | Genre                          | Album                              | Weitere Informationen                                                                                     |
| ------------------------------- | --- | --- | ----------------------------------------- | ---------------------------------------------- | ------------------ | ------------------------------ | ---------------------------------- | --- |
| Achterbahn                      | Robin Haefs, Nico Santos, Konstantin Scherer, Vincent Stein, Wim Treuner                                                            | Robin Haefs, Nico Santos, Konstantin Scherer, Vincent Stein, Wim Treuner                                                            | Helene Fischer                            | Polydor                                        | 12. Mai 2017       | Pop, Schlager                  | Helene Fischer                     | |
| Alles probiert                  | Raphael Ragucci, John-Lorenz Moser                                                                                                  | Raphael Ragucci, John-Lorenz Moser                                                                                                  | RAF Camora feat. Bonez MC                 | Indipendenza                                   | 21. Juli 2017      | Dancehall, Hip-Hop             | Anthrazit                          | |
| Auf einmal                      | Hubert Molander, Emanuel Treu | Hubert Molander, Emanuel Treu | Schlagerstars für Kinder                  |                                                | 27. November 2017  | Schlager                       |                                    | |
| Awful Things                    | Jon Shave, Dylan Mullen, George Astasio, Gus Ahr, Jason Pebworth, Jazz Butler, Michael Blackburn                                    | Jon Shave, Dylan Mullen, George Astasio, Gus Ahr, Jason Pebworth, Jazz Butler, Michael Blackburn                                    | Lil Peep feat. Lil Tracy                  | First Access Entertainment Warner Music Sweden | 28. Juli 2017      | Hip-Hop, Emo-Rap               | Come Over When You’re Sober, Pt. 1 | |
| Beautiful Trauma                | Jack Antonoff, Alecia Moore | Jack Antonoff, Alecia Moore | Pink                                      | RCA Records                                    | 28. September 2017 | Pop-Rock                       | Beautiful Trauma                   | |
| Cyber Marsch                    | | Sebastian Middel und Guido Rennert                                                                                                  |                                           | AuRen-Musikverlag                              | 2017               | Marsch                         |                                    | Uraufführung am 5. April 2017 „auf dem Indienststellungsappell des Kommandos Cyber- und Informationsraum“ |
| Deja Vu                         | Marc Adomako, Jan Bednorz, Jan Platt, Mike Singer                                                                                   | Marc Adomako, Jan Bednorz, Jan Platt, Mike Singer                                                                                   | Mike Singer                               | Warner Music                                   | 29. September 2017 | Pop                            | Deja Vu                            | |
| Dusk Till Dawn                  | Sia Furler, Greg Kurstin, Zayn Malik, Alex Oriet, David Phelan                                                                      | Sia Furler, Greg Kurstin, Zayn Malik, Alex Oriet, David Phelan                                                                      | Zayn feat. Sia                            | RCA Records                                    | 7. September 2017  | Pop                            | Icarus Falls                       | |
| Humble                          | Kendrick Duckworth, Asheton Hogan, Mike Williams II                                                                                 | Kendrick Duckworth, Asheton Hogan, Mike Williams II                                                                                 | Kendrick Lamar                            | Aftermath Entertainment, Interscope Records    | 31. März 2017      | Hip Hop, Trap                  | Damn                               | |
| Leiser                          | Lea-Marie Becker, Alexander Knolle, Sebastian Moser                                                                                 | Lea-Marie Becker, Alexander Knolle, Sebastian Moser                                                                                 | Lea                                       | Four Music                                     | 15. September 2017 | Pop                            | Zwischen meinen Zeilen             | |
| Mask Off                        | Nayvadius Wilburn, Leland Wayne, Tommy Butler                                                                                       | Nayvadius Wilburn, Leland Wayne, Tommy Butler                                                                                       | Future                                    |                                                | 17. Februar 2017   | Hip-Hop, Trap, Gangsta-Rap     |                                    | |
| One More Light                  | Mike Shinoda, Eg White | Mike Shinoda, Eg White | Linkin Park                               | Warner Music Group                             | 19. Mai 2017       | Ambient, Electronic-Rock       | One More Light                     | |
| Primo                           | Raphael Ragucci, Thomas Kessler | Raphael Ragucci, Thomas Kessler | RAF Camora                                | Indipendenza                                   | 24. August 2017    | Hip-Hop, Dancehall             | Anthrazit                          | |
| Señorita                        | Boris Fleck, Kenneth Glöckler, Georg Maier, Pietro Lombardi                                                                         | Boris Fleck, Kenneth Glöckler, Georg Maier, Pietro Lombardi                                                                         | Kay One feat. Pietro Lombardi             | Embassy of Music                               | 8. September 2017  | Deutscher Hip-Hop, Pop         | Makers Gonna Make • Lombardi       | |
| Sign of the Times               | Harry Styles, Jeff Bhasker, Mitch Rowland, Ryan Nasci, Alex Salibian, Tyler Johnson                                                 | Harry Styles, Jeff Bhasker, Mitch Rowland, Ryan Nasci, Alex Salibian, Tyler Johnson                                                 | Harry Styles                              | Columbia Records                               | 7. April 2017      | Pop-Rock, Softrock             |                                    | |
| Snowman                         | Sia Furler, Greg Kurstin | Sia Furler, Greg Kurstin | Sia                                       | Atlantic Records, Monkey Puzzle Records        | 9. November 2017   | Pop                            | Everyday Is Christmas              | |
| There’s Nothing Holdin’ Me Back | Teddy Geiger, Scott Harris, Shawn Mendes, Geoff Warburton                                                                           | Shawn Mendes | Shawn Mendes                              | Island Records                                 | 17. April 2017     | Pop                            | Illuminate (New Deluxe Edition)    | |
| Wild Thoughts                   | Jahron Brathwaite, Khaled Khaled, Robyn Fenty, Bryson Tiller, Jerry Duplessis, Wyclef Jean, David McRae, High Moore, Carlos Santana | Jahron Brathwaite, Khaled Khaled, Robyn Fenty, Bryson Tiller, Jerry Duplessis, Wyclef Jean, David McRae, High Moore, Carlos Santana | DJ Khaled feat. Rihanna und Bryson Tiller |                                                | 16. Juni 2017      | Contemporary R&B, Pop, Hip-Hop | Grateful                           | |

### Alben
| Album                              | Interpret                                                           | Label                              | Veröffentlichung   | Genre                                                     | Weitere Informationen                                |
| ---------------------------------- | ------------------------------------------------------------------- | ---------------------------------- | ------------------ | --------------------------------------------------------- | ---------------------------------------------------- |
| (sic!)                             | Broilers                                                            | People Like You Records            | 3. Februar 2017    | Punkrock, Alternative Rock, Rock                          |                                                      |
| A Night Walking Through Mirrors    | Chicago / London Underground                                        | Cuneiform Records                  | 2017               | Jazz                                                      |                                                      |
| Allt åt Alla                       | Vilhelm Bromanders Initiativ                                        | Signal and Sound Records           | 2017               | Jazz                                                      |                                                      |
| Anarchie und Alltag                | Antilopen Gang                                                      | JKP, Warner Music                  | 20. Januar 2017    | Hip-Hop                                                   |                                                      |
| Celebrating William Parker at 65   | Bobby Zankel & the Wonderful Sound 6                                | Not Two Records                    | Juli 2017          | Jazz                                                      |                                                      |
| Chosen                             | Måneskin                                                            | Sony Music, RCA Records            | 8. Dezember 2017   | Rock                                                      | erste EP                                             |
| Concrete and Gold                  | Foo Fighters                                                        | Roswell Records, RCA Records       | 15. September 2017 | Alternative Rock                                          |                                                      |
| Contra/Fact                        | Matthew Lux                                                         | Monofonus Press, Astral Spirits    | 22. September 2017 | Jazz                                                      |                                                      |
| Das Marschorchester                | Sven-Åke Johansson                                                  | Ni-Vu-Ni-Connu                     | 14. März 2017      | Jazz                                                      |                                                      |
| Diaspora                           | Celo & Abdi                                                         | Azzlackz                           | 27. Oktober 2017   | Deutscher Hip-Hop                                         |                                                      |
| Ein Abend in Pöseldorf             | Sven-Åke Johansson und Alexander von Schlippenbach                  | Ni-Vu-Ni-Connu                     | 12. März 2017      | Neue Improvisationsmusik                                  |                                                      |
| Ëmëhntëhtt-Rê Trilogie             | Magma                                                               | Seventh Records                    | 2017               | Progressive-Rock, Zeuhl                                   | Live-Videoalbum                                      |
| En Corps: Generation               | Eve Risser, Benjamin Duboc und Edward Perraud                       | Dark Tree                          | 2017               | Jazz, Neue Improvisationsmusik                            |                                                      |
| Fallstudien                        | Burkhard Beins, Rhodri Davies und Sven-Åke Johansson                | Ni-Vu-Ni-Connu                     | 15. März 2017      | Neue Improvisationsmusik                                  |                                                      |
| FANDIGO                            | Callejon                                                            | People Like You Records            | 5. Juli 2017       | Heavy Metal                                               |                                                      |
| Flower Boy                         | Tyler, the Creator                                                  | Columbia Records                   | 21. Juli 2017      | Rap, Hip-Hop, Jazz-Rap, Neo-Soul, Pop                     |                                                      |
| Frost                              | Liz Allbee, Annette Krebs und Sven-Åke Johansson                    | Ni-Vu-Ni-Connu                     | 13. März 2017      | Neue Improvisationsmusik                                  |                                                      |
| Graveyard Shift                    | Motionless in White                                                 | Roadrunner Records                 | 5. Mai 2017        | Metalcore, Industrial Metal                               |                                                      |
| How to Flex & Troll a Scene        | Dat Adam                                                            | Hydra Music                        | 24. März 2017      | Cloud Rap                                                 |                                                      |
| Hudson Songs                       | Sven-Åke Johansson                                                  | Ni-Vu-Ni-Connu                     | 11. März 2017      | Neue Improvisationsmusik                                  |                                                      |
| Infinite                           | Deep Purple                                                         | earMusic, Edel                     | 7. April 2017      | Hard Rock, Bluesrock, Progressive Rock, Progressive Metal |                                                      |
| Instant Gratification              | Blacklite District                                                  | AK19 Entertainment                 | 22. September 2017 | Alternative Rock, Rap-Rock, Hip-Hop                       |                                                      |
| Irgendwas gegen die Stille         | Wincent Weiss                                                       | Vertigo Berlin                     | 14. April 2017     | Pop                                                       | Debütalbum                                           |
| Journey to the Mountain of Forever | Binker und Moses                                                    | Gearbox Records                    | 2017               | Jazz                                                      |                                                      |
| Karma                              | Mike Singer                                                         | Warner Music                       | 24. Februar 2017   | Pop                                                       |                                                      |
| Lind                               | Sven-Åke Johansson                                                  | Ni-Vu-Ni-Connu                     | 10. März 2017      | Neue Improvisationsmusik                                  |                                                      |
| Live at the Cota Jazz Festival     | Hal Galper and the Youngbloods                                      | Origin Records                     | 2017               | Jazz                                                      |                                                      |
| Live at the Magic Triangle         | Bobby Bradford, Hafez Modirzadeh mit Ken Filiano und Royal Hartigan | NoBusiness Records                 | 2017               | Jazz                                                      |                                                      |
| Machine Messiah                    | Sepultura                                                           | Nuclear Blast                      | 13. Januar 2017    | Groove Metal, Thrash Metal                                |                                                      |
| Morphogenesis                      | Steve Coleman                                                       | Pi Recordings                      | 22. Juni 2017      | Jazz                                                      |                                                      |
| MTV Unplugged: Shawn Mendes        | Shawn Mendes                                                        | Island Records                     | 3. November 2017   | Pop                                                       |                                                      |
| Na und?!                           | Ben Zucker                                                          | Airforce1, Music for Millions      | 23. Juni 2017      | Schlager                                                  |                                                      |
| Niente                             | Wanda                                                               | Vertigo Records                    | 6. Oktober 2017    | Rock, Pop                                                 |                                                      |
| No Man’s Zone                      | Barre Phillips mit Emilie Lesbros                                   | Nato                               | 2017               | Neue Improvisationsmusik                                  | Soundtrackalbum                                      |
| Of Tides                           | Achim Kaufmann und Olie Brice                                       | Babel Records                      | 2017               | Jazz, Neue Improvisationsmusik                            |                                                      |
| One More Light                     | Linkin Park                                                         | Warner Bros. Records, Machine Shop | 19. Mai 2017       | Pop-Rock, Electronic Rock, Electropop                     | letztes Album mit Chester Bennington und Rob Bourdon |
| One More Light Live                | Linkin Park                                                         | Warner Bros. Records, Machine Shop | 15. Dezember 2017  | Pop-Rock, Electronic Rock, Electropop                     | Livealbum                                            |
| Paranormal                         | Alice Cooper                                                        | earMusic                           | 28. Juli 2017      | Hard Rock                                                 |                                                      |
| Poesie und Widerstand              | Konstantin Wecker                                                   | Sturm und Klang                    | 2017               | Liedermacher                                              | zu seinem 70. Geburtstag, mit diversen Gastmusikern  |
| Purple Rain Deluxe                 | Prince                                                              | NPG Records/Warner Bros.           | 23. Juni 2017      | R&B, Funk, Pop, Rock, Soul                                | Neuauflage vom Album Purple Rain                     |
| Red Before Black                   | Cannibal Corpse                                                     | Metal Blade Records                | 3. November 2017   | Deathcore, Death Metal                                    | letztes Album mit Pat O’Brian                        |
| Seelenbeben – Tour-Edition Live    | Andrea Berg                                                         | Berg Records                       | 6. Januar 2017     | Schlager                                                  |                                                      |
| Signs Live!                        | Peter Bernstein                                                     | Smoke Sessions Record              | 28. Juli 2017      | Jazz                                                      |                                                      |
| Something Else                     | The Cranberries                                                     | BMG Rights Management              | 28. April 2017     | Akustikversion, Pop-Rock                                  |                                                      |
| Spirit                             | Depeche Mode                                                        | Sony Music, Columbia Records       | 17. März 2017      | Synthie-Pop, Synthie Rock, Alternative Rock               |                                                      |
| The Being Inn                      | Silke Eberhard Trio                                                 | Intakt Records                     | 16. Juni 2017      | Jazz                                                      |                                                      |
| The Storm                          | Voice                                                               | Massacre Records                   | 20. Oktober 2017   | Power Metal                                               |                                                      |
| Time for the Dancers               | Russell Malone                                                      | HighNote Records                   | 2017               | Jazz                                                      |                                                      |
| Unraveling Emily                   | Jay Clayton und Kirk Nurock                                         | Sunnyside Records                  | 3. November 2017   | Jazz                                                      |                                                      |
| Verisimilitude                     | Tyshawn Sorey                                                       | Pi Recordings                      | Juli 2017          | Jazz, Neue Improvisationsmusik                            |                                                      |
| Will to Power                      | Arch Enemy                                                          | Century Media                      | 8. September 2017  | Melodic Death Metal                                       |                                                      |

## Gestorben

### Januar

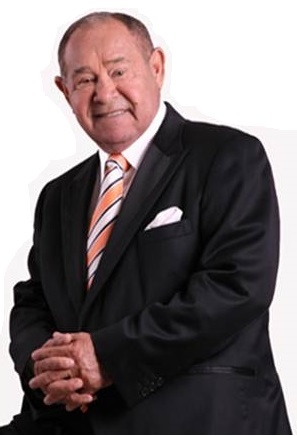
Memo Morales; † 1. Januar

- 01. Januar: Memo Morales, venezolanischer Sänger (79)
- 02. Januar: Debby Moore, US-amerikanische Jazzsängerin (91)
- 03. Januar: Walter Heise, deutscher Musikpädagoge (85)
- 03. Januar: Manfred Kautzky, österreichischer Oboist und Hochschullehrer (84)
- 03. Januar: Enrique Lozano, spanischer Musiker (76)
- 04. Januar: Elliot Meadow, britischer Musikkritiker, Produzent und Rundfunkmoderator (71)
- 04. Januar: Georges Prêtre, französischer Dirigent (92)
- 05. Januar: Harry Pleva, deutscher Musiker (87)
- 06. Januar: George Fiala, kanadischer Komponist, Pianist und Organist (94)
- 06. Januar: Ulrich Kaspar, deutscher Lyriker und Musiker (57)
- 06. Januar: Les Lazarowitz, US-amerikanischer Tonmeister (75)
- 07. Januar: Rudolf Hanisch, deutscher Tänzer und Choreograf (73)
- 08. Januar: Buddy Bregman, US-amerikanischer Filmemacher und Komponist (86)

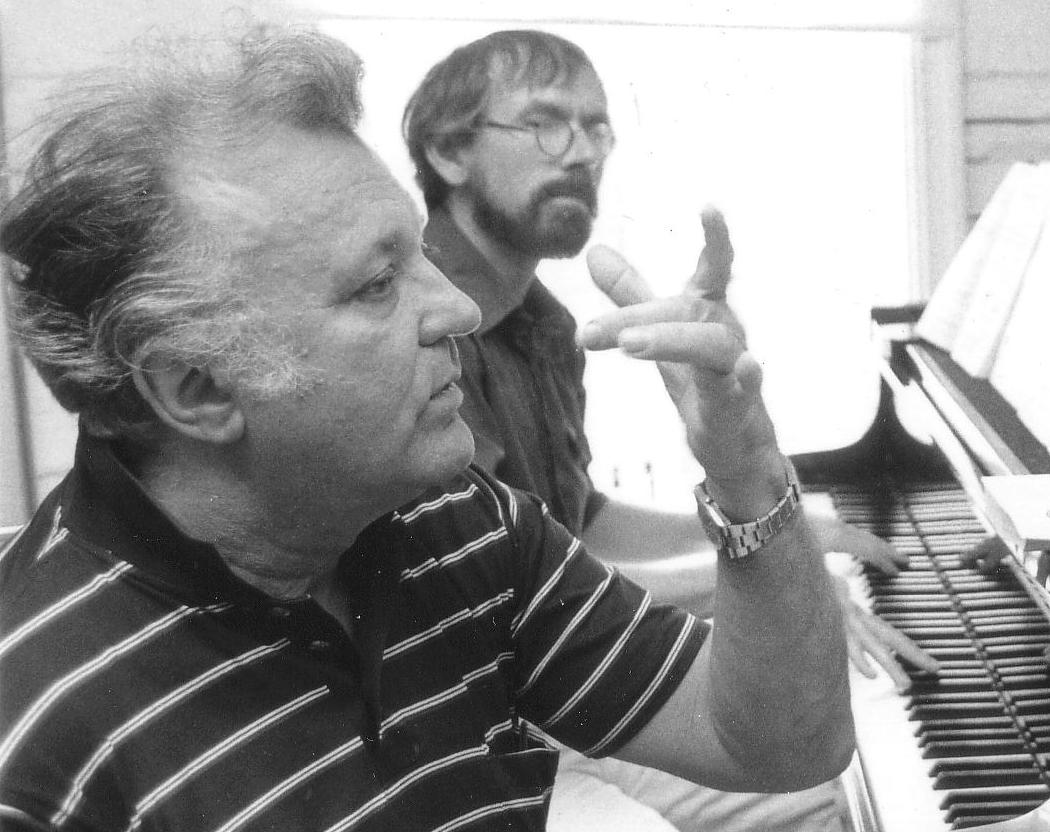
Nicolai Gedda; † 8. Januar

- 08. Januar: Nicolai Gedda, schwedischer Opernsänger (91)
- 08. Januar: Rod Mason, britischer Jazztrompeter (76)
- 08. Januar: Mario Romeu, kubanischer Pianist und Komponist (92)
- 08. Januar: Peter Sarstedt, britischer Singer-Songwriter (75)
- 09. Januar: Crazy Toones, US-amerikanischer Hip-Hop-Produzent und DJ (45)
- 10. Januar: Buddy Greco, US-amerikanischer Jazzmusiker (90)
- 11. Januar: Tommy Allsup, US-amerikanischer Musiker (85)
- 11. Januar: José Vicente Asuar, chilenischer Komponist (83)
- 12. Januar: Kurt Bauer, deutscher Pianist und Hochschullehrer (88)
- 12. Januar: Rosemarie Lang, deutsche Opernsängerin (69)
- 13. Januar: Horacio Guarany, argentinischer Folksänger und Schriftsteller (91)
- 13. Januar: Anton Nanut, slowenischer Dirigent und Professor (84)
- 14. Januar: John Boudreaux, US-amerikanischer Schlagzeuger (80)
- 14. Januar: Pilar García Comeche, spanische Sängerin (86)
- 15. Januar: Bill Horvitz, US-amerikanischer Jazzgitarrist (69)
- 15. Januar: Thandi Klaasen, südafrikanische Jazzsängerin (86)
- 16. Januar: Lance D’Boyle, britischer Schlagzeuger
- 16. Januar: Gerd Grochowski, deutscher Opernsänger (60)

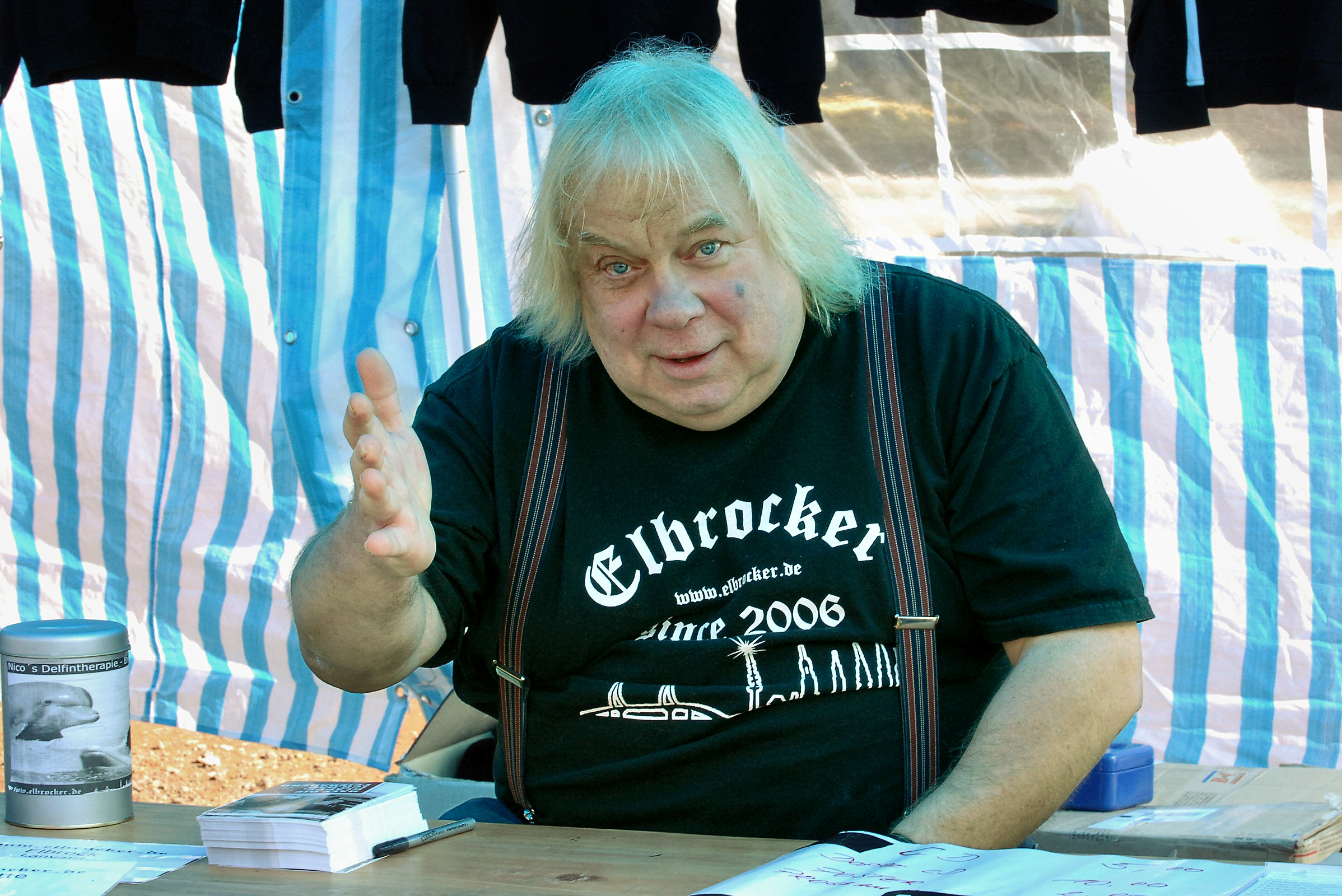
Franz Jarnach; † 16. Januar

- 16. Januar: Franz Jarnach, deutscher Musiker und Schauspieler (72)
- 16. Januar: William Onyeabor, nigerianischer Musiker (70)
- 16. Januar: Helmut „Herb“ Runge deutscher Musiker (79)
- 16. Januar: Charles „Bobo“ Shaw, US-amerikanischer Jazz-Schlagzeuger (69)
- 18. Januar: Roberta Peters, US-amerikanische Opernsängerin (86)
- 18. Januar: Axel Titzki, deutscher Musiker und Komponist (48)
- 19. Januar: Loalwa Braz, brasilianische Sängerin (63)
- 20. Januar: Joey Powers, US-amerikanischer Popmusik-Sänger (82)
- 20. Januar: Darci Rossi, brasilianischer Komponist (70)
- 20. Januar: Frank Thomas, französischer Musik-Manager und Liedtexter (80)
- 21. Januar: Adèle Bloemendaal, niederländische Schauspielerin und Sängerin (84)
- 21. Januar: Walter Morrison, US-amerikanischer Musiker (62)
- 21. Januar: Maggie Roche, US-amerikanische Singer-Songwriterin und Schauspielerin (65)
- 21. Januar: Veljo Tormis, sowjetischer bzw. estnischer Komponist (86)
- 22. Januar: Ed Berger, US-amerikanischer Jazz-Autor und Fotograf (67)
- 22. Januar: Peter Ewaldt, österreichischer Musiker und Dirigent (64)
- 22. Januar: Jean Karakos, französischer Musikproduzent (77)

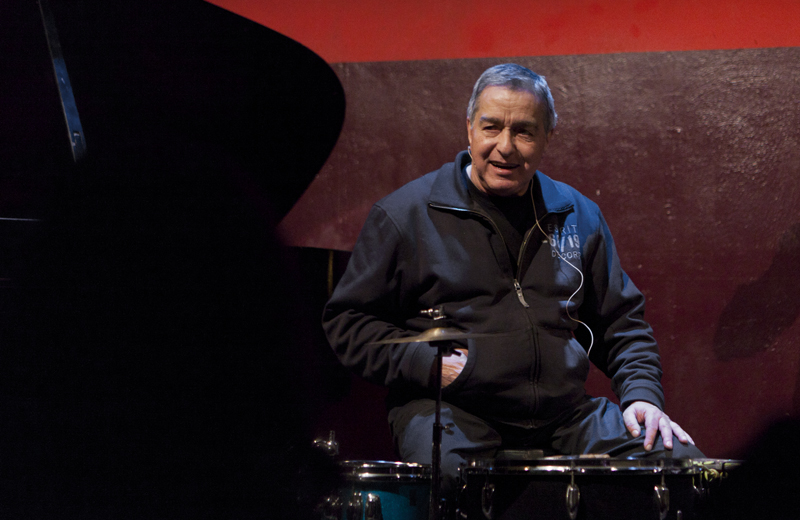
Jaki Liebezeit; † 22. Januar

- 22. Januar: Jaki Liebezeit, deutscher Schlagzeuger (78)
- 22. Januar: Peter Overend Watts, britischer Musiker, Musikautor und -produzent (69)
- 23. Januar: Bimba Bosé, spanisches Model, Schauspielerin und Sängerin (41)
- 23. Januar: Bobby Freeman, US-amerikanischer Soul-Sänger (76)
- 24. Januar: Butch Trucks, US-amerikanischer Schlagzeuger (69)
- 24. Januar: Mayito Valdés, kubanischer Sänger (68)
- 24. Januar: Anna Zentai, ungarische Opern- und Operettensängerin (92)
- 25. Januar: Ronnie Davis, jamaikanischer Sänger (66)
- 25. Januar: Michael Wilke, deutscher Komponist und Musikproduzent (87)
- 27. Januar: Rudolf Bibl, österreichischer Dirigent und Pianist (87)
- 27. Januar: Henry-Louis de La Grange, französischer Musikwissenschaftler (92)
- 27. Januar: Lucien Malson, französischer Jazzjournalist und Autor (90)
- 27. Januar: Lundi Tyamara, südafrikanischer Gospelsänger (38)
- 27. Januar: Klaus Zoephel, deutscher Komponist und Dirigent (87)
- 28. Januar: Geoff Nicholls, britischer Keyboarder (68)
- 28. Januar: Andrzej Nikodemowicz, polnischer Komponist und Musikpädagoge (92)
- 28. Januar: Richard Portman, US-amerikanischer Tontechniker (82)
- 29. Januar: Marta García, kubanische Tänzerin und Choreografin (68)
- 29. Januar: Peter Rieger, deutscher Konzertveranstalter (63)
- 29. Januar: Dietmar Walther, deutscher Akkordeonist (93)
- 30. Januar: Walter Hautzig, US-amerikanischer Pianist (95)

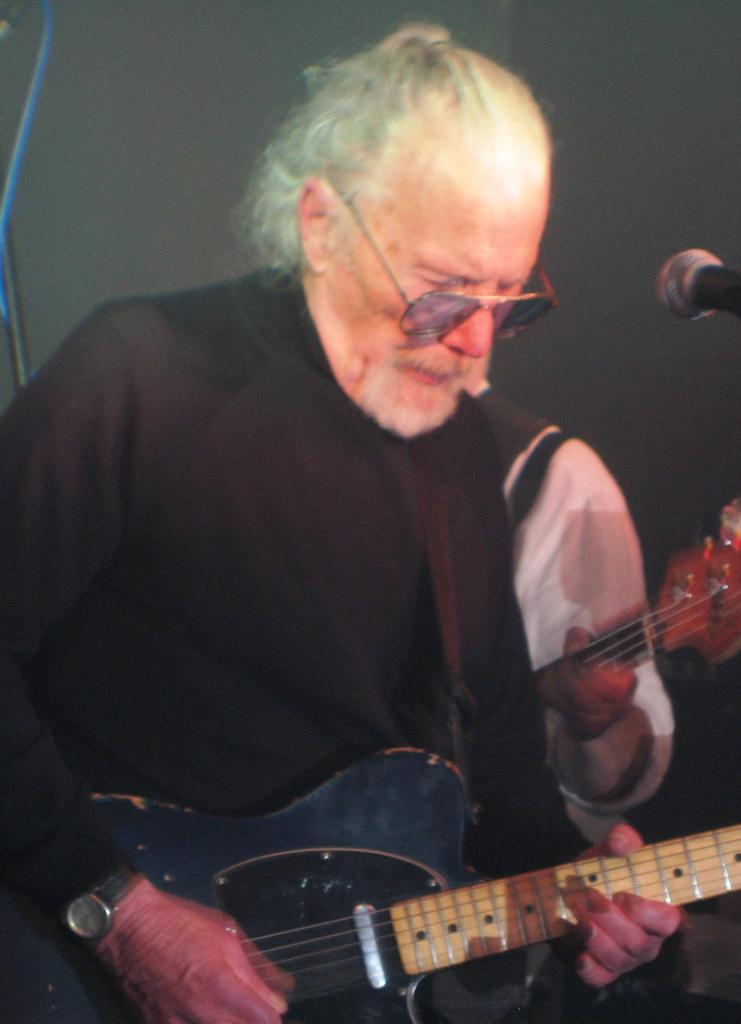
Deke Leonard; † 31. Januar

- 31. Januar: Deke Leonard, walisischer Rockmusiker (72)
- 31. Januar: Carsten Mohren, deutscher Musiker (54)

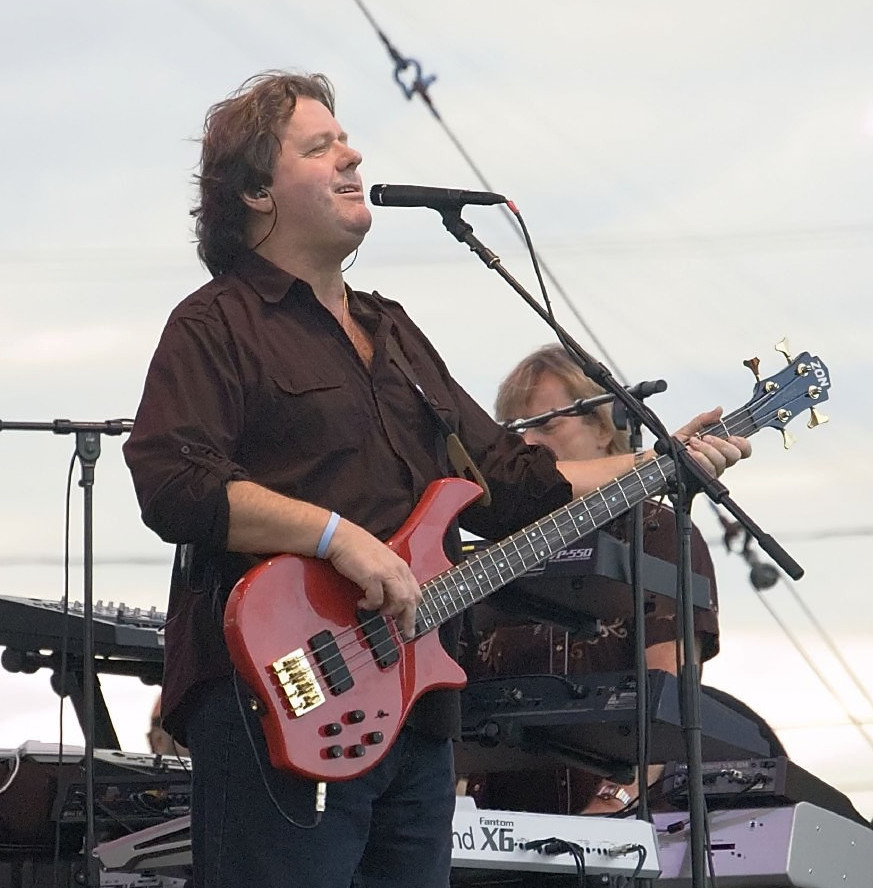
John Wetton; † 31. Januar

- 31. Januar: John Wetton, britischer Rockmusiker (67)

### Februar
- 03. Februar: Robert Dahlqvist, schwedischer Musiker (40)
- 03. Februar: Martin Gotthard Schneider, deutscher Kirchenmusiker (86)
- 03. Februar: Lawrence Zoernig, US-amerikanischer Cellist und Komponist (56)
- 04. Februar: Steve Lang, kanadischer Musiker (67)
- 04. Februar: Gervase de Peyer, britischer Klarinettist und Dirigent (90)
- 05. Februar: David Axelrod, US-amerikanischer Musiker, Arrangeur und Produzent (83)
- 05. Februar: Stephan Diez, deutscher Jazz- und Fusionmusiker (63)
- 06. Februar: Michael Hirsch, deutscher Komponist (58)
- 07. Februar: Svend Asmussen, dänischer Jazzmusiker (100)
- 07. Februar: Martha Handlos, österreichische Musikwissenschaftlerin (63)
- 07. Februar: Gianfranco Plenizio, italienischer Komponist (76)
- 08. Februar: Rina Matsuno, japanische Sängerin und Schauspielerin (18)
- 08. Februar: José Luis Pérez de Arteaga, spanischer Musikkritiker und -wissenschaftler (66)
- 08. Februar: Tony Särkkä, schwedischer Musiker (44)
- 09. Februar: Kazim Akboga, deutscher Sänger und Werbetexter (34)
- 09. Februar: Klaus Fischbach, deutscher Musiker (81)
- 09. Februar: Adolf Hartmut Gärtner, deutscher Musiklehrer und Chorleiter (100)
- 09. Februar: Volker Haidt, deutscher Schlagersänger und Radiomoderator (58)
- 10. Februar: Tony Davis, britischer Musiker (86)
- 10. Februar: Léo Petit, französischer Jazz- und Unterhaltungsmusiker (93)

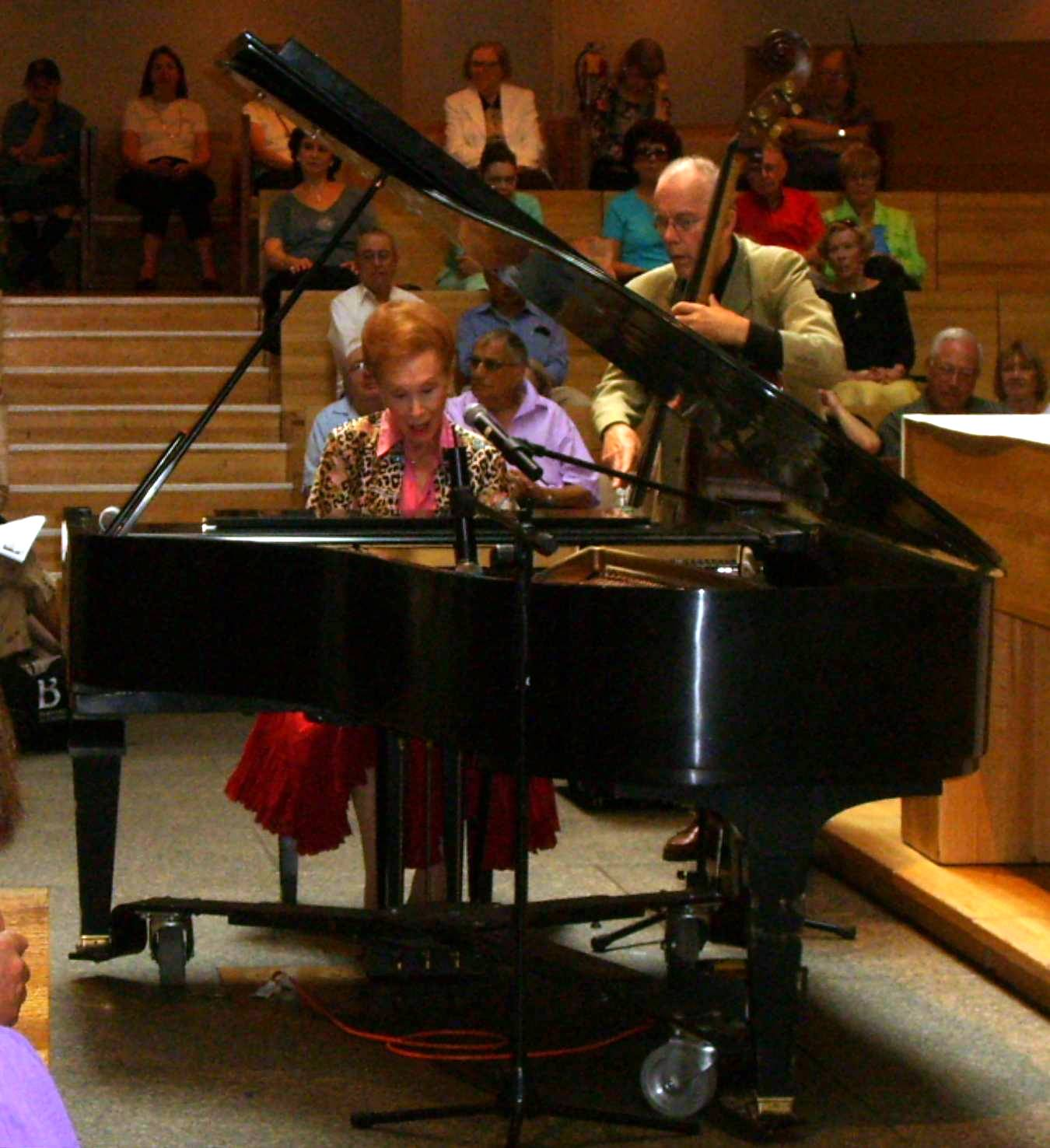
Barbara Carroll; † 11. Februar

- 11. Februar: Barbara Carroll, US-amerikanische Jazzpianistin und Sängerin (92)
- 11. Februar: Trish Doan, kanadische Bassistin (31)
- 11. Februar: Jarmila Šuláková, tschechische Sängerin und Schauspielerin (87)
- 12. Februar: Damian Davey, britischer Schauspieler und Sänger (52)

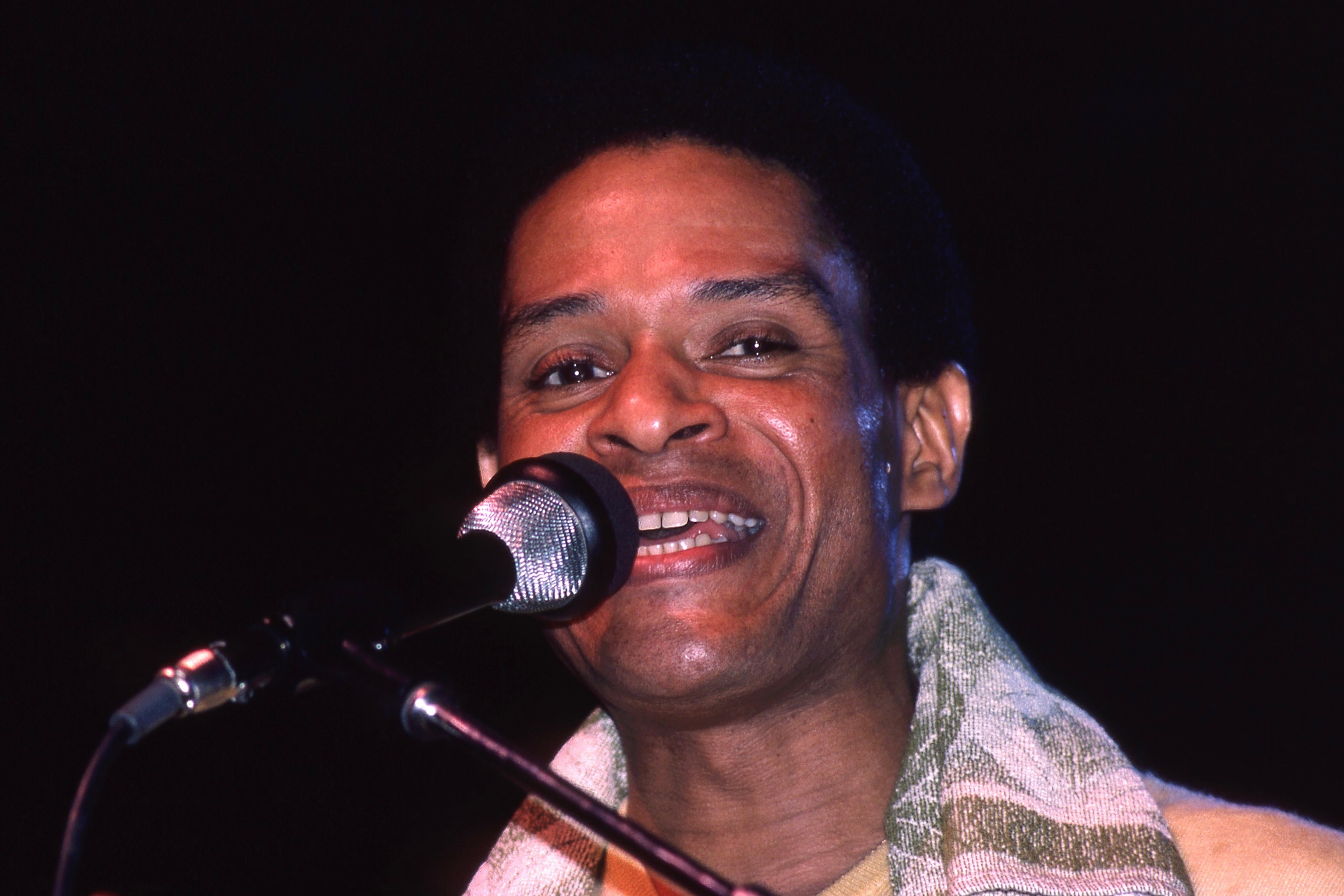
Al Jarreau; † 12. Februar

- 12. Februar: Al Jarreau, US-amerikanischer Jazzsänger (76)
- 12. Februar: Johanna Schell, deutsche Kirchenmusikerin (89)
- 13. Februar: Robert Fisher, US-amerikanischer Musiker (59)
- 13. Februar: Christine Jones, österreichische Sängerin (72)
- 13. Februar: Michael Naura, deutscher Jazzpianist und Publizist (82)
- 13. Februar: Karl Ottomar Treibmann, deutscher Komponist (81)
- 15. Februar: Sayyd Abdul Al-Khabyyr, kanadischer Jazzmusiker und Imam (81)
- 15. Februar: Norbert Nohe, deutscher Dirigent, Musikpädagoge und Komponist (78)
- 16. Februar: Tōru Funamura, japanischer Komponist und Sänger (84)
- 16. Februar: Maurice Vander, französischer Jazzpianist (87)
- 17. Februar: Helmut Brenner, österreichischer Musikwissenschaftler (60)
- 17. Februar: Peter Skellern, britischer Musiker und Priester (69)
- 18. Februar: Ellen Hickmann, deutsche Musikethnologin und -archäologin (82)
- 18. Februar: Loreley, uruguayische Sängerin (42)
- 18. Februar: Clyde Stubblefield, US-amerikanischer Schlagzeuger (73)
- 19. Februar: Larry Coryell, US-amerikanischer Gitarrist (73)
- 19. Februar: Kathrin Schirmer, deutsche Radiomoderatorin und Sängerin (56)
- 20. Februar: Huang Feili, chinesischer Dirigent (99)

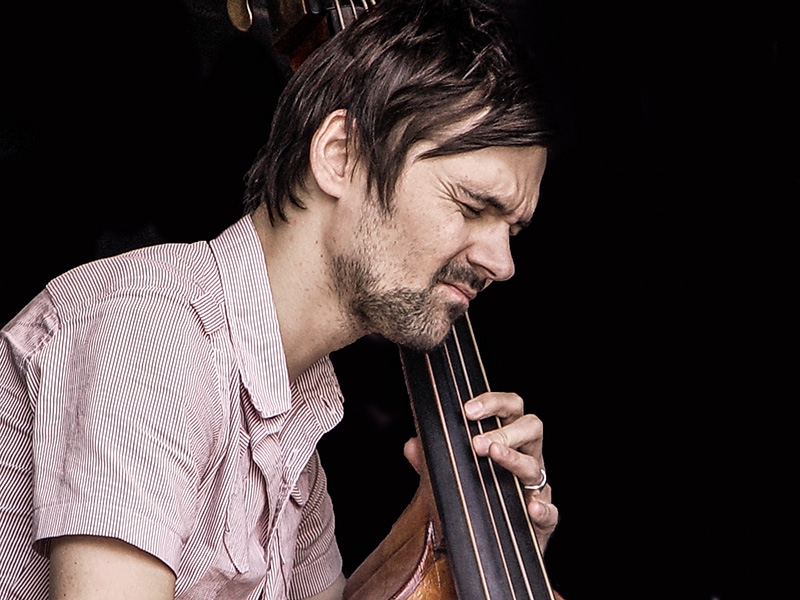
Nicolai Munch-Hansen; † 20. Februar

- 20. Februar: Nicolai Munch-Hansen, dänischer Bassist (39)
- 20. Februar: Walter Quintus, deutscher Musiker, Komponist, Tonmeister und Musikproduzent (67)
- 21. Februar: Mili Bermejo, mexikanische Sängerin und Komponistin (60)
- 21. Februar: Lee Burswold, US-amerikanischer Pianist und Musikpädagoge (83)
- 21. Februar: Rudy Lawless, US-amerikanischer Jazzmusiker (84)
- 21. Februar: Pit Müller, deutscher Jazzmusiker (74)
- 21. Februar: Winfried Pape, deutscher Musikpädagoge (80)
- 21. Februar: Graciela Paraskevaídis, argentinische Komponistin und Musikwissenschaftlerin (76)
- 21. Februar: Mattathias Pearson, US-amerikanischer Jazzmusiker (77)

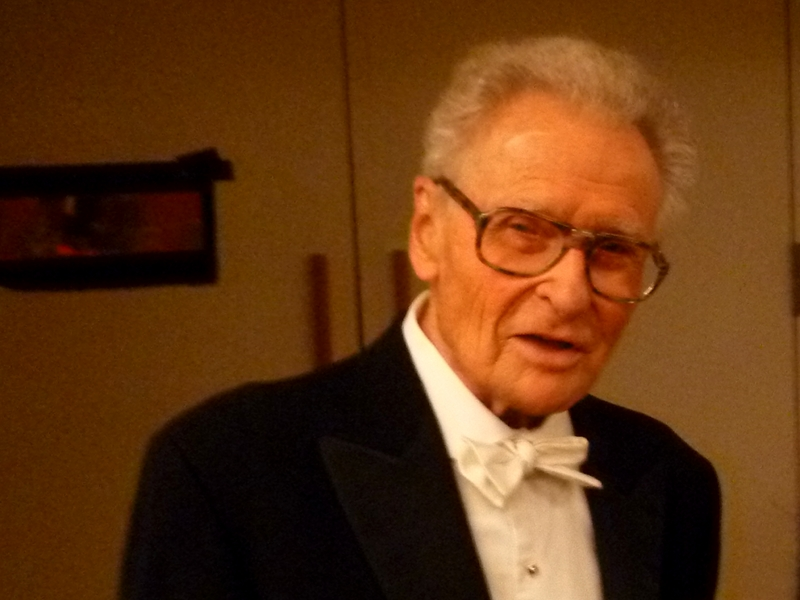
Stanisław Skrowaczewski; † 21. Februar

- 21. Februar: Stanisław Skrowaczewski, polnischer Dirigent und Komponist (93)
- 22. Februar: Jost Nickel, deutscher Flötist, Komponist und Musikpädagoge (74)
- 23. Februar: Sonja Knittel, Schweizer Sopranistin (91)
- 23. Februar: Horace Parlan; US-amerikanisch-dänischer Jazzpianist (86)
- 23. Februar: Leon Ware, US-amerikanischer R&B-Sänger, Songschreiber und Musikproduzent (77)
- 24. Februar: Fumio Karashima, japanischer Jazzpianist (68)
- 25. Februar: Don Payne, US-amerikanischer Jazzmusiker (84)
- 25. Februar: Fernando Toussaint, mexikanischer Jazzschlagzeuger und Musikproduzent (62)
- 26. Februar: Leonore Kirschstein, deutsche Opernsängerin (83)
- 26. Februar: Eric Miller, US-amerikanischer Musikproduzent (75)
- 27. Februar: Hideo Ikeezumi, japanischer Musikproduzent (67)
- 27. Februar: Carla Lipp, niederländische Tänzerin, Choreografin, Schauspielerin und Sängerin (83)
- 27. Februar: Eva María Zuk, mexikanische Pianistin (71)
- 28. Februar: Euel Box, US-amerikanischer Komponist und Songwriter (88)
- 28. Februar: Werner Hass, deutscher Sänger (89)

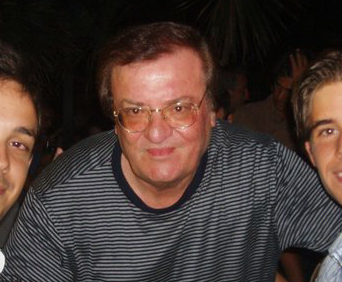
Leone di Lernia; † 28. Februar

- 28. Februar: Leone di Lernia, italienischer Komiker, Sänger und Moderator (78)
- 28. Februar: Claude Pascal, französischer Komponist (96)
- 00. Februar: Albrecht Gürsching, deutscher Komponist und Oboist (82)

### März
- 01. März: Dieter Christensen, deutscher Musikethnologe (84)
- 02. März: Ana Isabel García Llorente, spanische Rapperin, Dichterin, Feministin und Politikwissenschaftlerin (25)
- 02. März: Bryan Beaumont Hays, US-amerikanischer Komponist und Musikpädagoge (96)
- 03. März: Paul Abler, US-amerikanischer Jazzgitarrist und Filmkomponist (59)
- 03. März: Roberta Alloisio, italienische Sängerin und Schauspielerin (53)

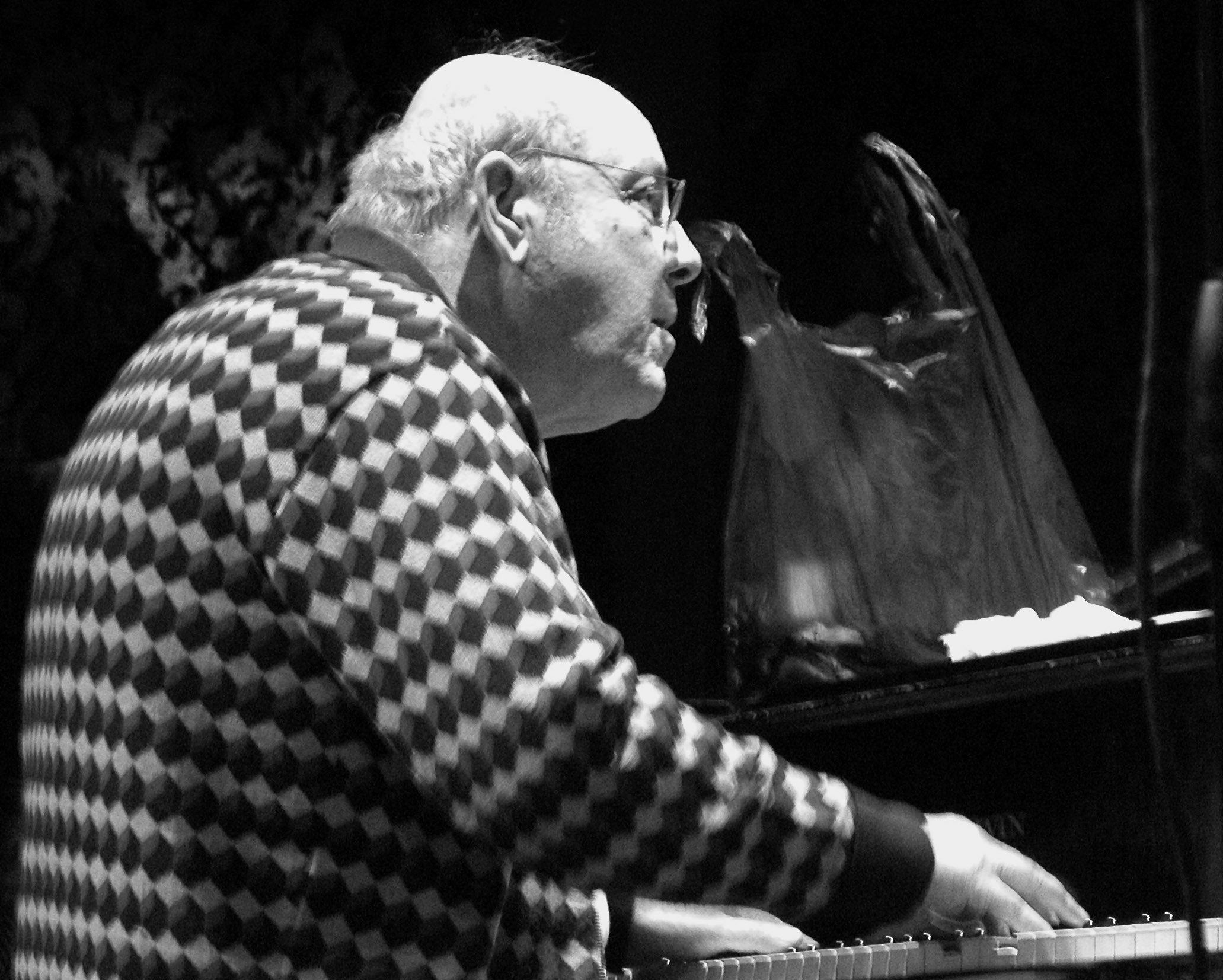
Misha Mengelberg; † 3. März

- 03. März: Misha Mengelberg, niederländischer Jazzpianist (81)
- 03. März: Lyle Ritz, US-amerikanischer Musiker (87)
- 04. März: Valerie Carter, US-amerikanische Singer-Songwriterin (64)
- 04. März: Edi Fitzroy, jamaikanischer Reggae-Musiker (61)
- 04. März: Hans Herdlein, deutscher Tänzer und Gewerkschaftsvorsitzender (88)
- 04. März: Tommy Page, US-amerikanischer Pop-Sänger (46)
- 04. März: Winfried Schrammek, deutscher Organist und Musikwissenschaftler (87)
- 05. März: Fiora Contino, US-amerikanische Operndirigentin und Lehrerin (91)
- 05. März: Kurt Moll, deutscher Opernsänger (78)

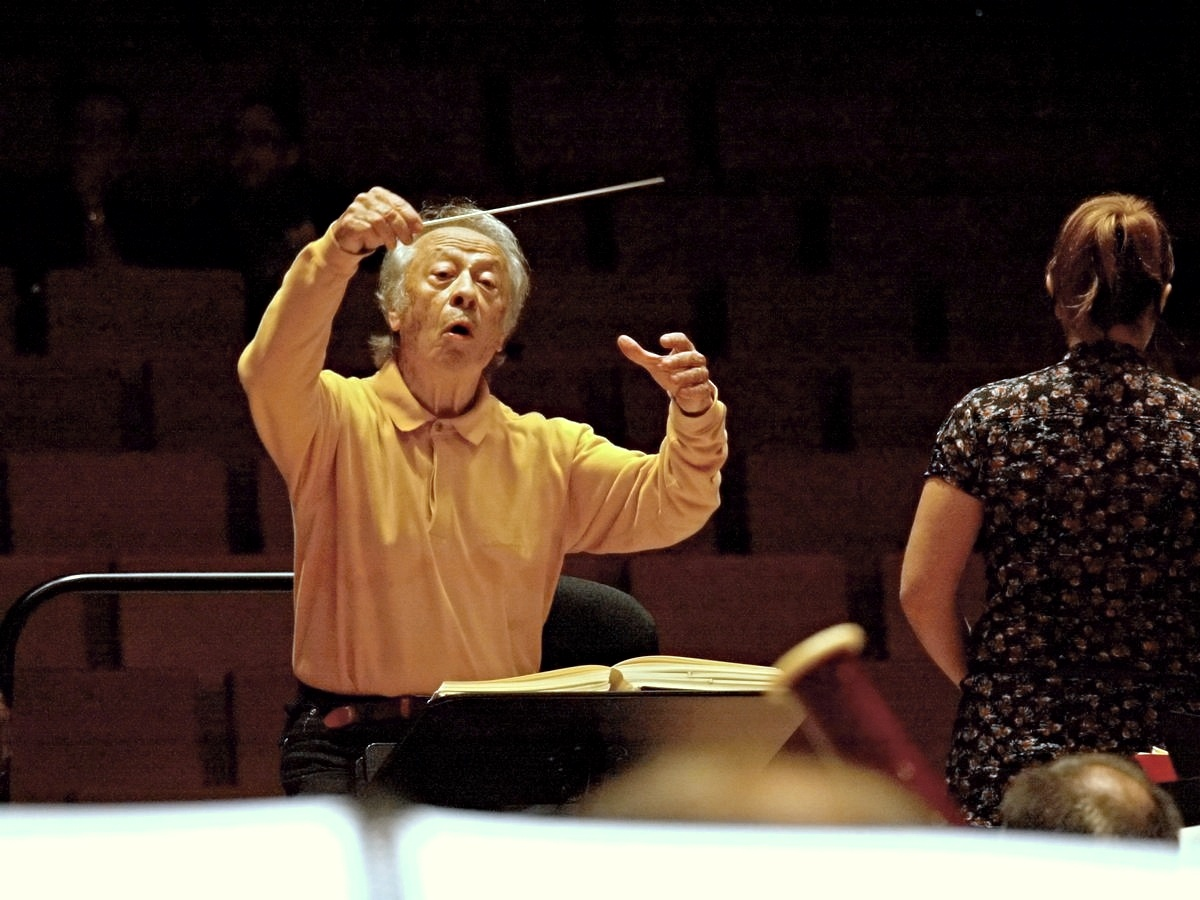
Alberto Zedda; † 6. März

- 06. März: Alberto Zedda, italienischer Dirigent und Musikwissenschaftler (89)
- 07. März: Kâmran Aziz, türkisch-zyprische Musikerin und Apothekerin (≈95)
- 07. März: Francis Thorne, US-amerikanischer Komponist (94)
- 08. März: Hans-Joachim Rhinow, deutscher Komponist und Arrangeur (95)
- 08. März: Dave Valentin, US-amerikanischer Jazzflötist (64)
- 10. März: Alp Bora, türkisch-österreichischer Sänger und Gitarrist (41)
- 10. März: Joni Sledge, US-amerikanische Sängerin (60)
- 11. März: Ángel Parra, chilenischer Musiker und Autor (73)
- 12. März: Joey Alves, US-amerikanischer Musiker (63)
- 12. März: Wanja Lasarowa, mazedonische Volksmusiksängerin (86)
- 12. März: Gordon Murray, kanadischer Musiker (68)
- 13. März: John Lever, britischer Musiker (55)
- 13. März: Tommy LiPuma, US-amerikanischer Musikproduzent (80)
- 15. März: Aloysius „Lucky“ Gordon, jamaikanisch-britischer Sänger (85)
- 15. März: Wojciech Młynarski, polnischer Liedermacher und Kabarettist (75)
- 16. März: James Cotton, US-amerikanischer Blues-Musiker (81)
- 16. März: Roberta Knie, deutschamerikanische Opernsängerin (78)
- 17. März: Franz-Georg Rössler, deutscher Komponist und Esperantist (67)
- 17. März: Konstantin Stupin, sowjetischer bzw. russischer Rockmusiker (44)
- 18. März: Bill Bell, US-amerikanischer Jazzpianist, Arrangeur und Musikpädagoge (80)

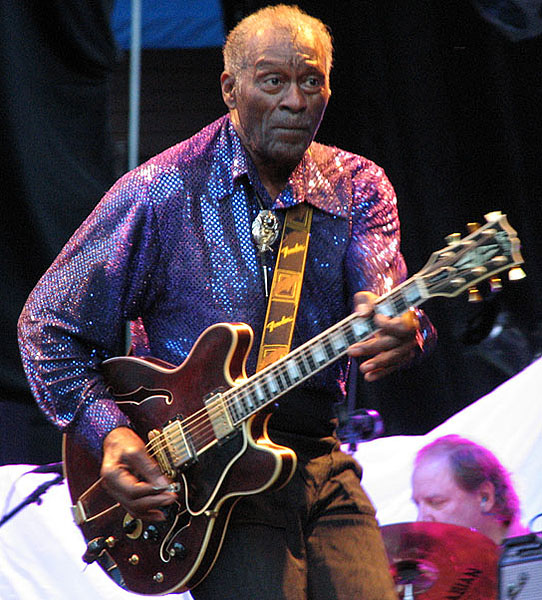
Chuck Berry; † 18. März

- 18. März: Chuck Berry, US-amerikanischer Sänger, Gitarrist und Komponist (90)
- 18. März: Trisha Brown, US-amerikanische Tänzerin, Choreografin und Ballettdirektorin (80)
- 19. März: Siri Rovatkay-Sohns, deutsche Blockflötistin und Hochschullehrerin (77)
- 20. März: Buck Hill, US-amerikanischer Jazzmusiker (90)
- 20. März: Tony Terran, US-amerikanischer Jazz-Trompeter (90)
- 21. März: Chuck Barris, US-amerikanischer Produzent, Moderator und Songwriter (87)
- 21. März: Gabriel „Negru“ Mafa, rumänischer Schlagzeuger (42)
- 21. März: Luis Zett, deutscher Komponist und Klavierpädagoge (72)
- 22. März: Sib Hashian, US-amerikanischer Schlagzeuger (67)
- 22. März: Sven-Erik Magnusson, schwedischer Sänger (74)
- 23. März: Lola Albright, US-amerikanische Schauspielerin und Sängerin (92)
- 23. März: Ekkehard Jost, deutscher Musikwissenschaftler, Autor und Baritonsaxophonist (79)
- 24. März: Karl Hodina, österreichischer Maler und Musiker (81)
- 25. März: Dodo Goya, italienischer Jazzmusiker (78)
- 25. März: Heiner Ruland, deutscher Komponist und Musiktherapeut (82)
- 25. März: George Olivier Toni, brasilianischer Fagottist, Komponist, Dirigent, Musikpädagoge und -wissenschaftler (90)
- 26. März: Alessandro Alessandroni, italienischer Musiker und Filmkomponist (92)
- 26. März: Luigi Cansani, Schweizer Kirchenmusiker (89)
- 26. März: Karl Heinrich Ehrenforth, deutscher Musikpädagoge (87)
- 26. März: Alain Gagnon, kanadischer Komponist und Musikpädagoge (78)
- 26. März: Věra Špinarová, tschechische Sängerin (65)
- 27. März: Peter Bastian, dänischer Musiker (73)

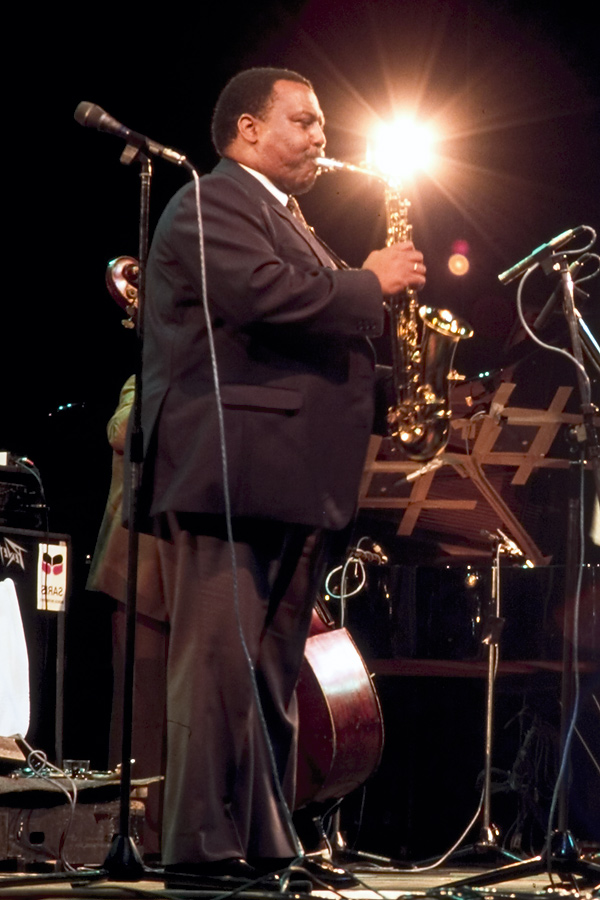
Arthur Blythe; † 27. März

- 27. März: Arthur Blythe, US-amerikanischer Jazzmusiker (76)
- 27. März: Clem Curtis, britischer Sänger (76)
- 27. März: Rainer Kussmaul, deutscher Violinist und Dirigent (70)
- 27. März: TNT Tribble, US-amerikanischer R&B-Musiker (96)
- 30. März: Thomas Brandis, deutscher Violinist (81)
- 30. März: Fausto Mesolella, italienischer Gitarrist, Komponist und Arrangeur (64)
- 31. März: Cuca Rivero, kubanische Musikpädagogin und Musikerin (99)

### April
- 01. April: Lonnie Brooks, US-amerikanischer Blues-Gitarrist (83)
- 01. April: Bob Cunningham, US-amerikanischer Jazzmusiker (82)
- 01. April: Emmy Henz-Diémand, Schweizer Pianistin (79)
- 01. April: Ikutarō Kakehashi, japanischer Unternehmer und Digital-Musik-Pionier (87)
- 01. April: Louis Sarno, US-amerikanischer Musikforscher (62)
- 02. April: Rita Jans, deutsche Pianistin und Hochschullehrerin (85)
- 03. April: Kishori Amonkar, indische Sängerin (84)
- 04. April: Wolfgang Jehn, deutscher Komponist (79)
- 05. April: Hugh Brodie, US-amerikanischer Jazz-Saxophonist (84)
- 05. April: Paul O’Neill, US-amerikanischer Komponist und Produzent (61)
- 06. April: David Peel, US-amerikanischer Straßenmusiker (73)
- 06. April: Wolfgang Rehm, deutscher Musikwissenschaftler (87)
- 07. April: Norbert Jäger, deutscher Musiker (71)
- 07. April: Ben Speer, US-amerikanischer Sänger des Southern Gospel (86)
- 08. April: Kim Plainfield, US-amerikanischer Schlagzeuger (63)
- 09. April: Norbert J. Mayer, deutscher Liedermacher (78)
- 09. April: Stan Robinson, britischer Jazzmusiker (80)
- 09. April: Hans Schneider, deutscher Antiquar und Musikverleger (96)
- 09. April: Bob Wootton, US-amerikanischer Gitarrist (75)
- 10. April: Linda Hopkins, US-amerikanische Blues- und Gospel-Sängerin (92)
- 11. April: Jerzy Gajek, polnischer Pianist (80)

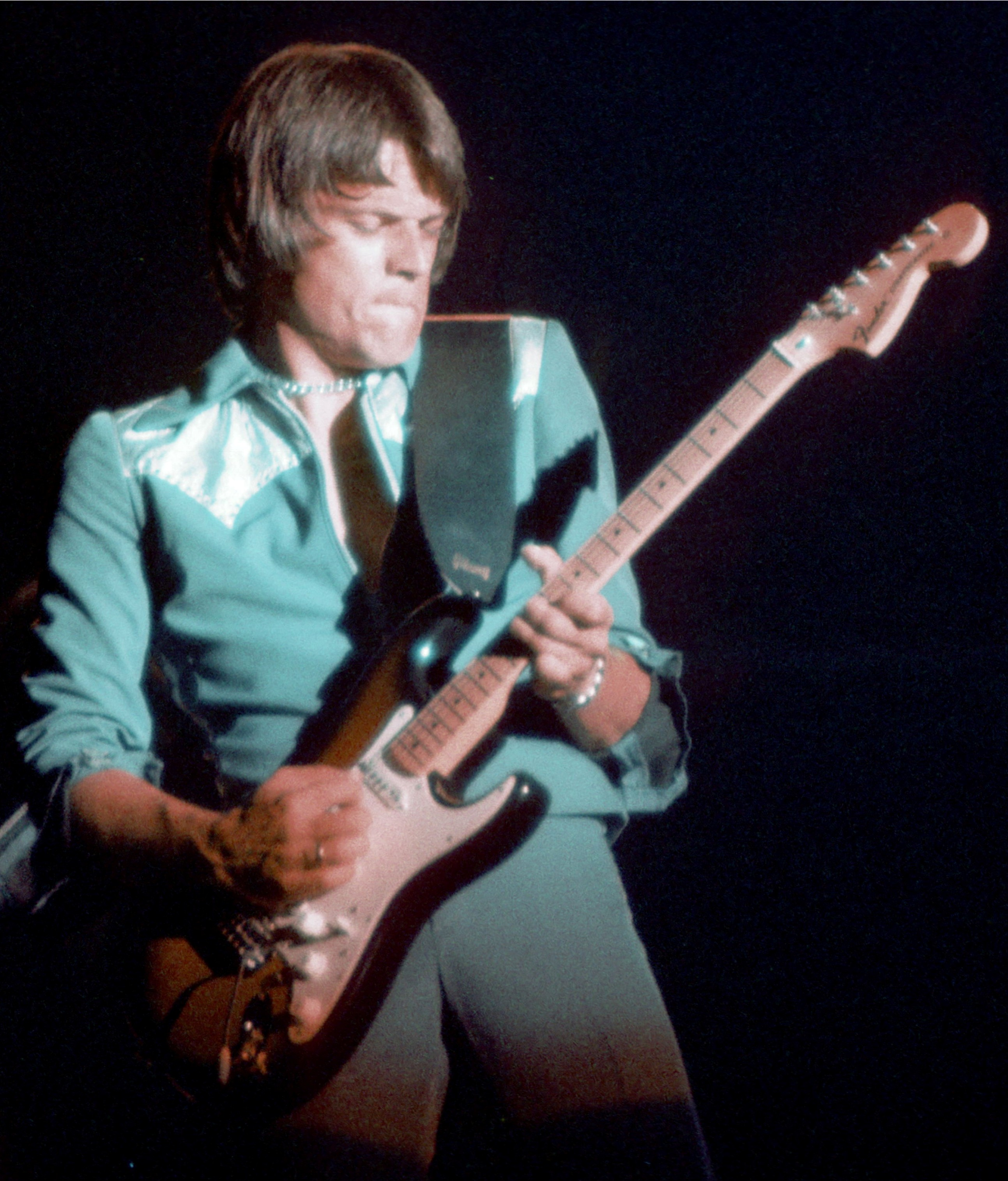
J. Geils; † 11. April

- 11. April: J. Geils, US-amerikanischer Gitarrist (71)
- 11. April: Scotty Miller, US-amerikanischer Schlagzeuger (65)
- 11. April: Toby Smith, britischer Acid-Jazz-Musiker und Produzent (46)
- 12. April: Kathleen Cassello, US-amerikanische Sopranistin (58)
- 12. April: Mika Vainio, finnischer Musiker (53)
- 14. April: Manfred Jung, deutscher Opernsänger (76)
- 14. April: Bruce Langhorne, US-amerikanischer Musiker (78)
- 15. April: Allan Holdsworth, britischer Gitarrist (70)
- 15. April: Sylvia Moy, US-amerikanische Songwriterin und Musikproduzentin (78)
- 17. April: Rolf Henry Kunz, deutscher Organist und Kapellmeister (78)
- 18. April: Frank Dostal, deutscher Musiker und Produzent (71)
- 18. April: Gordon Langford, britischer Arrangeur und Komponist (86)
- 18. April: Charles Small, US-amerikanischer Jazzmusiker (≈90)
- 20. April: Cuba Gooding senior, US-amerikanischer Sänger (72)
- 21. April: Jean Tordo, französischer Jazzmusiker (89)
- 22. April: Rolf Bänninger, Schweizer Jazzschlagzeuger (78)
- 22. April: Stefan Sutkowski, polnischer Oboist, Musikologe sowie Gründer und Leiter der Warschauer Kammeroper (85)
- 23. April: Jerry Adriani, brasilianischer Sänger (70)
- 24. April: Agnes Giebel, deutsche Sopranistin (95)
- 25. April: Erik Martin, deutscher Autor, Liedermacher und Herausgeber (81)
- 25. April: Miroslav Smyčka, tschechischer Opernsänger und Esperantist (90)
- 26. April: Endrik Wottrich, deutscher Opernsänger (52)
- 27. April: Eduard Brunner, deutsch-schweizerischer Klarinettist (77)
- 28. April: Francis Travis, Schweizer Dirigent (95)
- 29. April: Mestre Kamosso, angolanischer Musiker (90)
- 30. April: Belchior, brasilianischer Sänger und Komponist (70)
- 00. April: Delmar Brown, US-amerikanischer Keyboarder (63)

### Mai
- 01. Mai: Katy Bødtger, dänische Sängerin (84)
- 01. Mai: Erkki Kurenniemi, finnischer Musiker (75)
- 01. Mai: Harold Orozco, kolumbianischer Sänger und Komponist (70)
- 02. Mai: Kevin Garcia, US-amerikanischer Musiker (41)
- 02. Mai: Norma Procter, britische Opern- und Konzertsängerin (89)
- 02. Mai: Grigori Schislin, sowjetischer bzw. russischer Violinist und Musikpädagoge (71)
- 03. Mai: Daliah Lavi, israelische Schauspielerin und Sängerin (74)
- 03. Mai: Heinz von Moisy, deutscher Jazzmusiker (81)
- 03. Mai: Claus Oefner, deutscher Musikwissenschaftler (78)
- 03. Mai: Saxa, jamaikanischer Saxophonist (87)
- 05. Mai: Almir Guineto, brasilianischer Sänger und Komponist (70)
- 06. Mai: Val Jellay, australische Schauspielerin, Sängerin, Tänzerin und Autorin (89)
- 06. Mai: Rais Khan, indischer Komponist, Sitarspieler und Sänger (77)
- 08. Mai: Dave Pell, US-amerikanischer Jazzmusiker und Produzent (92)
- 09. Mai: Robert Miles, italienischer Musiker (47)
- 09. Mai: Michael Parks, US-amerikanischer Schauspieler und Sänger (77)
- 11. Mai: William David Brohn, US-amerikanischer Arrangeur und Orchestrator (84)
- 11. Mai: İbrahim Erkal, türkischer Sänger, Songwriter und Schauspieler (50)
- 11. Mai: Frederick Marvin, US-amerikanischer Konzertpianist und Musikforscher (96)
- 12. Mai: Bill Dowdy, US-amerikanischer Jazz-Schlagzeuger (83)
- 13. Mai: Jan Arnet, tschechisch-US-amerikanischer Jazz-Bassist (83)
- 13. Mai: Jimmy Copley, britischer Rockschlagzeuger (63)
- 13. Mai: Dairon Rodríguez, kubanischer Gitarrist, Musikproduzent und Arrangeur (32)
- 13. Mai: Martin L. Schäfer, deutscher Schauspieler, Synchronsprecher, Musiker und Sänger (52)
- 14. Mai: Tom McClung, US-amerikanischer Jazzmusiker (60)
- 14. Mai: Holger Münzer, deutscher Komponist und Schauspieler (78)
- 14. Mai: Joyce Sullivan, kanadische Sängerin (87)
- 15. Mai: Chu Ke-liang, taiwanischer Schauspieler, Komiker und Sänger (70)
- 15. Mai: Soja Tolbusina, sowjetische bzw. russische Schauspielerin, Synchronsprecherin und Sängerin (94)
- 16. Mai: Don Coates, US-amerikanischer Jazzpianist (82)
- 17. Mai: Heiko M/S/O, deutscher DJ und Musikproduzent (47)

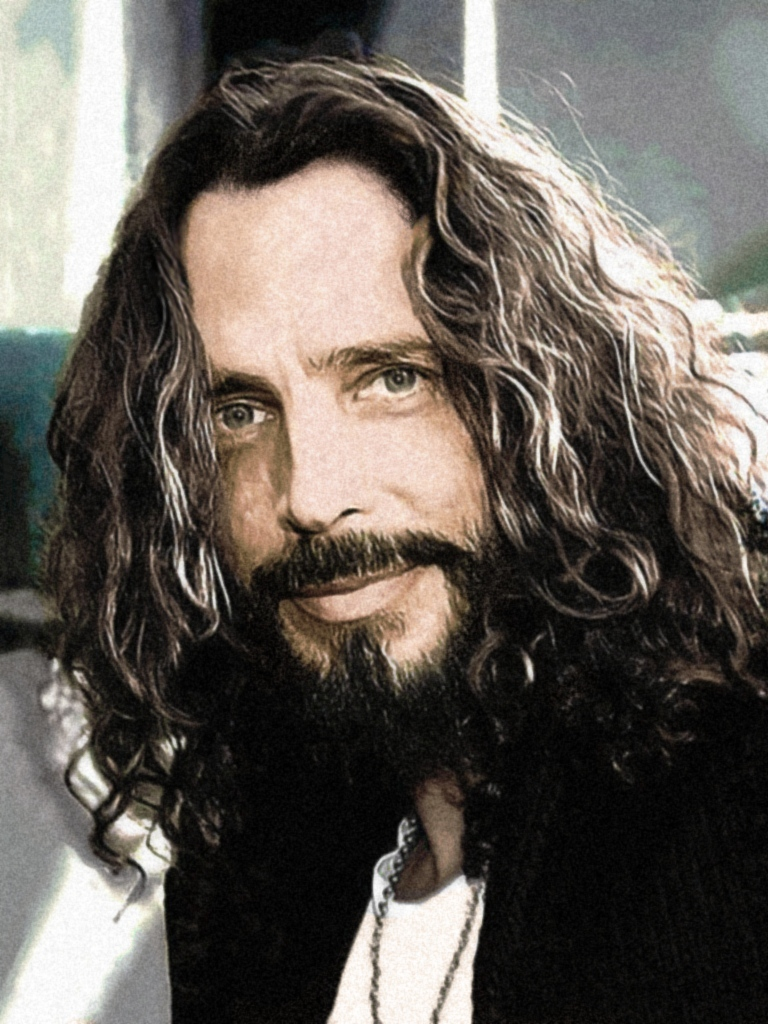
Chris Cornell; † 18. Mai

- 18. Mai: Chris Cornell, US-amerikanischer Sänger (52)
- 18. Mai: Frankie Paul, jamaikanischer Dancehall-Musiker (51)
- 19. Mai: Dieter Gackstetter, deutscher Regisseur und Choreograf (77)
- 19. Mai: Kid Vinil, brasilianischer Sänger, Komponist, Journalist und Rundfunkmoderator (62)
- 20. Mai: Harald Inhülsen, deutscher Musikjournalist (65)
- 20. Mai: Natalija Schachowskaja, russische Cellistin (81)
- 21. Mai: Demetri Betts, US-amerikanischer Sänger, Autor, Model und Pastor (44)
- 21. Mai: Gijs Hendriks, niederländischer Jazzmusiker (79)
- 21. Mai: Jimmy LaFave, US-amerikanischer Countrysänger (61)
- 21. Mai: Márcio Proença, brasilianischer Sänger und Komponist (73)
- 22. Mai: Subroto Roy Chowdhury, indischer Sitarspieler (75)
- 22. Mai: Arkady Gendler, ukrainischer Chansonnier und Komponist (95)
- 22. Mai: Piotr Puławski, polnisch-deutscher Rock- und Blues-Sänger und -Gitarrist (75)
- 22. Mai: Mickey Roker, US-amerikanischer Jazz-Schlagzeuger (84)
- 22. Mai: Zbigniew Wodecki, polnischer Sänger und Komponist (67)
- 23. Mai: Irio De Paula, brasilianischer Jazzgitarrist und Komponist (78)
- 24. Mai: Jacinto Gimbernard, dominikanischer Geiger, Konzertmeister, Essayist und Schriftsteller (85)
- 24. Mai: Claudia Hellmann, deutsche Opernsängerin (93)
- 26. Mai: Hillel Aloni, israelischer Schachspieler und -komponist (79)
- 27. Mai: Gregg Allman, US-amerikanischer Rockmusiker (69)
- 27. Mai: Expedito Baracho, brasilianischer Sänger und Komponist (82)
- 28. Mai: Elżbieta Chojnacka, polnische Cembalistin (78)
- 28. Mai: Marcus Intalex, britischer DJ und Musikproduzent (43)
- 28. Mai: Guillermo Sánchez, argentinischer Rockbassist (52)
- 29. Mai: David Lewiston, britischer Musikwissenschaftler und -produzent (88)
- 31. Mai: Jiří Bělohlávek, tschechischer Dirigent (71)
- 31. Mai: Bern Nix, US-amerikanischer Jazz-Gitarrist (69)

### Juni
- 02. Juni: Hal Landaker, US-amerikanischer Ton- und Kameratechniker (92)
- 02. Juni: Jeffrey Tate, britischer Dirigent (74)
- 02. Juni: Aamir Zaki, pakistanischer Gitarrist und Komponist (49)
- 05. Juni: Thomas Phleps, deutscher Musikwissenschaftler und -pädagoge (61)
- 06. Juni: Vin Garbutt, britischer Musiker (69)

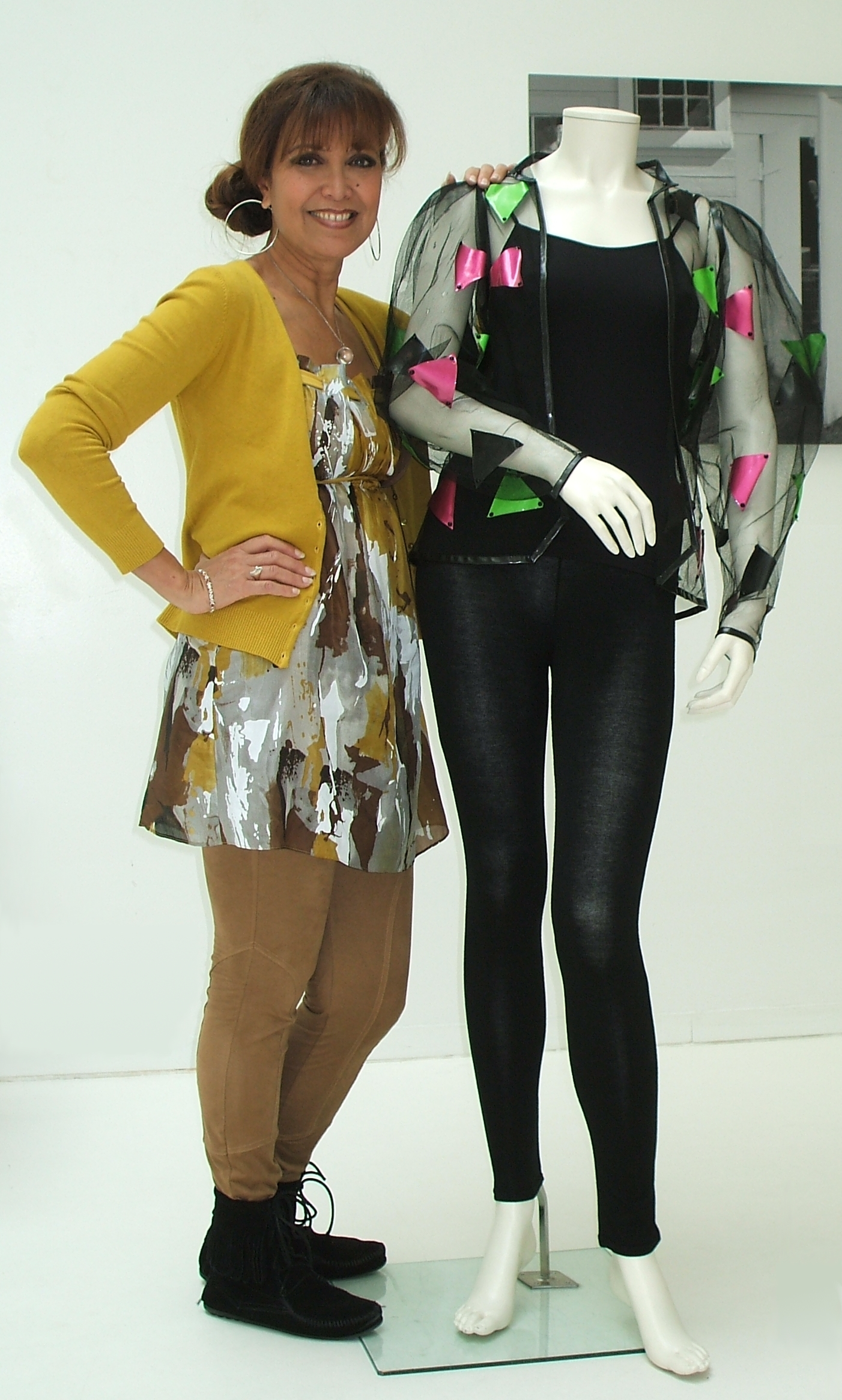
Sandra Reemer; † 6. Juni

- 06. Juni: Sandra Reemer, niederländische Sängerin (66)
- 06. Juni: Paul Zukofsky, US-amerikanischer Geiger, Dirigent und Musikerzieher (73)
- 07. Juni: David Bellugi, US-amerikanisch-italienischer Dirigent, Blockflötist und Hochschullehrer (62)
- 08. Juni: Ernesto Puentes, kubanischer Trompeter (88)
- 08. Juni: Norro Wilson, US-amerikanischer Country-Sänger, -Songwriter und -Produzent (79)
- 10. Juni: Julia Perez, indonesische Schauspielerin, Sängerin, Model und Unternehmerin (36)
- 11. Juni: Patricia Carroll, britische Pianistin (85)
- 11. Juni: Mary Priestley, britische Musiktherapeutin (92)
- 11. Juni: Rosalie Sorrels, US-amerikanische Folk-Sängerin (83)
- 11. Juni: Corneliu Stroe, rumänischer Jazz-Schlagzeuger (67)
- 11. Juni: Günter Titt, deutscher Pantomime, Schauspieler, Regisseur, Choreograf und Hochschullehrer (92)
- 11. Juni: Ernst Triebel, österreichischer Organist und Dirigent (84)
- 12. Juni: Adrienne Elisha, US-amerikanische Komponistin und Bratschistin (58)
- 12. Juni: C. Narayana Reddy, indischer Schriftsteller, Lyriker und Komponist (85)
- 13. Juni: Christian Bonnet, französischer Jazzmusiker (72)
- 13. Juni: Philip Gossett, US-amerikanischer Musikwissenschaftler (75)
- 14. Juni: Luis Abanto Morales, peruanischer Sänger und Komponist (93)
- 14. Juni: Friedrich Wilhelm Schnurr, deutscher Pianist und Hochschullehrer (88)
- 15. Juni: Jacques Charpentier, französischer Komponist und Organist (83)
- 15. Juni: Bill Dana, US-amerikanischer Unterhaltungskünstler (92)
- 15. Juni: Lim Kek-tjiang, chinesisch-indonesischer Violinist und Dirigent (89)
- 15. Juni: Anton Wendler, österreichischer Opernsänger (82)
- 17. Juni: Thara Memory, US-amerikanischer Jazzmusiker und Musikpädagoge (≈69)
- 18. Juni: Tsunehide Matsuki, japanischer Gitarrist (68)
- 18. Juni: Ramesh Weeratunga, sri-lankischer Sänger, Musiker und Musikproduzent (65)
- 20. Juni: Herbert H. Ágústsson, isländischer Komponist und Musiker (90)
- 20. Juni: Eddie Diehl, US-amerikanischer Jazzgitarrist (81)

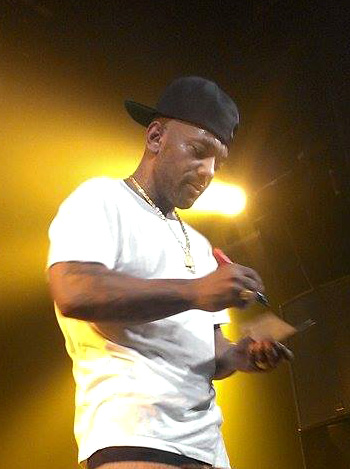
Prodigy; † 20. Juni

- 20. Juni: Prodigy, US-amerikanischer Rapper (42)
- 21. Juni: Erich Becht, deutscher Musiker (91)
- 21. Juni: Ludger Rémy, deutscher Dirigent (68)

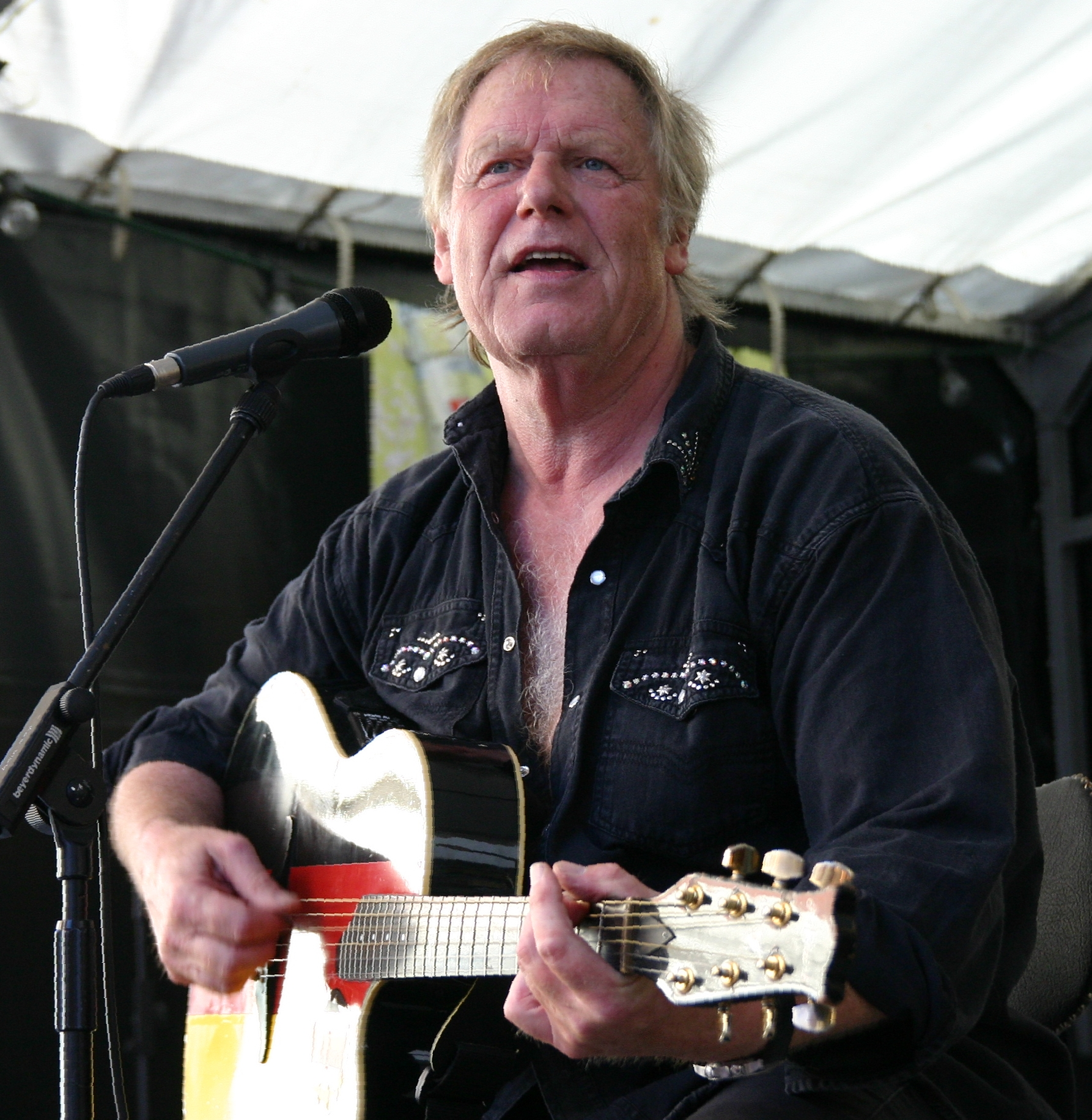
Gunter Gabriel; † 22. Juni

- 22. Juni: Gunter Gabriel, deutscher Sänger (75)
- 22. Juni: Jimmy Nalls, US-amerikanischer Rockgitarrist (66)
- 23. Juni: Zabba Lindner, deutscher Schlagzeuger (67)
- 26. Juni: Jimmy Chi, australischer Musiker (≈69)

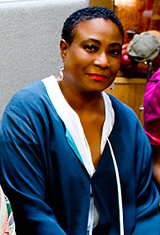
Geri Allen; † 27. Juni

- 27. Juni: Geri Allen, US-amerikanische Jazzpianistin (60)
- 28. Juni: Phil Cohran, US-amerikanischer Jazztrompeter (90)
- 28. Juni: Alois Gschwind, Schweizer Dirigent, Chorleiter und Musikpädagoge (92)

### Juli
- 01. Juli: Heidi Bruggmann, Schweizer Akkordeonistin und Komponistin (82)

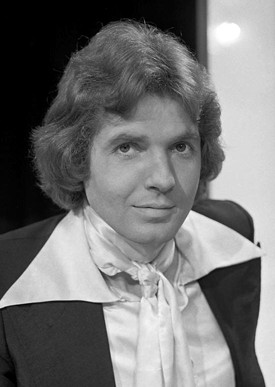
Chris Roberts; † 2. Juli

- 02. Juli: Chris Roberts, deutscher Schlagersänger (73)
- 02. Juli: Abel Sinometsi Sithole, südafrikanischer Sänger (83)
- 03. Juli: Cholo Brenes, dominikanischer Musikpromotor (74)
- 03. Juli: John Mekoa, südafrikanischer Jazztrompeter (72)
- 03. Juli: Rudy Rotta, italienischer Bluesmusiker (66)
- 04. Juli: John Blackwell, US-amerikanischer Schlagzeuger (43)
- 04. Juli: Carol Lee Scott, britische Schauspielerin und Sängerin (74)
- 04. Juli: Günther Witschurke, deutscher Komponist und Musikpädagoge (79)
- 05. Juli: Pierre Henry, französischer Komponist (89)
- 05. Juli: Milivoje Marković, jugoslawischer bzw. serbischer Jazzmusiker (78)
- 06. Juli: Teresa Mann, panamaische Ballerina (82)
- 06. Juli: Bruno Mezzena, italienischer Pianist und Komponist (90)
- 06. Juli: Jorginho do Pandeiro, brasilianischer Perkussionist (86)
- 07. Juli: Suzanne Chaisemartin, französische Organistin (96)
- 07. Juli: Andrés Soto Mena, peruanischer Sänger und Komponist (68)
- 07. Juli: Egil Monn-Iversen, norwegischer Komponist, Dirigent und Filmproduzent (89)
- 08. Juli: Jutta Höpfel, österreichische Kulturjournalistin (89)
- 08. Juli: Christian Schedlmayer, österreichischer Komponist (57)
- 08. Juli: Seiji Yokoyama, japanischer Komponist (82)
- 09. Juli: Richard Jakoby, deutscher Musikpädagoge und Hochschulpräsident (87)
- 09. Juli: Jorge Marziali, argentinischer Sänger und Komponist (70)
- 09. Juli: Paquita Rico, spanische Sängerin und Schauspielerin (87)
- 11. Juli: Luigi Ferdinando Tagliavini, italienischer Organist und Musikwissenschaftler (87)
- 12. Juli: Joe Fields, US-amerikanischer Musikproduzent (≈88)
- 12. Juli: Tamara Miansarowa, sowjetische bzw. russische Sängerin (86)
- 12. Juli: Ray Phiri, südafrikanischer Fusion-Musiker (70)

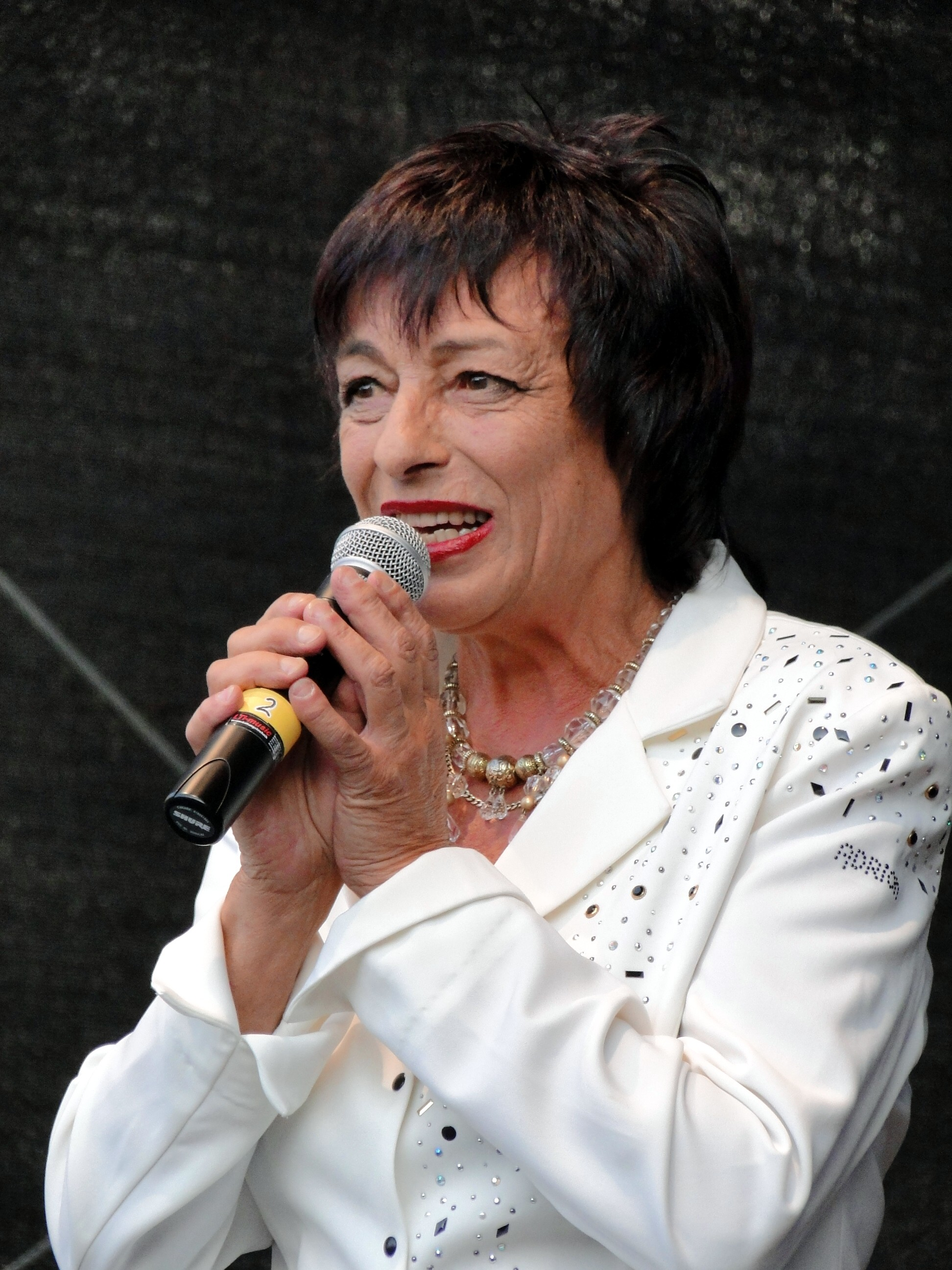
Ina-Maria Federowski; † 13. Juli

- 13. Juli: Ina-Maria Federowski, deutsche Sängerin (67)
- 13. Juli: Egil Kapstad, norwegischer Jazzpianist, Arrangeur und Komponist (76)
- 13. Juli: Clara (Cuqui) Nicola, kubanische klassische Gitarristin und Professorin (91)
- 16. Juli: Régis Gizavo, madegassischer Akkordeonist, Komponist und Sänger (58)

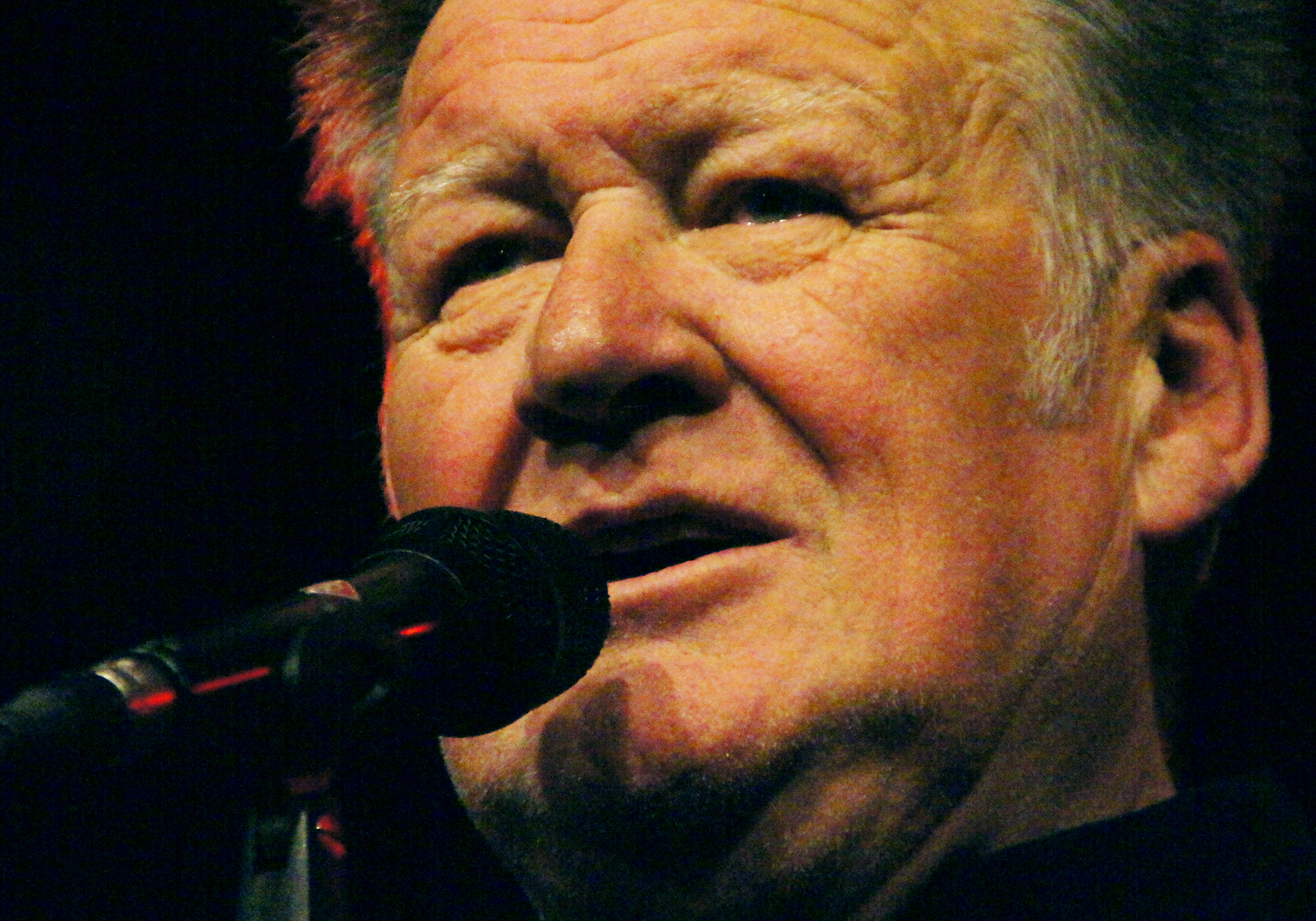
Wilfried; † 16. Juli

- 16. Juli: Wilfried, österreichischer Popsänger (67)
- 18. Juli: José Bragato, argentinischer Tangomusiker, Cellist, Pianist, Arrangeur und Komponist (101)
- 18. Juli: Red West, US-amerikanischer Schauspieler, Stuntman, Sänger, Songwriter und Leibwächter (81)
- 19. Juli: Harun Kolçak, türkischer Popmusiker und Songwriter (62)
- 19. Juli: Kèmo Kouyaté, guineischer Multiinstrumentalist (71)
- 19. Juli: Barbara Weldens, französische Sängerin (35)

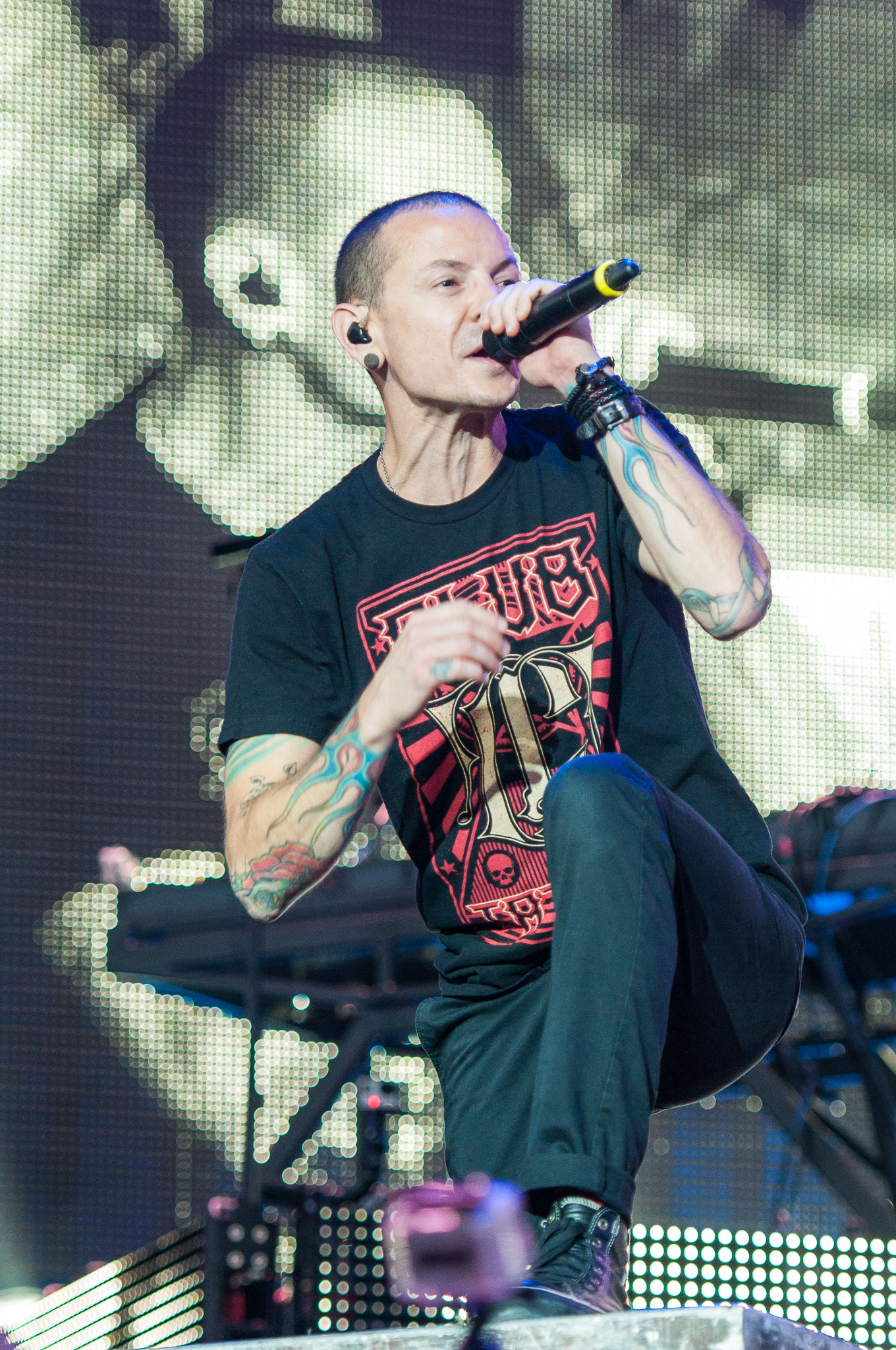
Chester Bennington; † 20. Juli

- 20. Juli: Chester Bennington, US-amerikanischer Sänger (41)
- 20. Juli: Andrea Jürgens, deutsche Schlagersängerin (50)
- 21. Juli: Errol Dyers, südafrikanischer Jazzgitarrist (65)
- 21. Juli: Predrag Gojković Cune, serbischer Sänger (84)
- 21. Juli: Clem Moorman, US-amerikanischer Jazzmusiker und Schauspieler (101)
- 21. Juli: Paapa Yankson, ghanaischer Sänger (73)

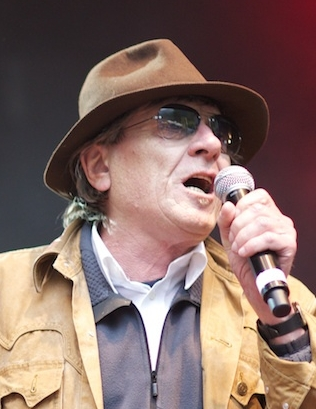
Polo Hofer; † 22. Juli

- 22. Juli: Polo Hofer, Schweizer Musiker (72)
- 22. Juli: Ernst Ottensamer, österreichischer Klarinettist (61)
- 23. Juli: Thomas Füri, Schweizer Violinist (70)
- 23. Juli: Amir Fryszer Guttman, israelischer Sänger und LGBT-Aktivist (41)
- 23. Juli: Denisa Răducu, rumänische Sängerin (27)
- 25. Juli: Michael Johnson, US-amerikanischer Countrysänger (72)
- 25. Juli: Ivana Loudová, tschechische Komponistin (76)
- 25. Juli: Jannie Stalknecht, niederländische Jazzsängerin (88)
- 25. Juli. Geoffrey Gurrumul Yunupingu, australischer Musiker und Songwriter (46)
- 26. Juli: Paul Angerer, österreichischer Dirigent und Komponist (90)
- 26. Juli: Lyndsey Cockwell, britische Musikerin und Chorleiterin (46)
- 26. Juli: Ferry Graf, österreichischer Sänger (85)
- 26. Juli: Waldram Hollfelder, deutscher Musikwissenschaftler und Komponist (92)
- 26. Juli: Tom McIntosh, US-amerikanischer Jazz-Musiker (90)
- 26. Juli: Joe Thomas, US-amerikanischer Jazzmusiker (85)
- 27. Juli: Mariana Montalvo, chilenisch-französische Sängerin und Komponistin (63)
- 27. Juli: Gilles Tremblay, kanadischer Komponist und Musikpädagoge (84)
- 28. Juli: Pavle Vujčić, jugoslawischer bzw. serbischer Geiger (64)
- 30. Juli: Hussain Sayeeduddin Dagar, indischer Sänger (78)
- 30. Juli: Thomas Fredrickson, US-amerikanischer Kontrabassist und Komponist (88)
- 30. Juli: Hugh McLean, kanadischer Organist (87)
- 31. Juli: Chuck Loeb, US-amerikanischer Jazzmusiker (61)

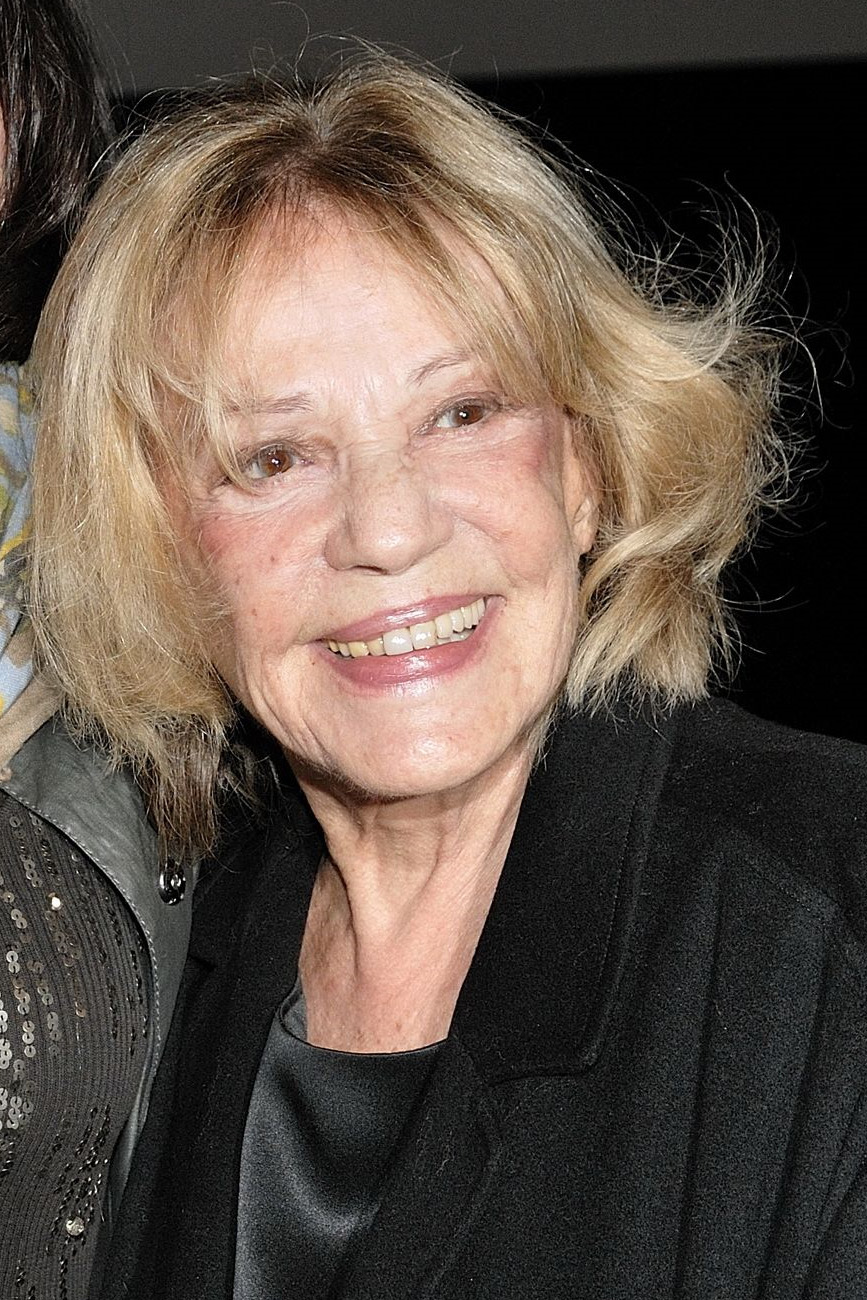
Jeanne Moreau; † 31. Juli

- 31. Juli: Jeanne Moreau, französische Schauspielerin, Filmregisseurin und Sängerin (89)
- 00. Juli: Daniel Lewis, US-amerikanischer Dirigent (92)

### August
- 01. August: Ana-Maria Avram, rumänische Komponistin und Pianistin (55)
- 01. August: Bernard Jean, kanadischer Oboist und Musikpädagoge (68)
- 01. August: Frieder Zaminer, deutscher Musikhistoriker (89)
- 01. August: Eric Zumbrunnen, US-amerikanischer Filmeditor und Musiker (52)
- 02. August: Tony Cohen, australischer Musikproduzent (60)
- 02. August: Daniel Licht, US-amerikanischer Komponist (60)
- 02. August: Erich Schwandt, kanadischer Cembalist, Organist, Musikwissenschaftler und -pädagoge (≈82)
- 02. August: Don Sharpless, US-amerikanischer Tonmeister (84)
- 03. August: John O’Brien-Docker, britischer Musiker (78)
- 03. August: Peter Oswald, österreichischer Kulturmanager (63)
- 03. August: Vilko Ovsenik, slowenischer Komponist und Klarinettist (88)
- 04. August: Bruno Canfora, italienischer Komponist und Dirigent (92)
- 04. August: Gert Hofbauer, österreichischer Musiker (80)
- 04. August: Walter Levin, US-amerikanischer Violinist (92)
- 04. August: Luiz Melodia, brasilianischer Sänger, Songwriter und Schauspieler (66)
- 04. August: Bernd Witthüser, deutscher Folkmusiker (73)
- 05. August: Michael Höltzel, deutscher Hornist (81)
- 05. August: Zabé da Loca, brasilianische Flötistin (93)
- 06. August: David Maslanka, US-amerikanischer Komponist (73)
- 08. August: Arleta, griechische Sängerin (72)

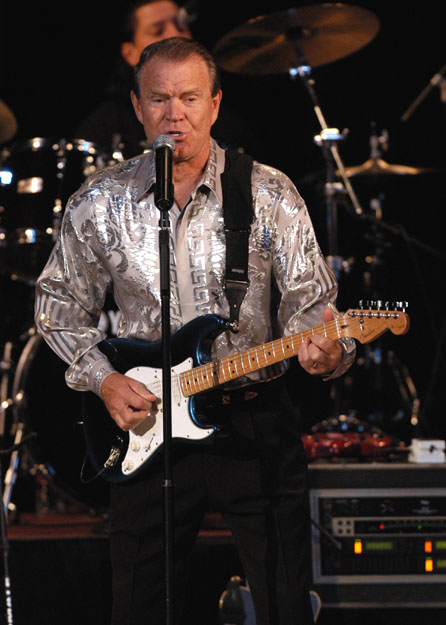
Glen Campbell; † 8. August

- 08. August: Glen Campbell, US-amerikanischer Country-Sänger (81)
- 08. August: Janet Seidel, australische Jazzsängerin und Pianistin (62)
- 09. August: Marián Varga, slowakischer Musiker und Komponist (70)
- 10. August: Xavier Benguerel, spanischer Komponist (86)
- 10. August: Guy Prévost, französischer Jazz-Schlagzeuger
- 11. August: Daisy Peterson Sweeney, kanadische Pianistin (97)
- 14. August: Hubert Unverricht, deutscher Musikwissenschaftler (90)
- 15. August: Viorel Cosma, rumänischer Musikwissenschaftler und -pädagoge (94)
- 15. August: Pawel Jegorow, russischer Pianist und Musikforscher (69)
- 16. August: Chiara Fumai, italienische Performancekünstlerin (≈39)
- 16. August: Mike Hennessey, britischer Musikjournalist und Jazzpianist (89)
- 16. August: Lourdes Torres, kubanische Sängerin und Komponistin (77)
- 17. August: Paulo Silvino, brasilianischer Komiker, Komponist, Sänger, Autor und Schauspieler (78)

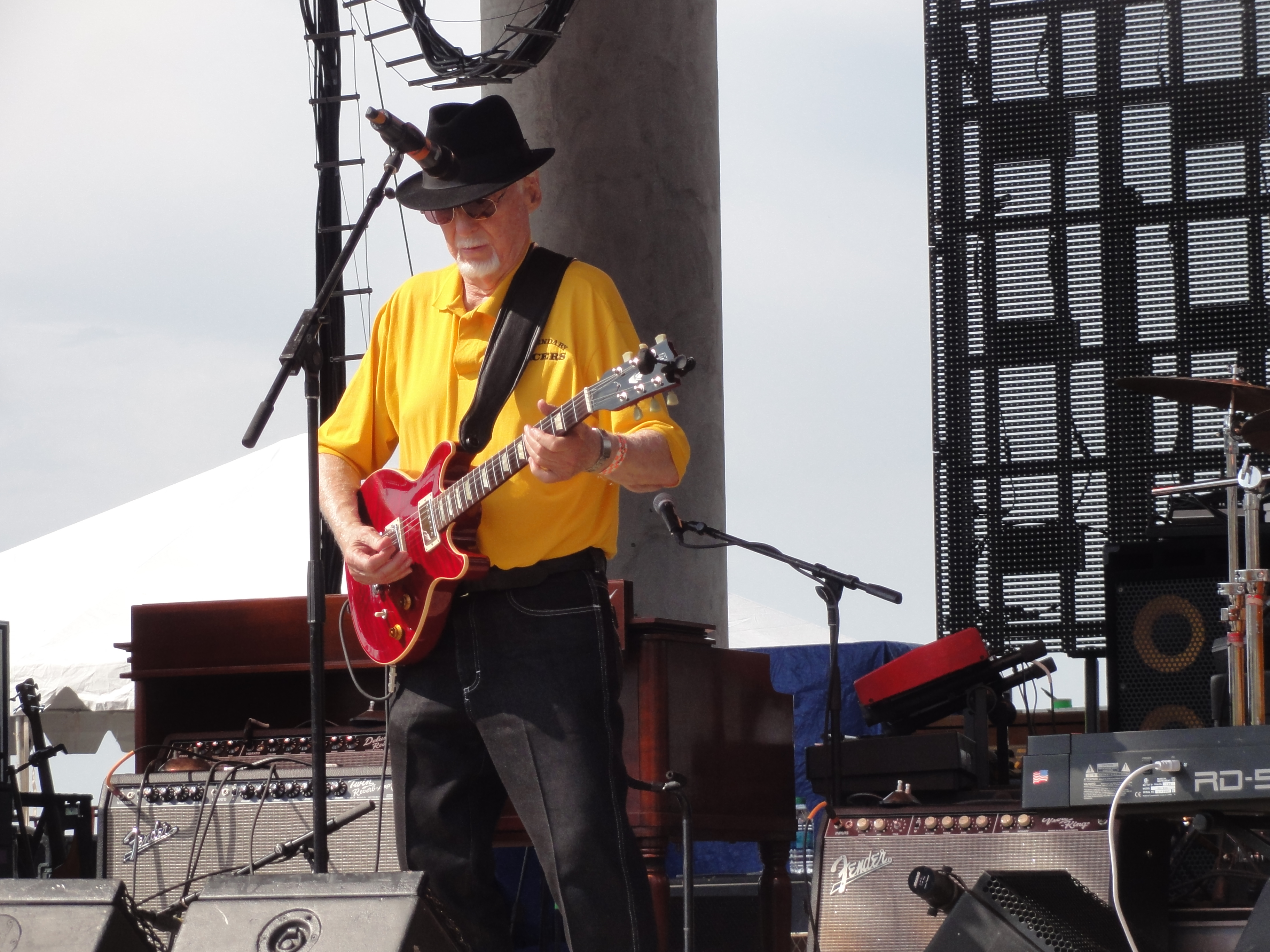
Sonny Burgess; † 18. August

- 18. August: Sonny Burgess, US-amerikanischer Musiker (86)
- 19. August: Concha Valdés Miranda, kubanische Komponistin (89)

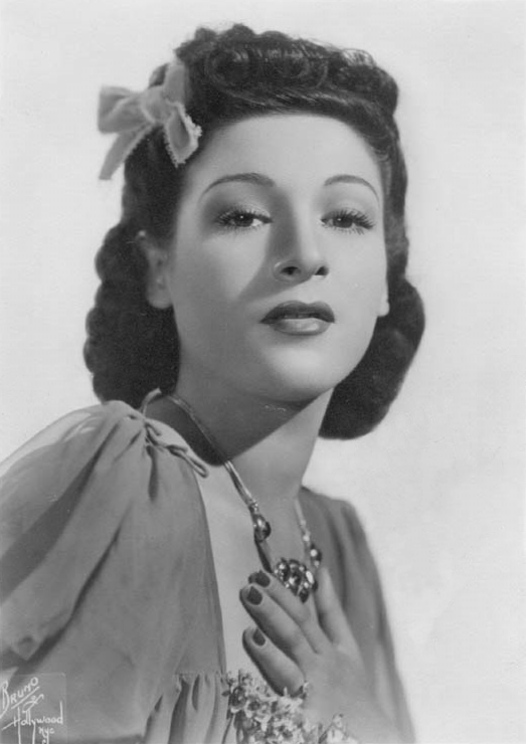
Bea Wain; † 19. August

- 19. August: Bea Wain, US-amerikanische Sängerin (100)
- 20. August: Margot Hielscher, deutsche Schlagersängerin, Schauspielerin und Kostümbildnerin (97)
- 20. August: Wilhelm Killmayer, deutscher Komponist (89)
- 20. August: Fredell Lack, US-amerikanische Violinistin (95)
- 20. August: Jerry Lewis, US-amerikanischer Schauspieler und Entertainer (91)
- 20. August: Nati Mistral, spanische Sängerin und Schauspielerin (88)
- 21. August: Klaus-Peter Bruchmann, deutscher Komponist (84)
- 21. August: Seija Simola, finnische Sängerin (72)

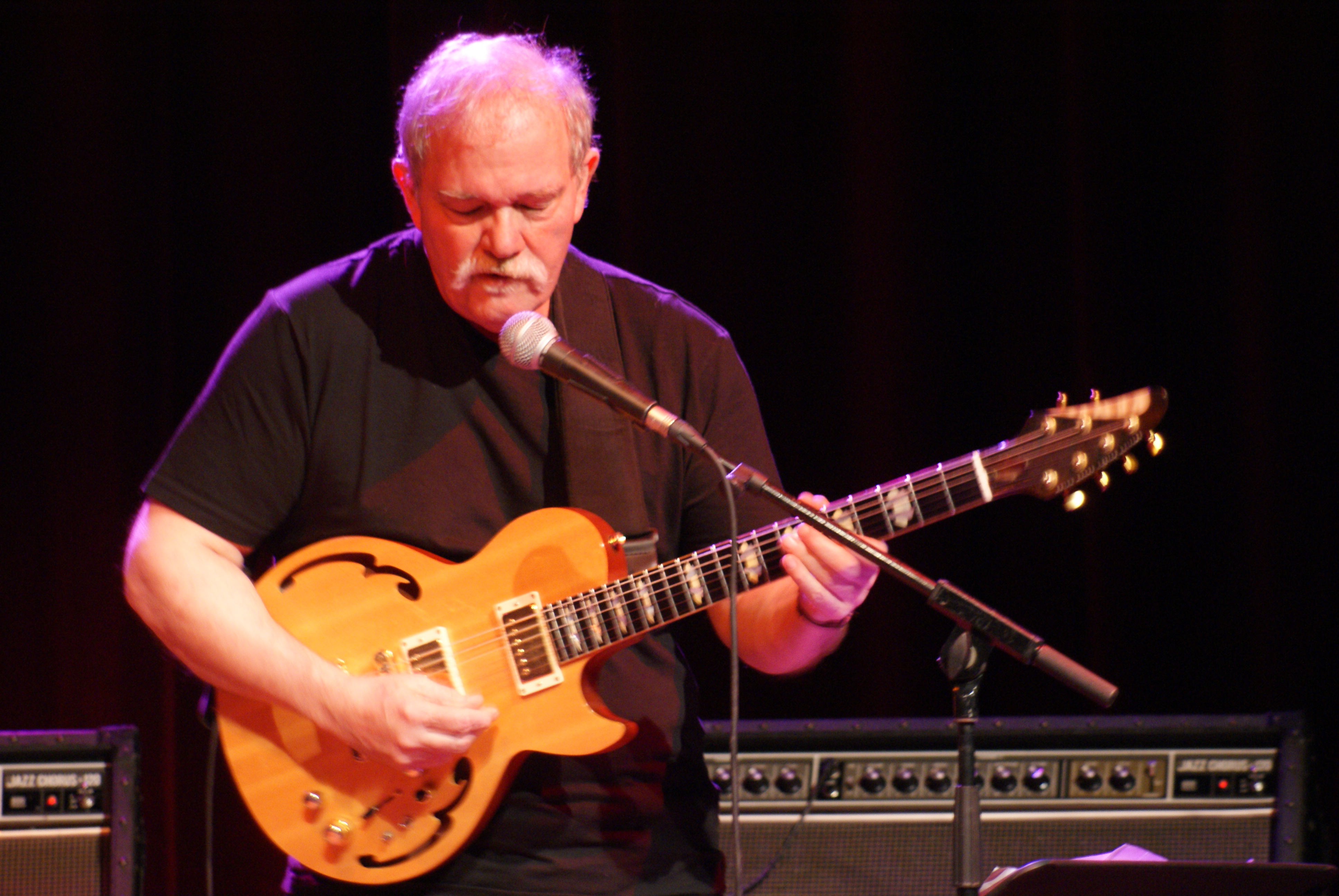
John Abercrombie; † 22. August

- 22. August: John Abercrombie, US-amerikanischer Gitarrist (72)
- 22. August: Felix Flaucher, deutscher Sänger (59)
- 22. August: Aloys Kontarsky, deutscher Pianist und Hochschullehrer (86)
- 24. August: Erzsébet Tusa, ungarische Pianistin (89)
- 25. August: Enzo Dara, italienischer Opernsänger (78)
- 25. August: Bär von Randow, deutscher Bratschist und Orchesterintendant (85)
- 26. August: Wilson das Neves, brasilianischer Musiker (81)
- 28. August: Chef Adams, kanadischer Country-Musiker (90)
- 28. August: Melissa Bell, britische Sängerin (53)
- 28. August: Irene Greulich, deutsche Organistin und Kantorin (73)
- 29. August: Larry Elgart, US-amerikanischer Bandleader (95)
- 29. August: Janine Charrat, französische Ballerina und Choreografin (93)
- 29. August: Larry Elgart, US-amerikanischer Bandleader (95)
- 29. August: Dmitri Kogan, russischer Geiger (38)
- 30. August: Skip Prokop, kanadischer Musiker (≈73)
- 31. August: Janne Carlsson, schwedischer Schauspieler und Musiker (80)
- 00. August: Michael Suljic, deutscher Liedermacher (60)

### September
- 01. September: Shelley Berman, US-amerikanischer Schauspieler und Komiker (92)
- 01. September: Morris Ellis, US-amerikanischer Posaunist und Bandleader (88)
- 01. September: Novella Nelson, US-amerikanische Schauspielerin und Sängerin (77)
- 02. September: Halim El-Dabh, US-amerikanischer Komponist und Musikwissenschaftler (96)
- 02. September: Murray Lerner, US-amerikanischer Musikdokumentarfilmer (90)
- 03. September: Walter Becker, US-amerikanischer Rockmusiker (67)
- 03. September: Dave Hlubek, US-amerikanischer Rockmusiker (66)
- 03. September: Franz Xaver Meyer, österreichischer Musiker (84)
- 04. September: Dieter Rumstig, deutscher Gitarrist und Musikdramaturg (89)
- 05. September: Leo Cuypers, niederländischer Jazzpianist und Komponist (69)
- 05. September: Holger Czukay, deutscher Bassist (79)
- 05. September: Rick Stevens, US-amerikanischer Musiker (77)
- 06. September: Derek Bourgeois, britischer Komponist (75)
- 06. September: Aleksandar Vujić, jugoslawischer bzw. serbischer Komponist, Pianist und Dirigent (71)
- 07. September: John Maxwell Geddes, britischer Komponist (76)
- 07. September: John Jack, britischer Musiker, Musikproduzent und Promoter (84)
- 07. September: Soares Katumbela, botswanischer DJ, Jazz-Promoter und Schlagzeuger (55)
- 07. September: Márta Rafael, deutsche Schauspielerin, Sängerin und Fernsehredakteurin (91)
- 07. September. Koos Serierse, niederländischer Jazz-Bassist (81)
- 08. September: Troy Gentry, US-amerikanischer Countrymusiker (50)

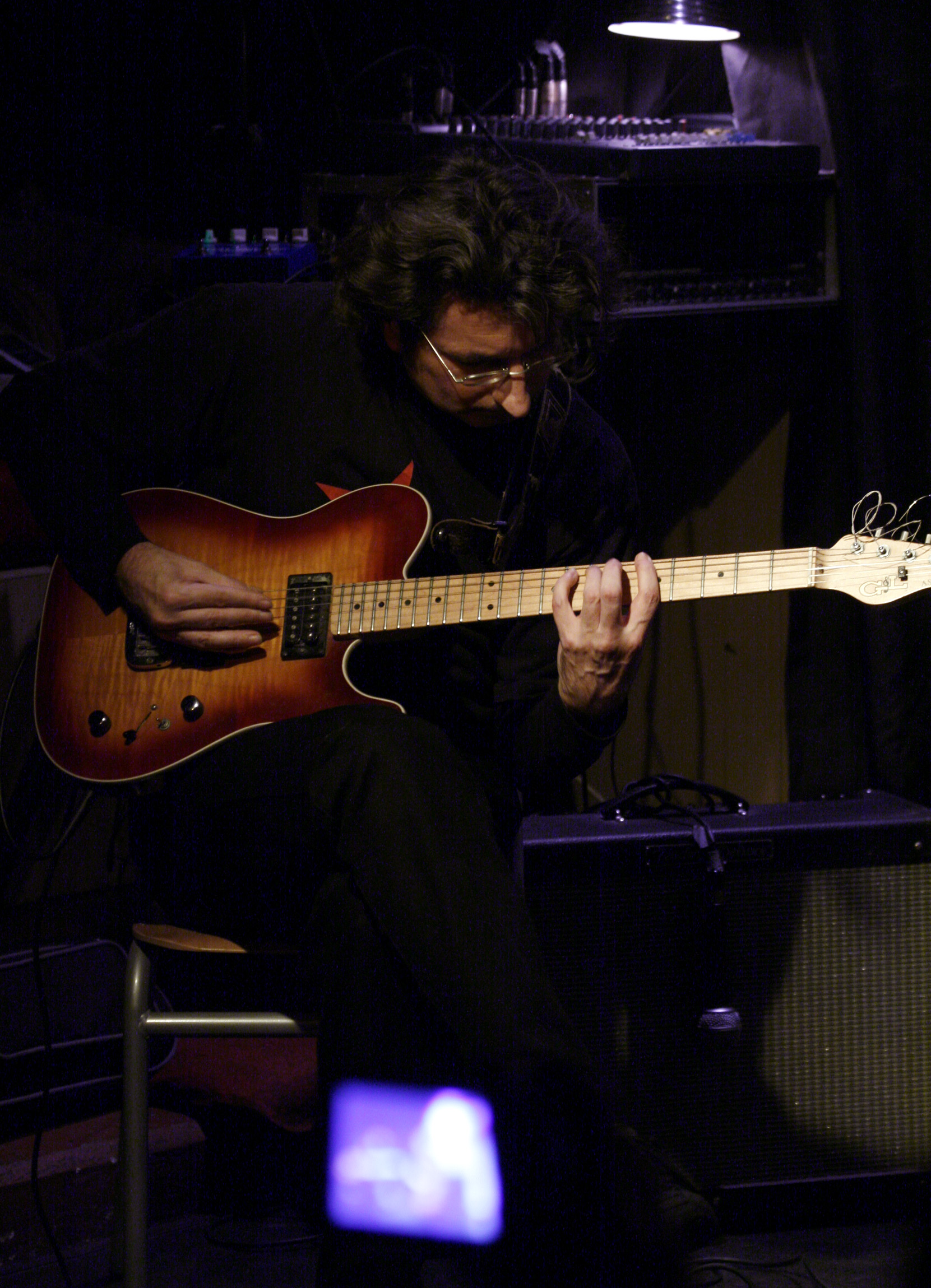
Andy Manndorff; † 8. September

- 08. September: Andy Manndorff, österreichischer Jazzgitarrist (60)

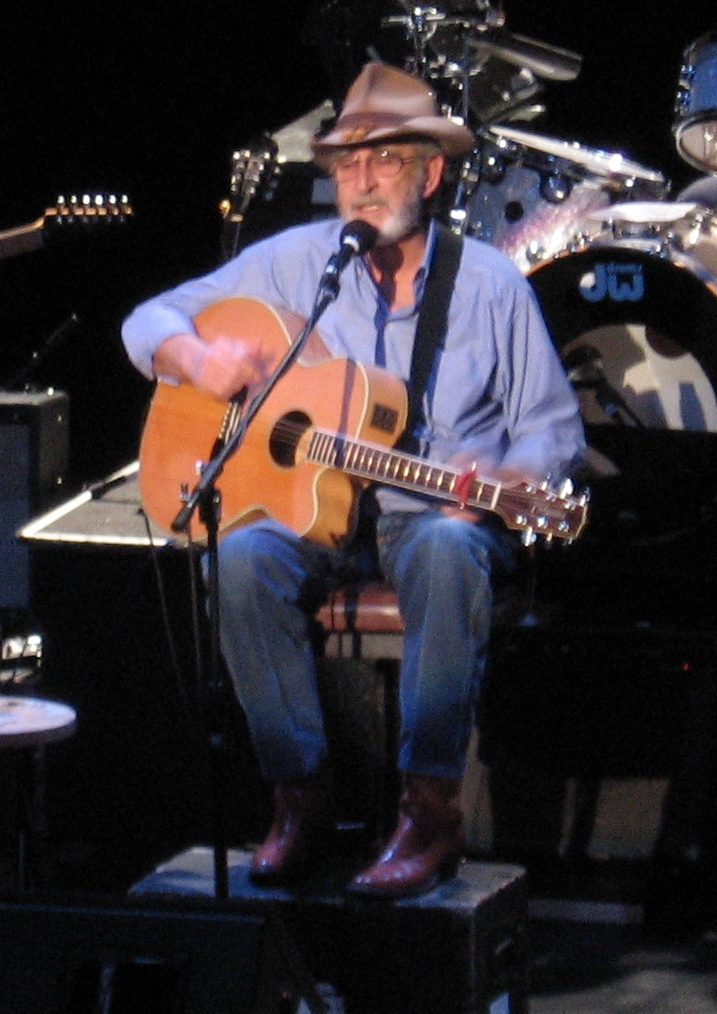
Don Williams; † 8. September

- 08. September: Don Williams, US-amerikanischer Countrymusiker (78)
- 09. September: Tex Lecor, kanadischer Singer-Songwriter und Moderator (84)
- 09. September: Muzzi Loffredo, italienische Sängerin, Schauspielerin und Regisseurin (76)
- 11. September: Buitraguito, kolumbianischer Sänger (88)
- 12. September: Frank Capp, US-amerikanischer Jazz-Schlagzeuger und Bandleader (86)
- 12. September: Siegfried Köhler, deutscher Dirigent und Komponist (94)
- 12. September: Sarah McLawler, US-amerikanische Sängerin (91)
- 12. September: Riem de Wolff, niederländischer Musiker (74)

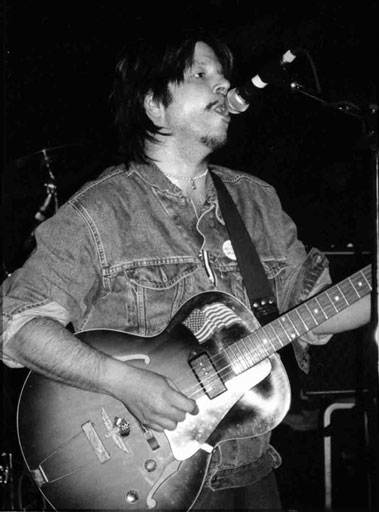
Grant Hart; † 13. September

- 13. September: Grant Hart, US-amerikanischer Musiker und Singer-Songwriter (56)
- 14. September: Börje Forsberg, schwedischer Labelbesitzer (73)

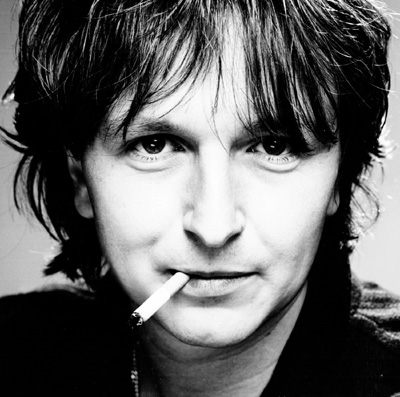
Wolfgang Michels; † 14. September

- 14. September: Wolfgang Michels, deutscher Musiker und Singer-Songwriter (66)
- 14. September: Ángel Luis Torruellas, puerto-ricanischer Sänger (79)
- 15. September: Jean Aussanaire, französischer Jazzmusiker (56)
- 15. September: Jürgen Hinrich Hewers, deutscher Geiger und Konzertmeister (93)
- 15. September: Peter Tschernig, deutscher Musiker (72)
- 16. September: Jacky Micaelli, französische Sängerin (62)
- 17. September: Eberhard Barbi, deutscher Komponist und Chorleiter (82)
- 17. September: Richard „Rick“ Centalonza, US-amerikanischer Holzbläser (71)
- 17. September: Laudir de Oliveira, brasilianischer Perkussionist und Musikproduzent (77)
- 18. September: Mark Otis Selby, US-amerikanischer Musiker (56)
- 18. September: Surab Sotkilawa, sowjetischer bzw. georgischer Opernsänger und Fußballspieler (80)
- 19. September: Peter Barcaba, österreichischer Komponist (69)
- 19. September: Leonid Michailowitsch Charitonow, sowjetisch-russischer Bassbariton und Solist des Alexandrow-Ensembles (84)
- 19. September: Rainer Roscher, deutscher Chorleiter und Organist (92)
- 19. September: Johnny Sandlin, US-amerikanischer Musikproduzent (72)
- 20. September: Francesc Bonastre i Bertran, katalanischer Musikwissenschaftler, Musikpädagoge und Komponist (73)
- 21. September: Heinrich Hamm, deutscher Organist und Chorleiter (83)
- 22. September: Mike Carr, britischer Jazzpianist und Organist (79)
- 22. September: Eric Eycke, US-amerikanischer Sänger (55)
- 23. September: Charles Bradley, US-amerikanischer Soulsänger (68)
- 23. September: Edward Garden, britischer Musikwissenschaftler (87)
- 23. September: Petko Radew, bulgarischer Klarinettist und Hochschullehrer (84)
- 25. September: Jackie Flavelle, britischer Bassist (78)
- 25. September: Folke Rabe, schwedischer Komponist und Musiker (81)
- 26. September: Ruth Lomon, kanadische Komponistin und Pianistin (86)
- 27. September: Helen Englert Blaum, US-amerikanische Swing-Sängerin (95)

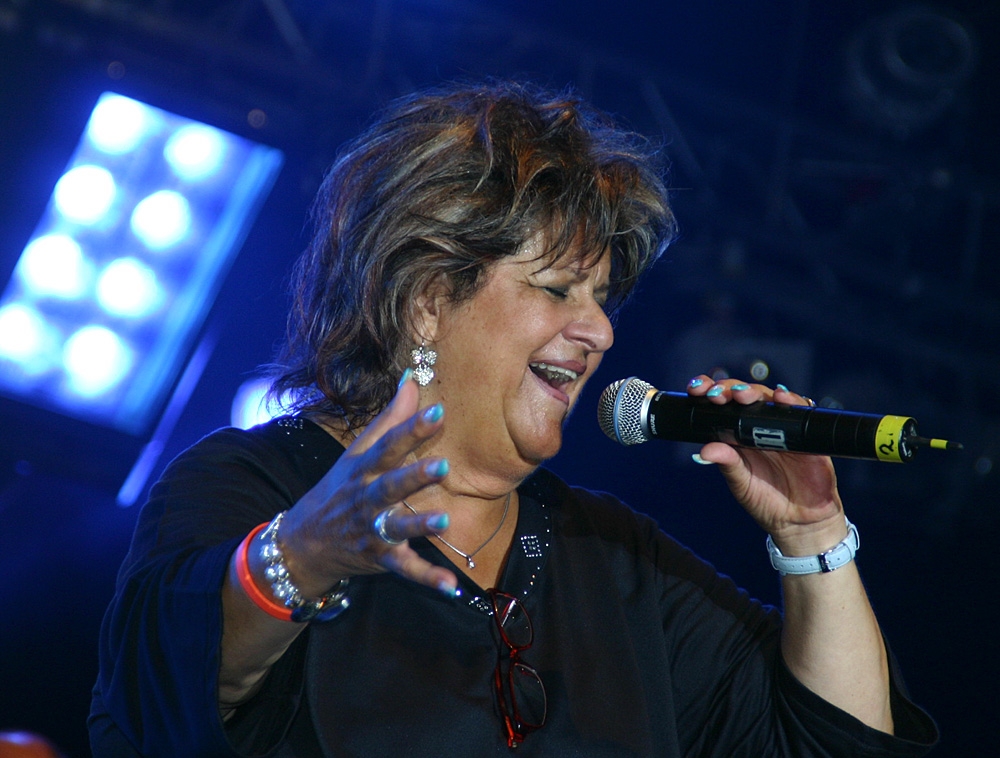
Joy Fleming; † 27. September

- 27. September: Joy Fleming, deutsche Sängerin (72)
- 27. September: Zuzana Růžičková, tschechische Cembalistin (90)
- 27. September: Helen Southern, US-amerikanische Sängerin (95)
- 28. September: Karla Luna, mexikanische Humoristin, Schauspielerin und Sängerin (38)
- 28. September: Donald Mitchell, britischer Musikwissenschaftler und -kritiker (92)
- 29. September: Célia, brasilianische Sängerin (70)
- 29. September: Gustl Lütjens, deutscher Rockmusiker (65)
- 30. September: Tom Paley, US-amerikanischer Folkmusiker (89)
- 30. September: Kike Paz, peruanischer Sänger (56)
- 00. September: Victor Martin, spanischer Geiger und Musikpädagoge (77)

### Oktober
- 01. Oktober: Hartmut Grimm, deutscher Musikwissenschaftler (64)
- 01. Oktober: Joe Hanchrow, US-amerikanischer Jazzmusiker (82)
- 02. Oktober: Klaus Huber, Schweizer Komponist (92)
- 02. Oktober: Azra Kolaković, bosnische Turbo-Folk-Sängerin (40)

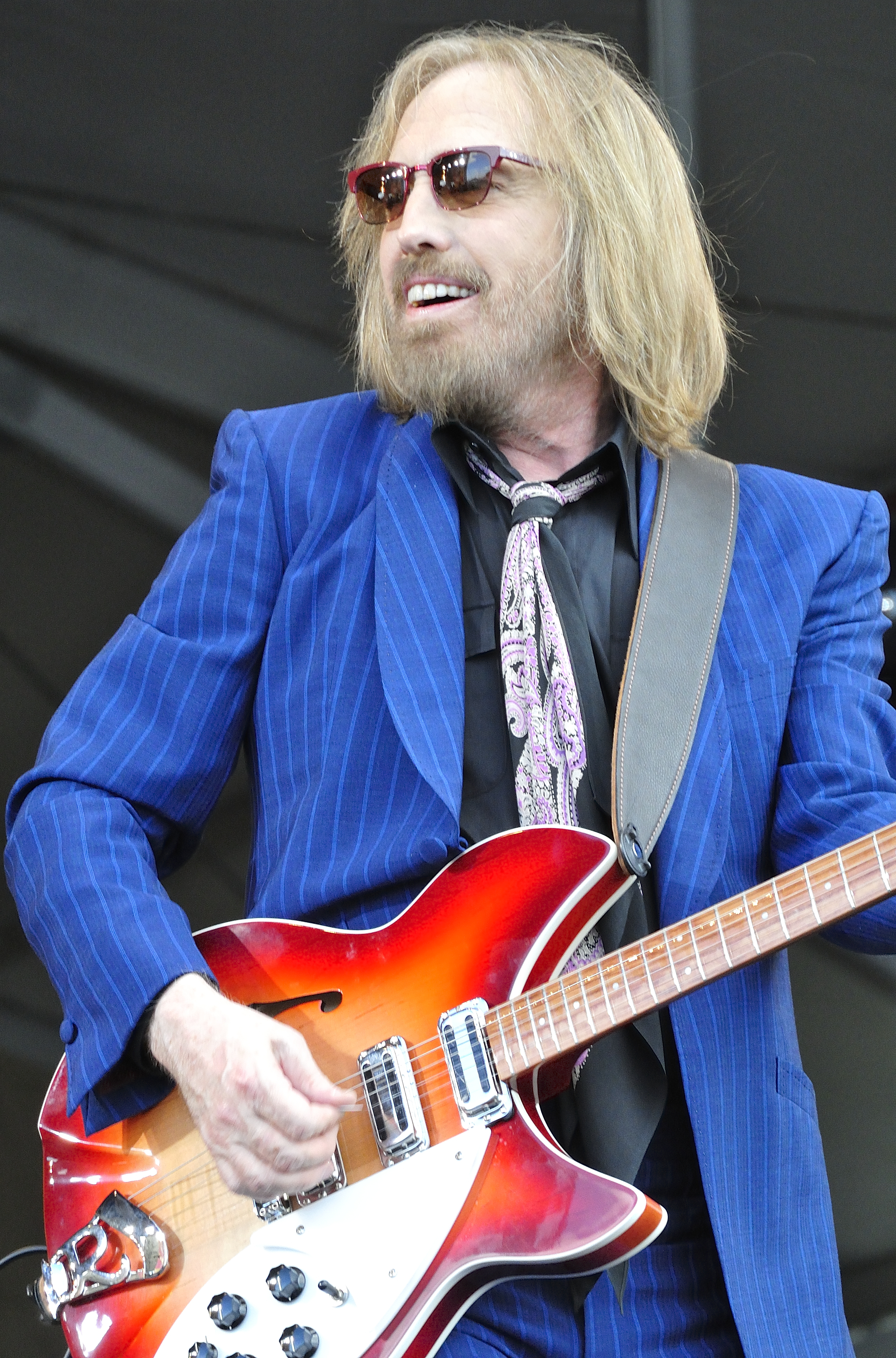
Tom Petty; † 2. Oktober

- 02. Oktober: Tom Petty, US-amerikanischer Musiker (66)
- 02. Oktober: János Sólyom, ungarisch-schwedischer Pianist, Komponist und Dirigent (78)
- 03. Oktober: Rainer Hänsel, deutscher Konzert- und Tourneeveranstalter und Produzent (63)
- 03. Oktober: Patrick „Petz“ Hartert, luxemburgischer Musiker (53)
- 03. Oktober: Sérgio Sá, brasilianischer Sänger und Komponist (64)
- 04. Oktober: Werner Owart, deutscher Orgelbauer und Organist (93)
- 04. Oktober: Jerry Ross, US-amerikanischer Songwriter und Produzent (84)
- 04. Oktober: Barry Thomas, US-amerikanischer Tontechniker und Tonmeister (85)
- 06. Oktober: Thelma Anderson, US-amerikanische Konzertorganisatorin (89)
- 06. Oktober: Lou Gare, britischer Jazz- und Improvisationsmusiker (78)
- 06. Oktober: Richard Trimborn, deutscher Musiker (85)
- 07. Oktober: Jimmy Beaumont, US-amerikanischer Sänger (76)
- 07. Oktober: Daniel Pezzotti, Schweizer Cellist (55)
- 08. Oktober: Coriún Aharonián, uruguayischer Komponist und Musiker (77)
- 08. Oktober: Grady Tate, US-amerikanischer Jazzmusiker (85)
- 09. Oktober: Vincent La Selva, US-amerikanischer Dirigent (88)
- 09. Oktober: Joachim Mittelacher, deutscher Posaunist (79)
- 11. Oktober: Akron, Schweizer Künstler, Musiker, Autor, Astrologe und Okkultist (69)
- 12. Oktober: Andy McGhee, US-amerikanischer Jazzmusiker, Autor und Hochschullehrer (89)
- 14. Oktober: Richard Adam, tschechischer Sänger (86)
- 14. Oktober: Klaus Hoffmann-Hoock, deutscher Multiinstrumentalist und Komponist (66)
- 16. Oktober: Gottfried Böttger, deutscher Pianist (67)
- 16. Oktober: Antonín Matzner, tschechischer Musikhistoriker, Jazzautor, Musikproduzent und Dramaturg (73)
- 17. Oktober: Gord Downie, kanadischer Rockmusiker (53)
- 17. Oktober: Ingvar Lidholm, schwedischer Komponist (96)
- 18. Oktober: Eamonn Campbell, irischer Folkmusiker (70)
- 18. Oktober: Phil Miller, britischer Rockjazz-Gitarrist (68)
- 20. Oktober: Toni Edelmann, finnischer Musiker und Komponist (71)
- 21. Oktober: Morty Geist, US-amerikanischer Jazz- und Unterhaltungsmusiker (89)
- 21. Oktober: Wjatscheslaw Preobraschenski, russischer Jazzmusiker (66)

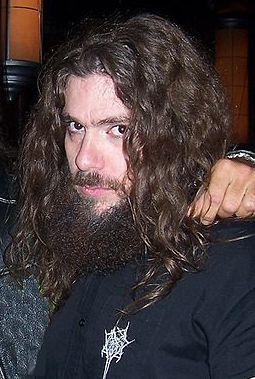
Martin Eric Ain; † 22. Oktober

- 22. Oktober: Martin Eric Ain, Schweizer Musiker (50)
- 22. Oktober: Atle Hammer, norwegischer Jazz-Trompeter und Flügelhornist (85)
- 22. Oktober: Scott Putesky, US-amerikanischer Musiker (49)
- 22. Oktober: Jean-Jacques Werner, französischer Dirigent und Komponist moderner Musik (82)
- 22. Oktober: George Young, australischer Rockmusiker (70)
- 24. Oktober: Girija Devi, indische Sängerin (88)
- 24. Oktober: Fats Domino, US-amerikanischer Sänger (89)
- 24. Oktober: Carlos Moreán, venezolanischer Popsänger, Komponist und Orchesterleiter (70)
- 25. Oktober: John Manduell, britischer Komponist, Musikpädagoge und Festivaldirektor (89)
- 26. Oktober: Liviu Dănceanu, rumänischer Komponist (63)
- 27. Oktober: Alaeddin Adlernest, österreichischer Musiker (77)
- 27. Oktober: Dick Noel, US-amerikanischer Sänger (90)
- 28. Oktober: Al Oster, kanadischer Musiker (92)
- 28. Oktober: Waltraut Schulz, deutsche Musikerin (87)
- 29. Oktober: Muhal Richard Abrams, US-amerikanischer Jazzmusiker (87)
- 29. Oktober: Lew Gluckin, US-amerikanischer Jazztrompeter und Arrangeur (87)
- 29. Oktober: Frank Holder, guayanesischer Jazzmusiker (92)
- 29. Oktober: Keith Wilder, US-amerikanischer Musiker (65)
- 29. Oktober: Raúl García Zárate, peruanischer Gitarrist (85)
- 30. Oktober: Lajos Som, ungarischer Musiker (70)
- 30. Oktober: Daniel Viglietti, uruguayischer Sänger, Komponist, Gitarrist und Politaktivist (78)
- 31. Oktober: Alice Kaluza, deutsche Tänzerin und Choreografin (96)
- 31. Oktober: Papi Oviedo, kubanischer Tres-Spieler (79)

### November
- 02. November: María Martha Serra Lima, argentinische Sängerin (72)
- 03. November: Roger Blàvia, spanischer Perkussionist und Schlagzeuger (54)
- 03. November: Václav Riedlbauch, tschechischer Komponist und Politiker (70)
- 04. November: Dudley Simpson, australischer Komponist und Dirigent (95)
- 05. November: Robert Knight, US-amerikanischer Sänger (72)
- 06. November: Franziska Reppe, deutsche Schlagersängerin (30)
- 07. November: Paul Buckmaster, britischer Musiker, Komponist und Arrangeur (71)
- 07. November: Wendell Eugene, US-amerikanischer Jazzposaunist (94)
- 07. November: Whitey Glan, kanadischer Schlagzeuger (71)

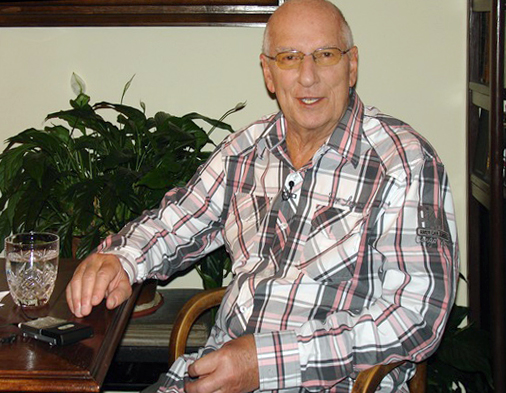
Karel Štědrý; † 7. November

- 07. November: Karel Štědrý, tschechischer Sänger, Schauspieler und Moderator (80)
- 08. November: Eva Kyselka, deutsche Sängerin (62)
- 08. November: Phyllis Young, US-amerikanische Cellistin und Musikpädagogin (92)
- 09. November: Fred Cole, US-amerikanischer Sänger und Gitarrist (69)
- 09. November: Chuck Mosley, US-amerikanischer Sänger (57)
- 09. November: Hans Vermeulen, niederländischer Sänger und Spielmann (70)
- 11. November: Chiquito de la Calzada, spanischer Humorist, Flamenco-Sänger und Schauspieler (85)
- 11. November: Bobby Matos, US-amerikanischer Perkussionist (76)
- 11. November: Will Moreau Goins, US-amerikanischer Aktivist, Autor und Sänger (56)
- 12. November: Michel Chapuis, französischer Organist (87)
- 13. November: Helen Borgers, US-amerikanische Rundfunkmoderatorin (60)

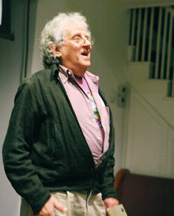
Eric Salzman; † 13. November

- 13. November: Eric Salzman, US-amerikanischer Komponist (84)
- 15. November: Luis Bacalov, argentinischer Filmkomponist (84)

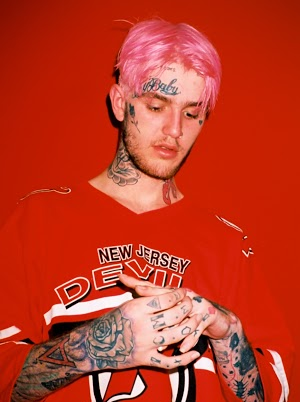
Lil Peep; † 15. November

- 15. November: Lil Peep, US-amerikanischer Rapper (21)
- 15. November: Alfredo Radoszynski, argentinischer Musikproduzent und Labelbetreiber (91)
- 16. November: José Andrés „Blanquito Man“ Blanco, venezolanischer Sänger (42)
- 16. November: Wabi Daněk, tschechischer Folk- und Country-Musiker (70)
- 16. November: Ewald Liska, deutscher Physiker und Musiker (79)
- 16. November: Al Neil, kanadischer Jazzmusiker, Künstler und Autor (93)
- 16. November: Ann Wedgeworth, US-amerikanische Film- und Theaterschauspielerin (83)
- 17. November: Natela Swanidse, georgische Komponistin (91)
- 17. November: Boulo Valcourt, haitianischer Gitarrist, Sänger, Komponist und Arrangeur (71)
- 17. November: Rikard Wolff, schwedischer Schauspieler und Sänger (59)
- 18. November: Hanno Blaschke, deutscher Bariton (90)
- 18. November: Ben Riley, US-amerikanischer Jazz-Schlagzeuger (84)

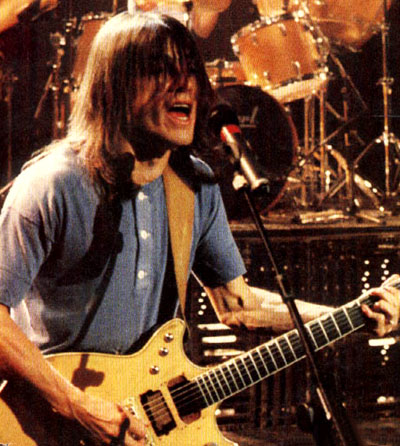
Malcolm Young; † 18. November

- 18. November: Malcolm Young, australischer Musiker (64)
- 19. November: John Alexander, US-amerikanischer Jazzmusiker (69)
- 19. November: Charles Manson, US-amerikanischer Sektenführer, Folkmusiker und Krimineller (83)
- 19. November: Della Reese, US-amerikanische Schauspielerin und Sängerin (86)
- 19. November: Mel Tillis, US-amerikanischer Musiker (85)

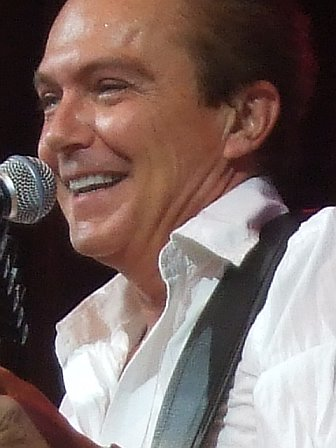
David Cassidy; † 21. November

- 21. November: David Cassidy, US-amerikanischer Schauspieler und Sänger (67)
- 21. November: Wayne Cochran, US-amerikanischer Soulsänger (78)
- 21. November: Arístides Incháustegui, dominikanischer Sänger und Historiker (79)
- 22. November: George Avakian, US-amerikanischer Musikproduzent (98)
- 22. November: Roberto Chiabra, costa-ricanischer Musikjournalist und Rundfunkmoderator (55)
- 22. November: John Coates Jr., US-amerikanischer Jazzpianist (79)
- 22. November: Jon Hendricks, US-amerikanischer Jazzsänger (96)
- 22. November: Dmitri Hvorostovsky, russischer Opernsänger (55)
- 23. November: Henner Leyhe, deutscher Sänger (70)
- 23. November: Tito Lívio, brasilianischer Sänger und Komponist (60)
- 23. November: Carol Neblett, US-amerikanische Sopranistin (71)
- 26. November: Oscar Alem, argentinischer Musiker und Komponist (76)
- 26. November: Wolfgang Zamastil, österreichischer Cellist und Komponist (36)
- 27. November: Robert Popwell, US-amerikanischer Gitarrist (66)
- 27. November: Bernd Simon, deutscher Musiker und Synchronsprecher (71)
- 28. November: Magín Díaz, kolumbianischer Sänger und Komponist (94)
- 28. November: Willy Gesell, deutscher Opernsänger (91)
- 28. November: Shadia, ägyptische Schauspielerin und Sängerin (86)
- 29. November: Charles Duvelle, französischer Musikethnologe (80)
- 29. November: Edgardo Zayas, puerto-ricanischer Opernsänger (53)
- 30. November: Jim Nabors, US-amerikanischer Schauspieler, Sänger und Komiker (87)
- 30. November: Zé Pedro, portugiesischer Rockgitarrist (61)
- 30. November: Werner Stückmann, deutscher Opernsänger (81)
- 30. November: Paul Würges, deutscher Gitarrist und Sänger (85)
- 00. November: René Gervat, französischer Jazzmusiker (82)
- 00. November: Mel Martin, US-amerikanischer Jazzmusiker (75)
- 00. November: Sol Schlinger, US-amerikanischer Jazzmusiker (91)

### Dezember
- 01. Dezember: Mario Escalera, US-amerikanischer Jazzmusiker (77)
- 01. Dezember: Nora Mank, deutsche Balletttänzerin (82)
- 01. Dezember: Alice Maria, portugiesische Fado-Sängerin (85)
- 01. Dezember: Jeter Thompson, US-amerikanischer Jazzmusiker (87)
- 02. Dezember: William Blankenship, US-amerikanischer Tenor (89)
- 02. Dezember: Mundell Lowe, US-amerikanischer Jazzmusiker (95)
- 04. Dezember: Carles Santos Ventura, spanischer Komponist und Künstler (77)

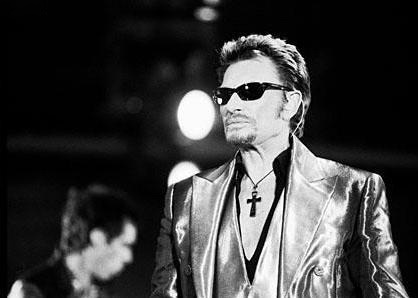
Johnny Hallyday; † 5. Dezember

- 05. Dezember: Johnny Hallyday, französischer Sänger, Songwriter und Schauspieler (74)
- 06. Dezember: Michael Baumgartl, deutscher Komponist und Musikkritiker (67)
- 07. Dezember: Sunny Murray, US-amerikanischer Jazz-Schlagzeuger (81)
- 07. Dezember: Billy Wallace, US-amerikanischer Jazzpianist (88)
- 08. Dezember: Kuno Areng, estnischer Chorleiter (88)
- 08. Dezember: Vincent Nguini, kamerunischer Gitarrist (65)
- 08. Dezember: Erich Schulze, ehemaliger Generaldirektor der GEMA (104)
- 08. Dezember: Hilde Thalmann, Schweizer Musikredakteurin (86)
- 09. Dezember: Leon Rhodes, US-amerikanischer Countrymusiker (85)
- 09. Dezember: Roykey, niederländischer Reggae-Gitarrist (62)
- 10. Dezember: Manno Charlemagne, haitianischer Gitarrist, Songwriter und Politiker (69)
- 10. Dezember: Eva Todor, ungarisch-brasilianische Schauspielerin (98)
- 11. Dezember: Mildred Goodman, kanadische Violinistin (95)
- 11. Dezember: Bruce Rankin, britischer Opernsänger (65)
- 12. Dezember: Pat DiNizio, US-amerikanischer Musiker (62)
- 12. Dezember: Harry Sparnaay, niederländischer Bassklarinettist, Komponist und Hochschullehrer (73)
- 13. Dezember: Bill Carney, US-amerikanischer Musiker (92)

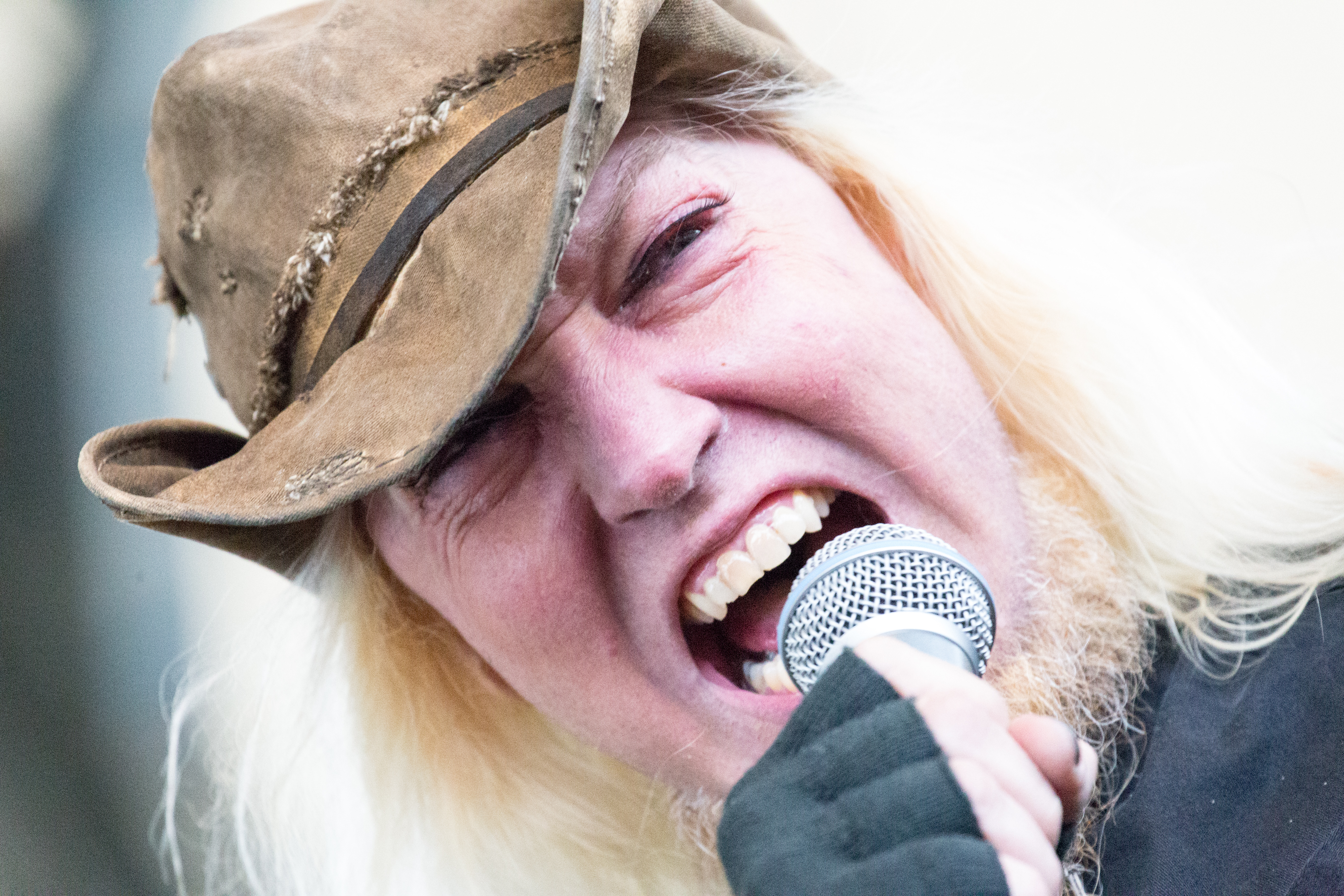
Warrel Dane; † 13. Dezember

- 13. Dezember: Warrel Dane, US-amerikanischer Musiker (56)
- 13. Dezember: Willie Pickens, US-amerikanischer Jazzpianist (86)
- 15. Dezember: John Critchinson, britischer Jazzpianist (82)
- 16. Dezember: Ralph Carney, US-amerikanischer Saxophonist, Klarinettist und Komponist (61)
- 16. Dezember: Juli Fábián, ungarische Sängerin (37)
- 16. Dezember: Keely Smith, US-amerikanische Sängerin (89)
- 16. Dezember: Z’EV, US-amerikanischer Musiker und Dichter (66)
- 17. Dezember: Harold Cardwell, US-amerikanischer Jazzmusiker (77)
- 17. Dezember: Ernst Kochsiek, deutscher Klavier- und Cembalobaumeister (82)
- 17. Dezember: Kevin Mahogany, US-amerikanischer Jazzsänger (59)
- 18. Dezember: Uwe Faerber, deutscher Musikwissenschaftler (93)
- 18. Dezember: Werner Hoppstock, deutscher Pianist (90)

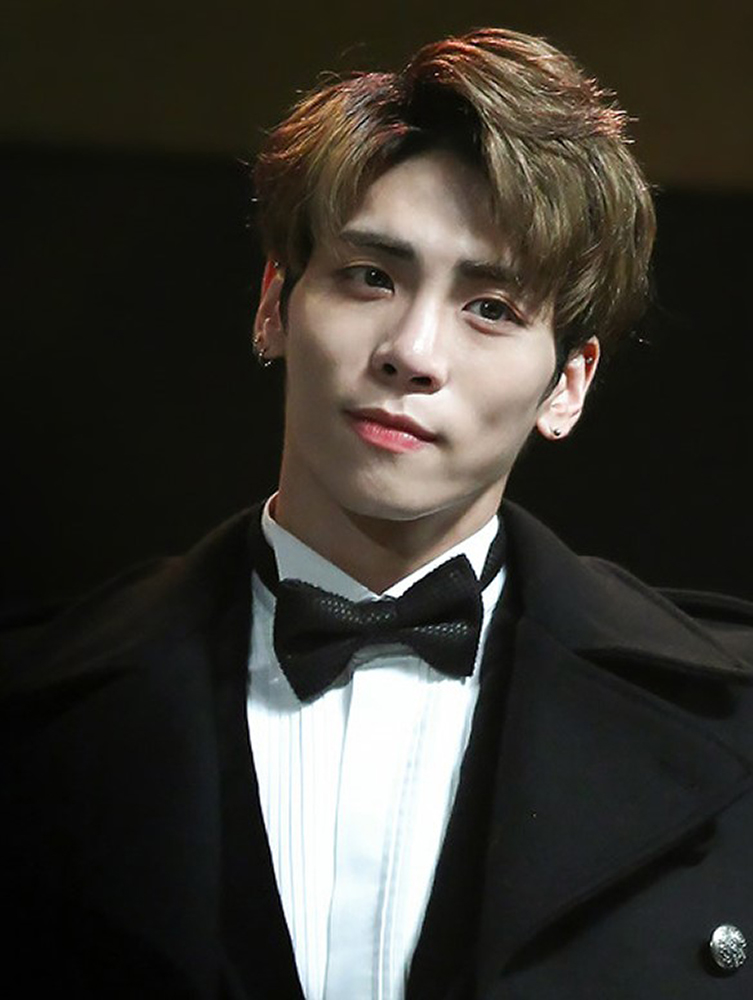
Jonghyun; † 18. Dezember

- 18. Dezember: Jonghyun, südkoreanischer Musiker (27)
- 18. Dezember: Stephan Simeon, Schweizer Komponist und Chorleiter (90)
- 19. Dezember: Manuel Moneo, spanischer Flamenco-Sänger (~68)
- 20. Dezember: Elliott Antokoletz, US-amerikanischer Musikwissenschaftler (75)

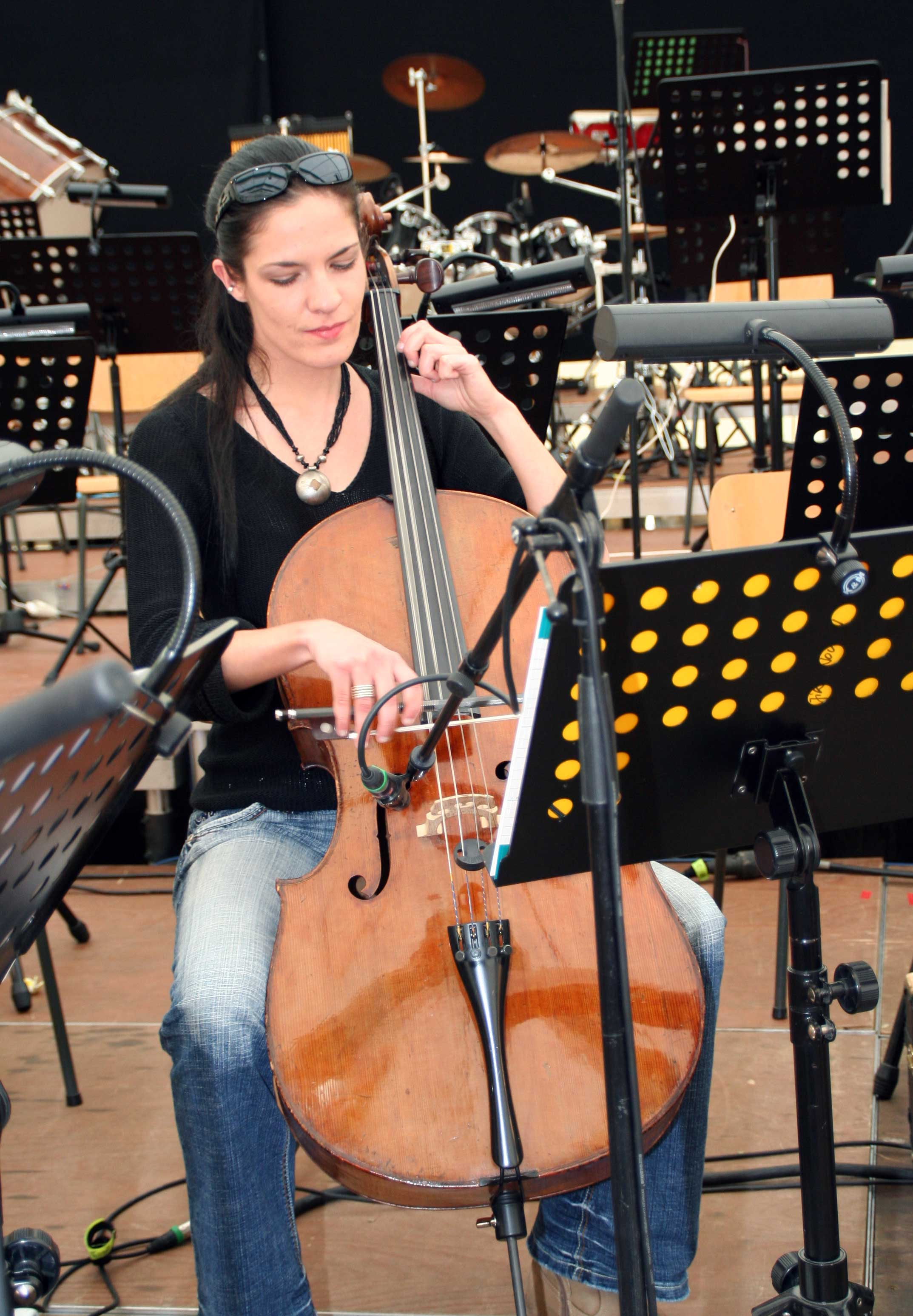
Lisa Berg; † 21. Dezember

- 21. Dezember: Lisa Berg, luxemburgische Cellistin und Komponistin (39)
- 21. Dezember: Dominic Frontiere, US-amerikanischer Komponist (86)
- 21. Dezember: Wolfgang Ludewig, deutscher Komponist und Rundfunkautor (91)
- 21. Dezember: Roswell Rudd, US-amerikanischer Posaunist (82)
- 22. Dezember: Pam The Funkstress, US-amerikanische DJ (51)
- 23. Dezember: Kurt Schulzke, deutscher Maler, Musiker und Autor (67)
- 24. Dezember: Luan Peters, britische Schauspielerin und Sängerin (71)
- 24. Dezember: Friedbert Streller, deutscher Musikwissenschaftler (86)
- 25. Dezember: Wladimir Schainski, sowjetischer bzw. russischer Komponist (92)
- 27. Dezember: Colin Tench, britischer Gitarrist (63)
- 28. Dezember: Seleno Clarke, US-amerikanischer Musiker (87)
- 28. Dezember: Melton Mustafa, US-amerikanischer Jazzmusiker (70)
- 30. Dezember: Hanery Amman, Schweizer Musiker (65)
- 30. Dezember: Çingiz Sadıqov, aserbaidschanischer Pianist (88)
- 30. Dezember: Bernd Spier, deutscher Schlagersänger (73)
- 31. Dezember: Maurice Peress, US-amerikanischer Dirigent (87)

### Genaues Todesdatum unbekannt
- John Buckingham, US-amerikanischer Jazzmusiker
- Martin Hömberg, deutscher Komponist und Musikproduzent (≈68)
- John Murtaugh, US-amerikanischer Jazzmusiker und Arrangeur (≈90)
- Mary Tsoni, griechische Schauspielerin und Sängerin (30)